# Dinard
Pour les articles ayant des titres homophones, voir Dinar.
Dinard est une commune française située dans le département d'Ille-et-Vilaine, en région Bretagne.
C'est une station balnéaire réputée, particulièrement auprès des Britanniques et des Américains, pour ses villas Belle Époque et le Festival du film britannique qui s'y tient chaque année depuis 1989. Avec ses nombreuses villas classées datant des années 1900 et 1910, son casino et ses animations culturelles, elle est considérée comme l'une des stations balnéaires les plus prestigieuses de France, qui affichait à la fin des années 2010, l'une des plus fortes fréquentations touristiques parmi les villes françaises de mille à dix mille habitants, selon une étude.
Le nom officiel de la commune fut successivement Saint-Énogat (jusqu'en 1879), Dinard-Saint-Énogat (de 1879 à 1921) et Dinard (depuis 1921).
En 2022, avec 10 407 habitants, elle est la 11e commune la plus peuplée d'Ille-et-Vilaine et la 37e de Bretagne.

## Géographie

### Localisation

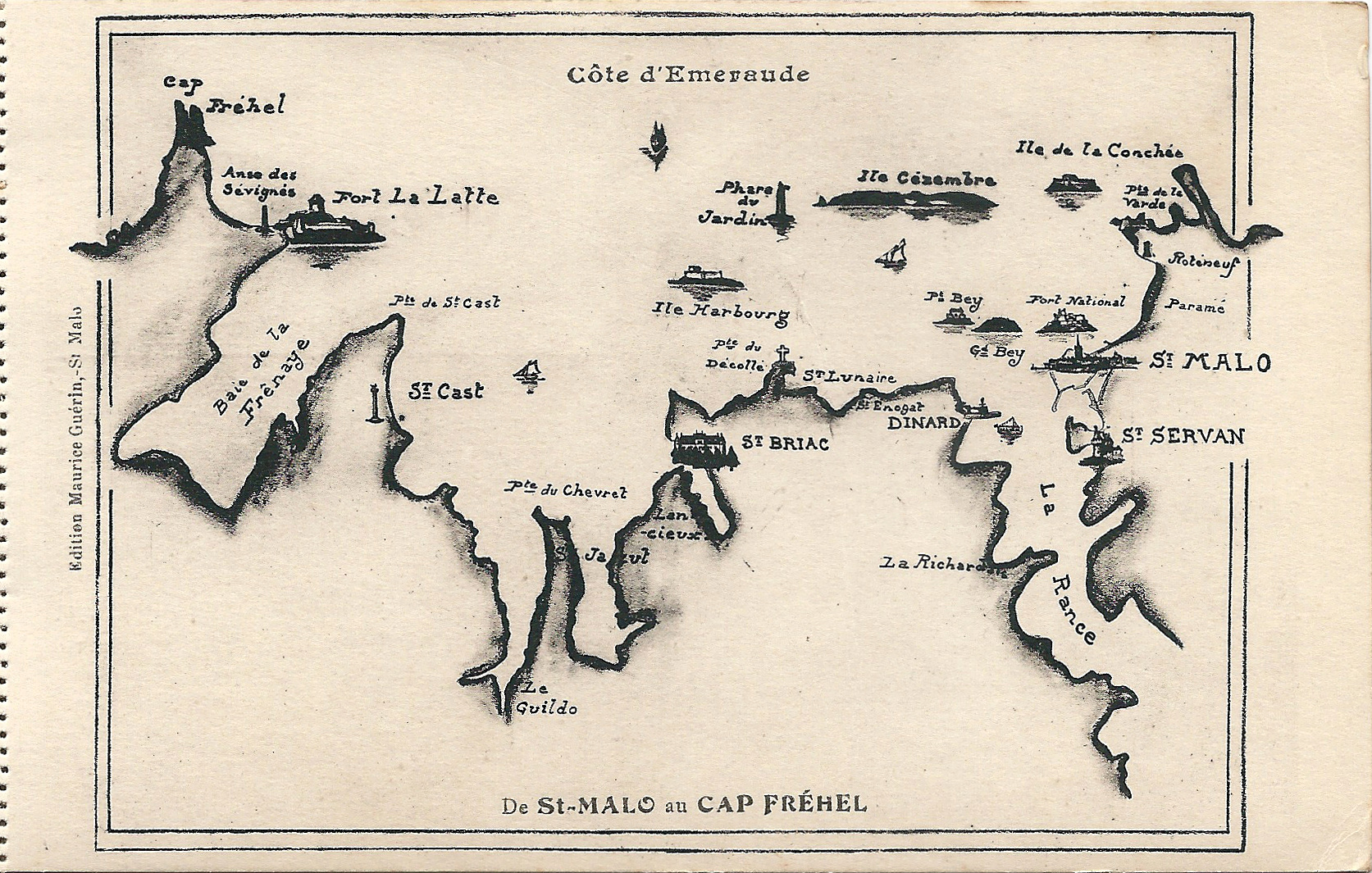
Carte touristique de la Côte d'Émeraude figurant Dinard située au débouché de l'estuaire de la Rance, dans la baie de Saint-Malo, en rive Ouest.

La station balnéaire de Dinard est située sur la Côte d'Émeraude, à proximité de la limite avec les Côtes-d'Armor et de la ville de Saint-Malo (où la Rance fait la séparation). C'est l'usine marémotrice de la Rance, située sur la commune de La Richardais, prouesse technologique des années 1960 et haut lieu touristique, qui relie Dinard et Saint-Malo.
Dans l'ancienne subdivision de l'évêché de Saint-Malo, avant la création des départements, la ville faisait partie du pays de Poudouvre. Lors de la création des départements, la ville de Saint-Malo qui souhaitait un département autour d'elle n'obtint pas gain de cause. En compensation, alors que l'embouchure de la Rance sépare le tracé des départements d'Ille-et-Vilaine et des Côtes-d'Armor (Côtes-du-Nord à l'époque), une enclave de la rive ouest comprenant Dinard et les communes avoisinantes (Pleurtuit, La Richardais, Saint-Lunaire, Le Minihic-sur-Rance et Saint-Briac-sur-Mer) a été rattachée à l'Ille-et-Vilaine. Dinard est le centre de la quatrième agglomération du département, qui regroupe 21 401 habitants en 1999 avec Pleurtuit, Saint-Lunaire, La Richardais, Saint-Briac-sur-Mer et 25 006 habitants avec la partie des Côtes-d'Armor (Lancieux et Ploubalay).
Non loin se trouvent les îles Anglo-Normandes accessibles à une heure de navire à grande vitesse à partir de Saint-Malo ou 15 minutes d'avion à partir de l'aéroport de Saint-Malo-Dinard-Pleurtuit.
Les quatre principales plages de la ville sont les plages du Prieuré, de l'Écluse, de Saint-Énogat et du Port-Blanc. Il existe d'autres plages, non surveillées et de moindre taille, accessibles par le chemin côtier qui relie le Prieuré au Port-Blanc (plages de la Malouine, de Port-Riou, de Notre-Dame-du-Roc).
|               | La Manche |                      |
| Saint-Lunaire | Dinard    | Estuaire de la Rance |
|               | Pleurtuit | La Richardais        |

### Cadre géologique

Carte géologique du Massif armoricain, avec au nord-est le batholite mancellien et ses nombreux plutons de granite cadomien (Trégor, Lanhélin, Louvigné, Vire, Avranches…). Ce batholite dessine une ellipse de 150 km (d'Alençon à la Rance) sur 90 km (de Vitré à Vire).

Dinard est localisée dans la partie médiane du domaine nord armoricain, unité géologique du Massif armoricain qui est le résultat de trois chaînes de montagnes successives. Le site géologique de Dinard se situe plus précisément dans un bassin sédimentaire essentiellement briovérien limité au sud par un important massif granitique cadomien, le pluton de Lanhélin qui fait partie d'un ensemble plus vaste, le batholite mancellien,.
L'histoire géologique de la région est marquée par le cycle cadomien (entre 750 et 540 Ma) qui se traduit par la surrection de la chaîne cadomienne qui devait culminer à environ 4 000 m. À la fin du Précambrien supérieur, les sédiments briovériens environnants sont fortement déformés, plissés et métamorphisés par l'orogenèse cadomienne qui implique un fort épaississement crustal, formant essentiellement des schistes et des gneiss. Cette déformation développe une succession d'antiformes (Saint-Jacut-Rothéneuf, le Minihic et Plouër-sur-Rance) correspondant à des chevauchements à vergence sud-est, séparés par des synformes (la Richardais et Saint-Suliac) d'orientation N60°, plis d'autant plus déversés vers le Sud que l'on se rapproche du noyau migmatitique. Ce noyau de forme elliptique (25 × 6 km), ceinturé d'une enveloppe gneissique et micaschisteuse, correspond à la région de Dinard-Saint-Malo. L'épaississement, consécutif à l'écaillage tectonique du domaine orogénique, a en effet provoqué la fusion crustale à l'origine de la mise en place des dômes anatectiques (migmatites de Guingamp et Saint-Malo, développées aux dépens des sédiments briovériens) qui est datée entre 560 et 540 Ma. Les massifs granitiques du Mancellien scellent la fin de la déformation ductile de l'orogenèse cadomienne. L'arénisation de ces roches a vraisemblablement débuté au Pliocène, sous l'action de climats tempérés chauds et humides, et se poursuit encore actuellement mais sous forme atténuée, notamment lors des afflux d'eau en début de périodes froides. Cet état d'altération bien visible dans les falaises basses se retrouve également dans des zones de faille où le substratum est broyé et altéré avec localement la présence de brèches. Enfin, au Plio-quaternaire, les roches du substratum sont localement recouvertes par des dépôts récents issus de l'action du vent (poches ou placages de matériaux limoneux localement présents en sommet de falaise).
Conçu dans les années 1930 depuis la plage du Prieuré jusqu'à l'embarcadère de l'anse du Bec de la Vallée au Nord, le chemin bétonné de la Promenade du Clair-de-Lune témoigne de la volonté de la municipalité de concurrencer la Côte d'Azur. Il permet d'observer les différents faciès des migmatites de Saint-Malo (intermédiaires entre le gneiss d'origine et le granite d'anatexie). Ces migmatites rubanées sont constituées d'une alternance de leucosomes isotropes et de mélanosomes qui soulignent fortement la foliation pentée ici vers le N-NE. Ce rubanement est parfois recoupé par des veines pegmatitiques (caractérisées par l'abondance de cristaux de tourmaline noire et d'apatite verte au niveau de la pointe de la Malouine) et des filons doléritiques métriques à décamétriques d'orientation moyenne N-S, d'âge paléozoïque. On relève également la présence d'enclaves de gneiss, de quartz et des schlierens de biotite dont l'orientation préférentielle souligne le flux, c'est-à-dire la déformation de la roche dans un état très plastique,.

### Hydrographie
Pour un article plus général, voir Réseau hydrographique d'Ille-et-Vilaine.
La commune est située dans le bassin Loire-Bretagne. Elle n'est drainée par aucun cours d'eau,.

### Climat
Pour des articles plus généraux, voir Climat de la Bretagne et Climat d'Ille-et-Vilaine.
En 2010, le climat de la commune est de type climat océanique franc, selon une étude du CNRS s'appuyant sur une série de données couvrant la période 1971-2000. En 2020, Météo-France publie une typologie des climats de la France métropolitaine dans laquelle la commune est exposée à un climat océanique et est dans la région climatique  Bretagne orientale et méridionale, Pays nantais, Vendée, caractérisée par une faible pluviométrie en été et une bonne insolation. Parallèlement l'observatoire de l'environnement en Bretagne publie en 2020 un zonage climatique de la région Bretagne, s'appuyant sur des données de Météo-France de 2009. La commune est, selon ce zonage, dans la zone « Littoral doux », exposée à un climat venté avec des étés cléments.
Pour la période 1971-2000, la température annuelle moyenne est de 11,5 °C, avec une amplitude thermique annuelle de 11,6 °C. Le cumul annuel moyen de précipitations est de 672 mm, avec 12,1 jours de précipitations en janvier et 6,3 jours en juillet. Pour la période 1991-2020, la température moyenne annuelle observée sur la station météorologique la plus proche, située sur la commune de Pleurtuit à 6 km à vol d'oiseau, est de 11,9 °C et le cumul annuel moyen de précipitations est de 752,0 mm,. Pour l'avenir, les paramètres climatiques de la commune estimés pour 2050 selon différents scénarios d'émission de gaz à effet de serre sont consultables sur un site dédié publié par Météo-France en novembre 2022.

### Transports

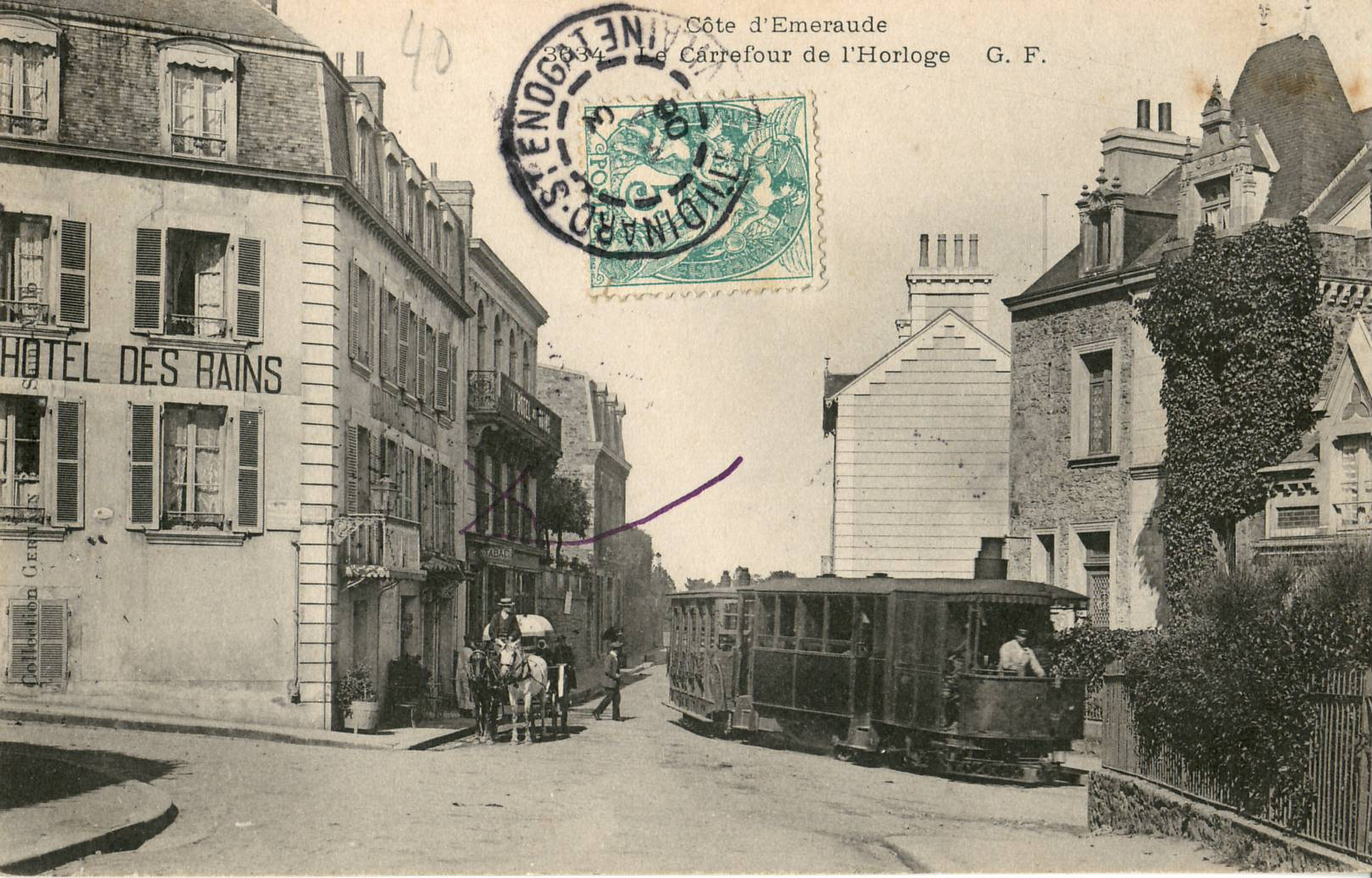
Le tramway de Saint-Briac à Dinard vers 1906, dans le centre de Dinard.

En 1901 a été ouverte la ligne de tramway de Saint-Briac à Dinard. Il s'agissait d'une ligne de tramway à vapeur à voie métrique qui reliait les villes de Saint-Briac et Dinard en passant par Saint-Lunaire. Elle a été ouverte entre 1901 et 1902. En 1929, la ligne ferma pour être remplacée par un service d'autocar.
La ville de Dinard a développé son propre réseau de bus, en complément des lignes d'autocars départementales et régionales existantes, qui relie sur trois lignes les différents quartiers de la commune. Cependant, son importance reste limitée, les minibus utilisés ne passant que quatre fois par jour, cinq jours par semaine, et commençant à relativement dater.
Jusqu'en 1987, la ville était desservie directement, en saison, par un train Corail Paris-Montparnasse-Dinard. Cette liaison a été supprimée et la gare datant de la fin du XIXe siècle a été démolie dans les années 2000. Toutefois, l'accès à Dinard s'est trouvé récemment facilité par l'arrivée du TGV reliant Paris à la gare de Saint-Malo en moins de trois heures et offrant une correspondance par autocar. Pour les automobilistes, les voies expresses gratuites pallient l'absence d'autoroute. Une navette maritime relie Dinard à Saint-Malo.
La ville est également desservie par l'aéroport de Saint-Malo-Dinard-Pleurtuit.

## Urbanisme

### Typologie
Au 1er janvier 2024, Dinard est catégorisée centre urbain intermédiaire, selon la nouvelle grille communale de densité à sept niveaux définie par l'Insee en 2022.
Elle appartient à l'unité urbaine de Dinard, une agglomération inter-départementale regroupant neuf  communes, dont elle est ville-centre,,. Par ailleurs la commune fait partie de l'aire d'attraction de Saint-Malo, dont elle est une commune de la couronne,. Cette aire, qui regroupe 35 communes, est catégorisée dans les aires de 50 000 à moins de 200 000 habitants,.
La commune, bordée par la Manche, est également une commune littorale au sens de la loi du 3 janvier 1986, dite loi littoral. Des dispositions spécifiques d'urbanisme s'y appliquent dès lors afin de préserver les espaces naturels, les sites, les paysages et l'équilibre écologique du littoral, tel le principe d'inconstructibilité, en dehors des espaces urbanisés, sur la bande littorale des 100 mètres, ou plus si le plan local d'urbanisme le prévoit.

### Occupation des sols
L'occupation des sols de la commune, telle qu'elle ressort de la base de données européenne d'occupation biophysique des sols Corine Land Cover (CLC), est marquée par l'importance des territoires artificialisés (88,2 % en 2018), en augmentation par rapport à 1990 (81,7 %). La répartition détaillée en 2018 est la suivante :
zones urbanisées (70,7 %), zones industrielles ou commerciales et réseaux de communication (9,3 %), espaces verts artificialisés, non agricoles (8,2 %), forêts (5,8 %), zones agricoles hétérogènes (5,3 %), zones humides côtières (0,7 %). L'évolution de l'occupation des sols de la commune et de ses infrastructures peut être observée sur les différentes représentations cartographiques du territoire : la carte de Cassini (XVIIIe siècle), la carte d'état-major (1820-1866) et les cartes ou photos aériennes de l'IGN pour la période actuelle (1950 à aujourd'hui).

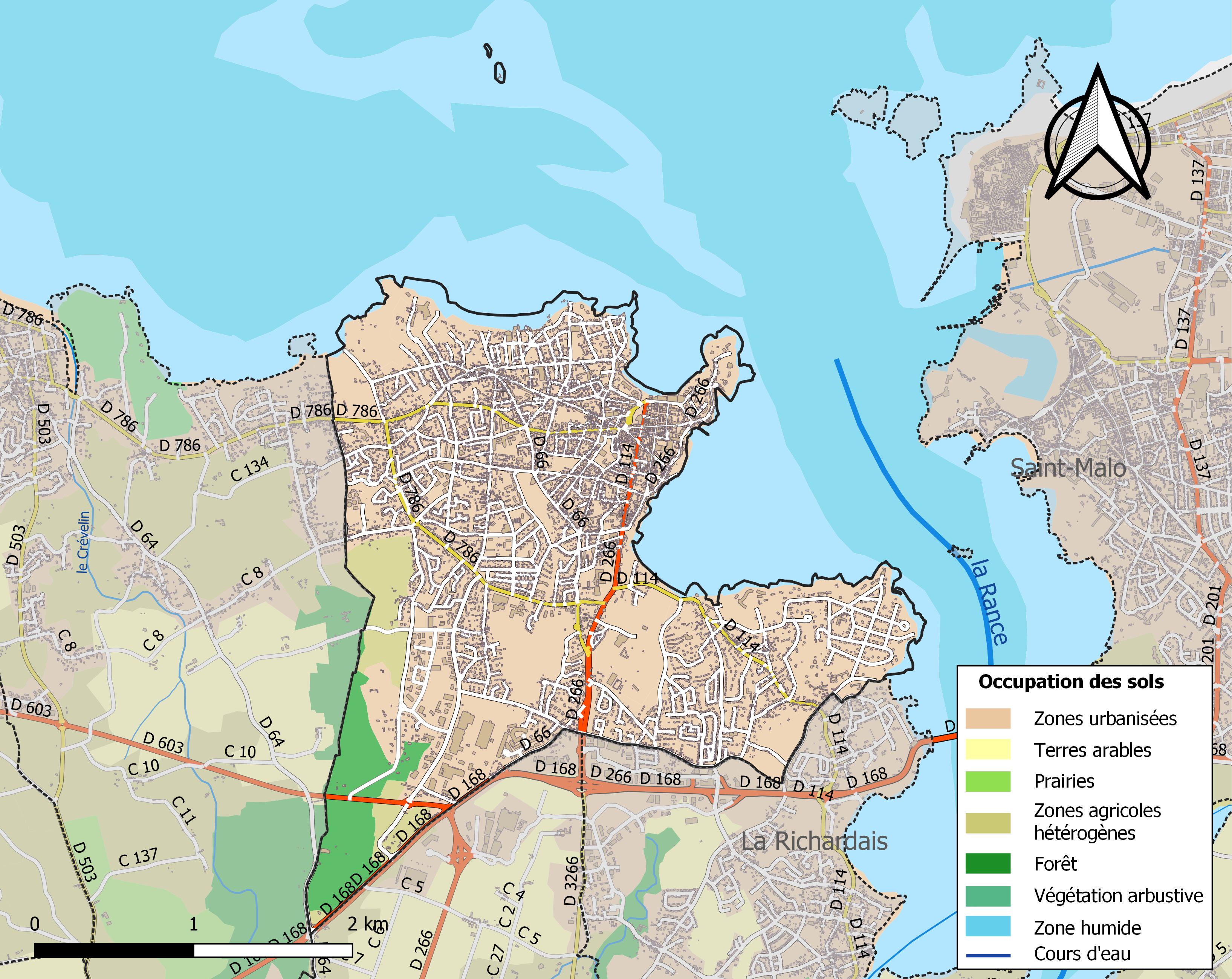
Carte des infrastructures et de l'occupation des sols de la commune en 2018 (CLC).

## Toponymie

Drapeau de Dinard entre 1998 et 2014. Créé en 1997 par la société bretonne de Vexillologie, pour rappeler que la toponymie et l'histoire de la ville est liée à la légende du roi Arthur, « roi des ours ». La municipalité cesse de pavoiser avec ce drapeau en 2014.

Le nom de la localité est attesté sous les formes Dinart en 1210, Dynart en 1256, Dinart au XVIe siècle. Port Dinart (1630).
La première partie du toponyme de Dinard vient du mot brittonique din (colline, fortification). La seconde partie du toponyme vient du celtique ard, arz, « élevé », Dinard signifiant « colline élevée »,.
La forme bretonne actuelle proposée par l'Office public de la langue bretonne est Dinarzh.
Le gentilé est Dinardais.

## Histoire

### Moyen Âge
L'histoire de Dinard est liée à la légende du roi Arthur : en effet, selon la légende, le roi Arthur aurait débarqué sur les côtes dinardaises en 513 pour y construire un fort (d'où la prétendue étymologie de la ville, fort d'Arthur) et fonder la localité de Dinard.
Durant le Moyen Âge, Dinard n'est qu'un très modeste port de pêche et village de pêcheurs à la périphérie de Saint-Énogat, bourg beaucoup plus important, comprenant une église et un cimetière, et chef-lieu de la commune de Dinard. Cette paroisse est dédiée à saint Enogat, dont la tradition en fait le cinquième évêque d'Aleth.
Vers 1200-1210, Roland 1er de Dinan détache la seigneurie de Saint-Enogat de la Vicomté de Poudouvre, qu'il possédait. Il offre cette seigneurie ainsi que celle de Plancoët à sa sœur Marguerite de Dinan.
Selon l'Abbé Mathurin (qui écrit en 1898 une histoire de Saint-Enogat), Olivier et Geoffroi de Montfort fondèrent l'église de Saint-Jacques et de Saint-Philippe, nommée jadis L'Hôpital-Bechet pour des religieux mathurins, en reconnaissance de ce qu'ils avaient été rachetés des mains des Infidèles par des religieux de cet Ordre.
Cependant les Geoffroy et Olivier qui ont fondé le prieuré, en 1324, n'ont probablement pas participé aux croisades (la mort de Louis IX, en 1270, signe la fin de la 8e et dernière croisade), ni, par conséquent, été fait prisonniers par les barbaresques.
Le duc Jean IV de Bretagne débarque d'Angleterre le 3 août 1379. Une des plus célèbres chansons du Barzaz Breiz, An alarc'h (« Le cygne »), restitue ce débarquement à Dinard qui signe le début de la reconquête de la Bretagne, après la tentative de confiscation du duché par le roi de France Charles V.

### Les Templiers et/ou les Hospitaliers
Vers 1200-1210, il existe un port d'aumône à Dynart (Dinard) permettant aux pèlerins de traverser la Rance. Ce point de passage est accolé à un établissement charitable appelé L'Hôpital-Bechet et probablement contrôlé par les Hospitaliers de l'ordre de Saint-Jean de Jérusalem ou par les Templiers installés à Saint-Malo, à partir de 1140.

### Époque moderne et Révolution française
Jean-Baptiste Ogée décrit ainsi Saint-Enogat en 1778 :

« Saint-Enogat ; à trois-quarts de lieue à l'ouest-sud-ouest de Saint-Malo, son évêché, à 14 lieues de Rennes et à 4 lieues de Dinan, sa subdélégation et son ressort. On y compte 1 400 communiants. La cure est à l'alternative. Le territoire, borné au nord et à l'est par la mer, est d'une superficie plane, et bien cultivé. À une demi-lieue au sud de son clocher commence une lande qui s'étend à plus de 2 lieues vers Dinan. »

Après la fin de la Terreur, la population de la commune est favorable aux changements apportés par la Révolution française. La principale fête révolutionnaire est celle célébrant l'anniversaire de l'exécution de Louis XVI, accompagnée d'un serment de haine à la royauté et à l'anarchie, fêtée à partir de 1795.

### LeXIXesiècle

#### Saint-Enogat et Dinard dans la première moitié duXIXesiècle
Au début du XIXe siècle Dinard n'est encore qu'un petit village de pêcheurs situé dans la commune de Saint-Enogat. Sa situation en face de Saint-Malo en fait toutefois un lieu de passage pour les marins et les marchandises qui embarquent de la cité corsaire. On y rencontre aussi quelques Britanniques, le plus souvent d'anciens prisonniers des guerres révolutionnaires et impériales.
Vers 1840, Alpyn Thomson est le premier consul anglais à s'installer à Dinard ; John Sedgwitch lui succède, puis Robert Monteith, lequel habite en 1850 le prieuré de Dinard.
A. Marteville et P. Varin, continuateurs d'Ogée, décrivent ainsi Saint-Enogat en 1843 :

« Saint-Enogat (sous l'invocation de saint Enogat, évêque d'Aleth, fêté le 13 janvier) : commune formée par l'ancienne paroisse de ce nom, aujourd'hui succursale ; chef-lieu de perception ; bureau d'enregistrement à Dinard. (...) Principaux villages : Saint-Alexandre, la Vallée, Dinard, la Haute et la Basse-Guais. Maisons principales : la Vicomté, la Baronnais, la Belle-Issue. Superficie totale : 785 hectares dont (...) terres labourables 576 ha, prés et pâturages 18 ha, bois 3 ha, vergers et jardins 24 ha, landes ou incultes 90 ha (...). Moulins : 3 (de Perdriel, de la Baronnais, du Rocher, à vent). Le point le plus important de cette commune est le village de Dinard, qui ne semble ne faire qu'un avec celui de la Vallée. Ce petit port, récemment amélioré par d'importants travaux, est le passage obligé de tout ce qu'il vient, à Saint-Malo, de passagers ou de denrées, par la rive gauche de la Rance. Des bateaux, montés par trois ou quatre hommes d'équipage, sont incessamment occupés à faire la traversée de Dinard à Saint-Malo, et réciproquement, pour la modeste contribution de 5 centimes. On a parlé, depuis quelque temps, de les remplacer par un petit bateau à vapeur. Nous doutons que ce bateau pût faire le service à un prix aussi réduit ; or, pour la plupart des passagers, le temps est moins précieux que l'argent. Dinard est en outre le point d'arrivée de la route de Lamballe à Saint-Malo, qui travers en partie la commune au sud-est, et la traverse ensuite du sud au nord. Géologie : terrain granitique. On parle le français. »

#### Les premiers touristes britanniques

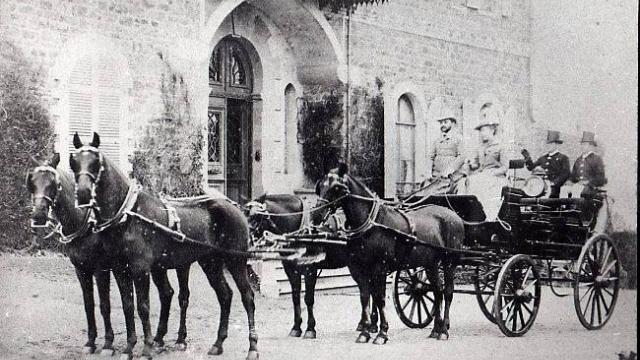
Le comte Joseph Rochaïd Dahdah et son épouse devant le château des Deux-Rives.

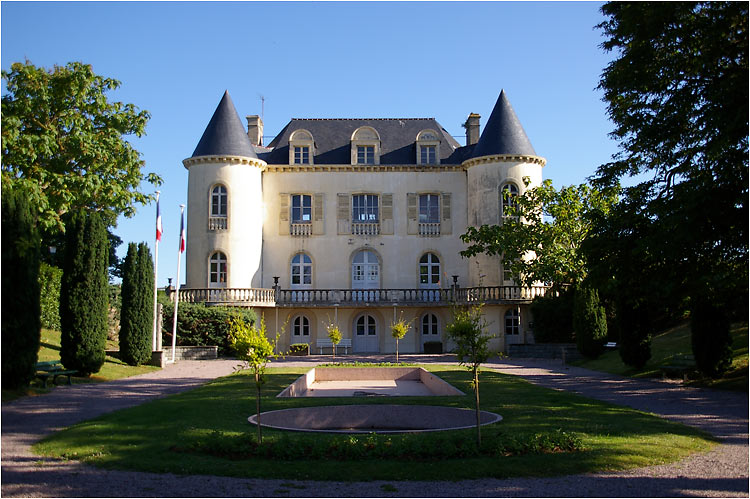
La villa Eugénie, construite en 1868.

Un des premiers découvreurs de la station est William Faber, un aristocrate américain qui a l'habitude de séjourner à Dinan. Il tombe amoureux du panorama de la côte et décide s'y établir. Il fait construire des maisons sur la pointe du Moulinet, les « petites terrasses », qu'il revend à ses amis anglophones de Dinan : c'est l'origine de la colonie britannique à Dinard.
Lorsque William Faber meurt prématurément (à moins de 50 ans) en 1854, c'est sa femme Lyona Faber qui prend le relais : elle se lance dans la promotion immobilière et continue à vendre, de la même manière, des lotissements à leurs amis dinanais. Elle fait don d'un terrain de la pointe du Moulinet pour qu'y soit édifiée l'église anglicane Saint-Bartholomew.
En 1858, la première villa balnéaire est construite par James Erhart Coppinger à la pointe du Moulinet, c'est le château du Bec de la Vallée, ou Villa Castel Mond (car elle appartint un temps à Sir Robert Mond et à sa femme Lady Mond). La même année, un établissement de bains de mer est construit sur la plage de l'Écluse, à l'époque plage des Élégantes, avec des cabines de bains sur pilotis en bois : c'est cette mode des bains de mer, née en Angleterre pour ses supposées vertus thérapeutiques, qui va véritablement lancer Dinard et la consacrer comme station balnéaire internationale. La plage devient alors un espace de contemplation et de loisirs, alors qu'elle n'était autrefois qu'un espace laborieux, très sauvage et peu hospitalier.
Puis, les constructions de villas balnéaires se généralisent : en 1860, Lyona Faber fait construire la villa Sainte-Catherine, aujourd'hui disparue, s'ensuit la villa Napoli, ordonnée par M. de Francesco. En 1865, Lyona Faber fait construire la villa Bric-à-Brac, face à la baie du Prieuré. Son propriétaire, Robert Hamilton, l'aurait nommée ainsi en raison de son architecture improbable. Après 1865, les constructions s'enchaînent, il s'agit encore pour la plupart des villas, à l'architecture complètement folle et libre, toutes de styles extrêmement variés. Auguste Poussineau aménage et lotit la pointe de la Malouine, Albert Lacroix lance la série des villas de Saint-Énogat. Le comte Joseph Rochaïd-Dahdad, un libanais, s'installe à Dinard en 1873 ; disposant d'une fortune considérable, il investit son argent à Dinard : il fait construire son château des Deux-Rives, sur la pointe du Moulinet, fait percer rues et boulevards, commande la construction des halles de la Concorde, dans le quartier de la Vallée, et de la gare de Dinard (il est considéré comme le fondateur principal de la station balnéaire) ; ses deux fils continuèrent l'œuvre de leur père.
La création d'une ligne de bateaux à vapeur, la Jersey Steam Packet Company, la mode naissante des bains de mer et l'arrivée du train en 1864 à Saint-Malo provoquent l'essor de la station balnéaire dès la fin du Second Empire ; les dernières décennies du siècle voient se multiplier villas et cottages ; un essor hôtelier se développe aussi, avec notamment l'hôtel Crystal ; des banques anglaises, des temples protestants, des clubs de tennis et de golf, un club sélect, le Dinard Club sont créés et des régates sont organisées.
Contrairement à une légende tenace remontant à la fin du XIXe siècle, l'empereur Napoléon III et son épouse Eugénie n'ont jamais prévu de venir séjourner à Dinard au cours de l'été 1868. Aucun document ne permet de corroborer la thèse d'une visite prévue puis annulée au dernier moment pour un motif futile et peu crédible : la présence aux côtés de l'impératrice d'un chien bichon que l'empereur n'aurait pas voulu amener avec eux. Ni la presse de l'époque ni les Mémoires des contemporains n'évoquent d'ailleurs les préparatifs de ce supposé rendez-vous manqué. Les journaux du temps gardent en revanche la trace précise des déplacements du couple impérial au cours de l'été 1868 : Fontainebleau, Plombières, le camp de Châlons et Biarritz sont les seuls lieux inscrits au programme. Construite par l'architecte Jean Pichot, la villa dinardaise baptisée Eugénie n'a donc d'impériale que le prénom de la souveraine. Elle rappelle un simple espoir dinardais : accueillir l'empereur et l'impératrice. Le préfet d'Ille-et-Vilaine Paul Féart ne l'a pas davantage fait construire puisqu'il a quitté le département dès 1864 pour prendre ses fonctions dans le Lot-et-Garonne où il est mort en 1867. La villa appartiendra à Pierre Levavasseur, qui la lèguera à la ville à sa mort. La villa Eugénie sera un temps mairie de Dinard, bibliothèque municipale puis musée du Site balnéaire jusqu'en 2004.

#### L'âge d'or de la station
En 1889, Benjamin Girard décrit en ces termes Dinard :

« Dinard doit à sa situation exceptionnelle et à ses grèves magnifiques, autant qu'à ses belles falaises, la vogue aristocratique qui en a fait une station balnéaire hors de pair. Bâtie en amphithéâtre, sur une baie, entre la Pointe de la Vicomté et le promontoire connu sous le nom de Bec de la Vallée, la ville ne se compose, en quelque sorte, que de maisons de plaisance luxueuses, de villas ravissantes et de beaux hôtels. Un casino splendide orne la plage principale où ont lieu, chaque année, des courses de chevaux très en renom. (...) Sur la Pointe du Décollé s'élève un sémaphore (...). La Société centrale de sauvetage des naufragés a créé, en 1878, une station de canot de sauvetage à Dinard (...). »

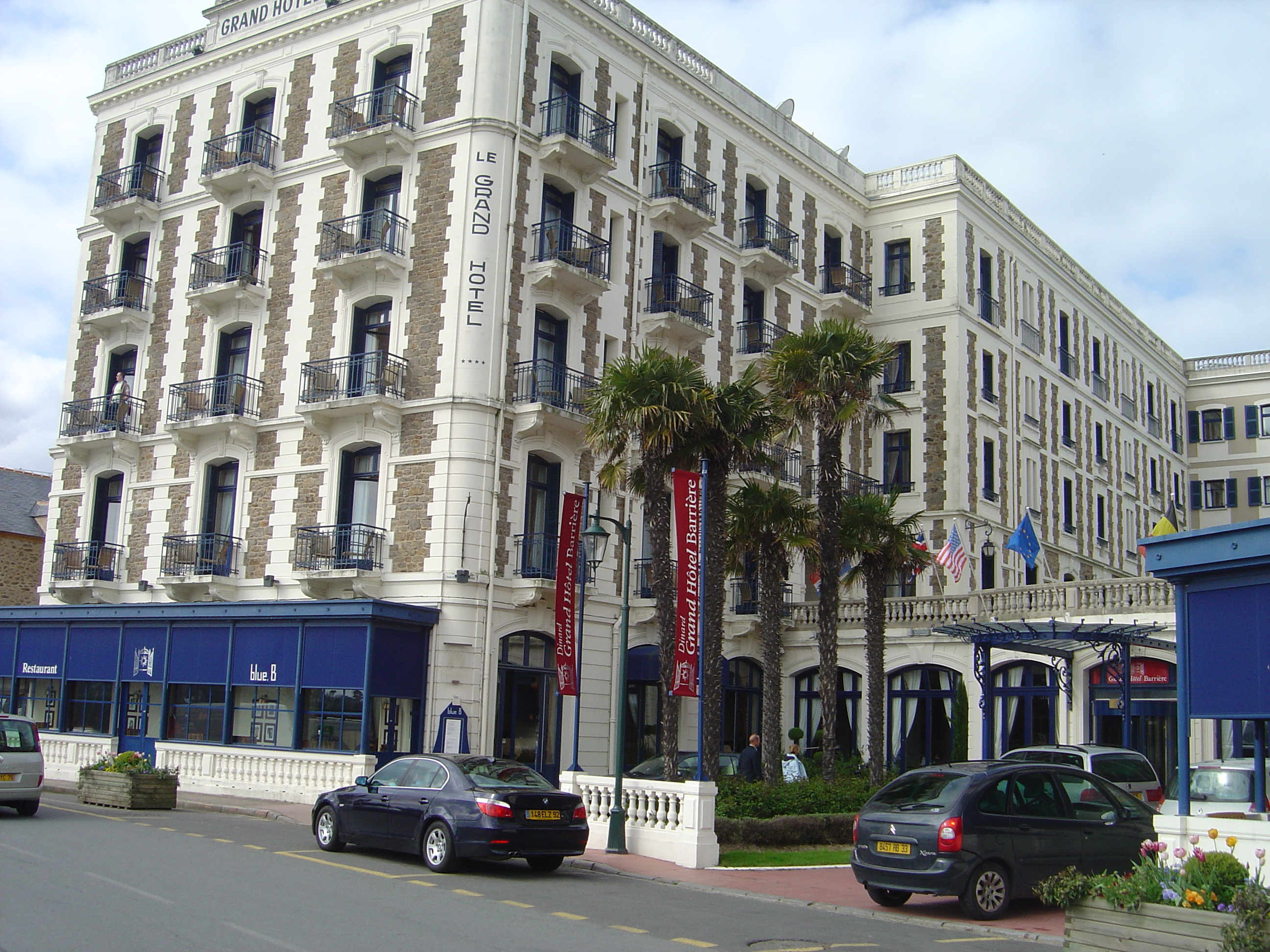
Le Grand Hôtel de Dinard, emblématique de la station, et vieux de plus de 150 ans.

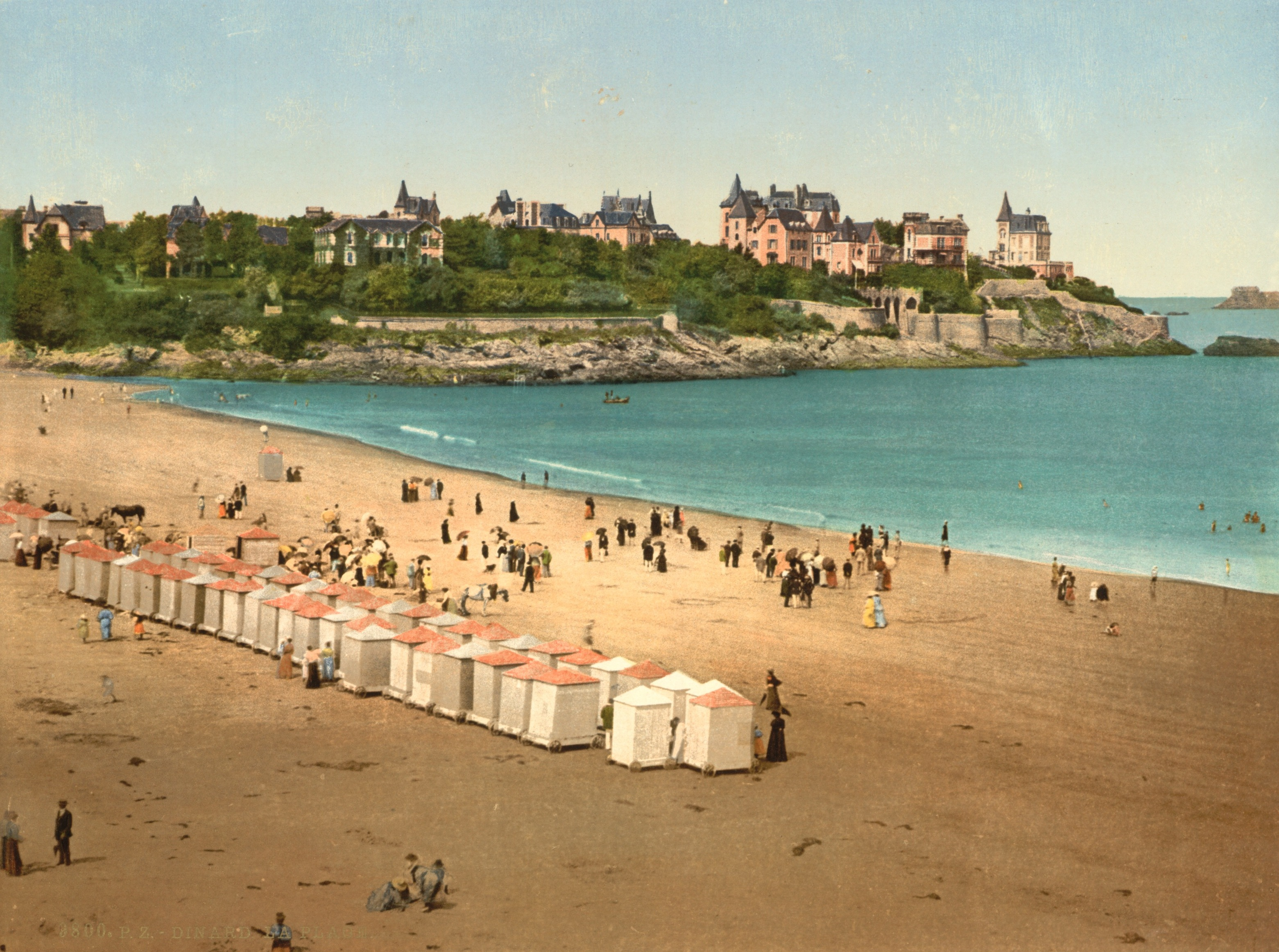
La plage de Dinard et ses cabines sur pilotis, entre 1890 et 1900.

Dans les années 1880, Dinard est la première station balnéaire de France, elle est à son âge d'or. Surnommée « la Dinard aux cent Hôtels » et « la Perle de la Côte d'Émeraude », Dinard réunit l'aristocratie, les personnalités politiques et les intellectuels de tout le continent qui ne logent plus uniquement dans leurs villas privées et fréquentent les hôtels les plus luxueux : Albert Ier, Raymond Poincaré, Agatha Christie, Victor Hugo, Édouard VII, George V, Winston Churchill, Judith Gautier, Jacqueline Kennedy, Lawrence d'Arabie (dans son enfance), Edmond Rostand, Paul Valéry ont passé des vacances à Dinard. C'est une population cosmopolite qui se mélange à la colonie anglaise des débuts.
Pablo Picasso peint sa série de tableaux Les Baigneuses à Dinard, inspiré par la nudité de moins en moins cachée des baigneuses. Les bienfaiteurs de la ville se multiplient : en plus des premiers promoteurs immobiliers, on peut compter Paul Féart, Pierre Levavasseur, Jean Pichot… Mrs Hughes Hallett, originaire de Philadelphie, surnommée « la reine de Dinard », est le symbole de la vie mondaine à l'apogée de la ville : tous les soirs, elle organise des bals et réceptions fastueux qui réunissent toute la « bonne société » dinardaise pour faire la fête toute la nuit, dans la villa Monplaisir (aujourd'hui l'hôtel de ville). Des villas et des hôtels luxueux, destinés à la population élitiste et aristocratique qui fréquente Dinard, fleurissent dans toute la ville. La science, la mer et l'aventure ne sont pas non plus oubliées, avec l'ouverture en 1935 de l'« Aquarium et Musée de la Mer » voulus par le fameux commandant Charcot. Mais surtout, Dinard est à la pointe de la modernité : eau courante, électricité et lignes téléphoniques sont un confort très rare pour l'époque.
Pour s'adapter à l'afflux grandissant de touristes, l'embarcadère du Bec de la Vallée et le Yacht club sont aménagés, puis la promenade du clair de lune, qui remplace l'ancienne passerelle suspendue et peu sûre.
À la fin du XIXe siècle Dinard est une des villes les plus modernes de France. La présence britannique se voit à travers les villas aux bow-windows, les parcs et les jardins à l'anglaise, l'ouverture d'un temple protestant en 1871, d'un club de tennis dès 1879, du casino, de l'hippodrome de Dinard-Pleurtuit en 1885, du terrain de golf (son parcours est dans la commune voisine de Saint-Briac) en 1887, de l'hôpital "La Providence" en 1891.

### LeXXesiècle

#### Les rêves déchus de la Vicomté et le déclin de Dinard
Dès le début du XXe siècle, la Société anonyme de la Vicomté-en-Dinard réunit des architectes, des industriels et entrepreneurs et des promoteurs immobiliers parisiens ayant un projet : la création du nouveau quartier de la Vicomté comme nouveau centre à la mode à Dinard. En tête de file, les architectes Victor Lesage et Charles Miltgen élaborent des plans et imaginent ce nouveau quartier mondain de villégiature et son casino, son jardin public, son centre commercial, ses courts de tennis, ses villas et ses palaces hôteliers. Avec les fonds de la société sont construits le casino de la Vicomté et l'hôtel Beauvallon. Mais, très vite, la crise économique de 1929 coupe les capitaux et les espoirs du projet faramineux et ambitieux de la Vicomté en Dinard : le casino est détruit, et l'hôtel Beauvallon est transformé en copropriété. Les autres hôtels, les villas et le centre commercial resteront sous forme de plan.

#### Le renouveau des installations balnéaires (1920-1930)
Si le rêve du lotissement de la Vicomté ne se réalisera pas, Dinard sera avec Biarritz une des deux seules stations françaises qui renouvelleront en grande partie leurs installations balnéaires durant la période que l'on va qualifier d'Années folles. La Grande Guerre va en effet voir disparaître une certaine conception de la haute société qui par son art de vivre et ses goûts, constituait un prolongement de celle du XVIIIe siècle ou tout du moins l'imitait. La vie balnéaire n'est pour elle que la transposition des mondanités (diners formels, thés, bals de toute sorte, concerts, clubs, chasse à courre, courses hippiques, etc.) des villes et des châteaux à la campagne, au bord de la mer. Cette dernière n'a qu'un rôle de « nature picturale » que l'on contemple comme un tableau à l'abri du bowwindow du salon aux boiseries sombres et meubles capitonnés de sa villa ou de sa terrasse, mais sans entrer ou très peu en contact avec elle. Hormis quelques régates mondaines où se croisent yachts impériaux, royaux et grands ducaux, l'essentiel n'est pas là pour cette société.
Un « nouveau grand monde » épris de modernité, de vitesse, de sport, de jazz. va remplacer cette société aux goûts « aristocratiques » et bouleverser les codes. La vie mondaine va désormais se dérouler autour de la plage et de ses activités. La mer et la vie de plein air vont en devenir le prétexte. Or les installations balnéaires de Dinard datent pour la plupart du début du XXe siècle (casino, hôtels) et ne répondent plus aux goûts de cette nouvelle société. Jean Hennessy, qui possède à Dinard une très importante propriété, va alors créer une société d'investissement, la société L'Écluse, dont le but est de renouveler les installations balnéaires de la station. Sa première et unique réalisation qu'il confiera à son architecte Marcel Oudin sera, en 1927, un nouvel hôtel, le « Gallic Hôtel », situé aux abords de la grande plage, au 2 du boulevard Féart. Manifeste d'un art déco mesuré, ce vaste et luxueux hôtel à la façade en gradins où séjournera Pablo Picasso par deux fois, va présenter tout le confort recherché par la nouvelle clientèle. Ses 100 salles de bains pour 150 chambres (la moyenne étant d'une salle de bains pour 10 chambres dans les établissements de même standing à l'époque à Dinard), son chauffage central, ses multiples ascenseurs vont lui assurer un grand succès dès les premières années de son exploitation. L'ouverture de cet établissement va avoir un impact très important sur le monde hôtelier dinardais qui va chercher à son tour à se mettre « au goût du jour ». Un grand nombre des transformations des établissements existants vont alors être confiées à ce même Marcel Oudin, architecte parisien réputé, qui possédant une villa à la « Fourberie », va devenir un des principaux artisans de la mutation du Dinard balnéaire. Il réalisera entre autres le club house du « Dinard Golf », la modernisation des hôtels « de la Mer » et « Michelet » pour la famille Legendre, de la « Rotonde » du « Panorama », du bar « La Potinière » rue du Casino, du dancing « Le Casanova », boulevard Féart. Il dessinera les plans du nouvel appontement de la compagnie des « Vedettes vertes » ainsi que le premier projet non réalisé de pont sur l'estuaire de la Rance à la hauteur du quartier de la Vicomté. Son projet de « Palais-piscine thermal » sur la digue de la plage de l'Écluse ne sera cependant pas retenu par la ville de Dinard qui lui préférera celui de l'architecte Max Fournier qui réalisera le casino Balnéum.
La période de l'entre-deux-guerres présente donc pour Dinard un bilan positif. Cette période, on l'oublie trop souvent, fut son second âge d'or grâce à des hommes d'affaires visionnaires comme Jean Hennessy. Les événements extérieurs comme la crise de 1929, ou la Seconde Guerre mondiale ne permettront pas de récolter à court terme les fruits de cette mutation. Cependant, contrairement à certaines autres stations de la Manche qui vont se figer dans le siècle précédent et rapidement disparaître, Dinard en se tournant vers l'avenir durant les années 1920, va promouvoir un art de vivre balnéaire qui est à quelque chose près celui que nous connaissons aujourd'hui et assurer ainsi son avenir.
À partir des années 1930, Dinard va cependant entamer son déclin de station mondaine : les Britanniques arrêtent peu à peu d'y venir, et d'un coup c'est toute la riche aristocratie qui la déserte. À son climat venteux, on lui préfère la Côte d'Azur, plus à la mode et plus appréciée pour son climat méditerranéen. La ville tombe peu à peu dans l'oubli, seules les villas résistent.

#### La Première Guerre mondiale
Le monument aux morts de Dinard porte les noms de 346 marins et soldats morts pour la France pendant la Première Guerre mondiale ; 100 d'entre eux sont aussi inscrits sur une plaque commémorative située dans l'église paroissiale Saint-Enogat, 174 d'entre eux sur une plaque commémorative située dans l'église Notre-Dame et 4 d'entre eux sur une autre plaque située dans le temple protestant. 83 soldats, dont un anonyme, sont inhumés dans le carré militaire du cimetière communal, ainsi qu'un autre soldat, Henri Lodin, mort pour la France à Marrakech (Maroc) le 5 décembre 1933.
41 soldats belges, morts à l'hôpital complémentaire no 64 situé à Dinard, sont inhumés dans le carré militaire du cimetière de Dinard

#### La Seconde Guerre mondiale
La Seconde Guerre mondiale sonne définitivement le glas de Dinard station balnéaire à la renommée internationale. Le 14 mars 1941, le maire Émile Bara est condamné à six mois de prison par le conseil de guerre de Rennes pour avoir caché des armes. Mis au secret pendant deux mois, il est exilé à Exmet en Dordogne. Le préfet Rippert nomme Arsène Jeanne comme nouveau maire le 22 mars 1941. Dans la nuit du 5 au 6 août 1944, une vingtaine de personnes, dont le maire de la ville, un commissaire de police et une partie du conseil municipal, est arrêtée par les Allemands et emmenée comme otages à la Kommandantur. Relâchés pour la plupart, le maire Arsène Jeanne et Georges Rio rejoindront les otages de la baraque 14 au camp Margueritte de Rennes.
Le monument aux morts de Dinard porte les noms de 58 personnes mortes pour la France pendant la Seconde Guerre mondiale ; une liste de 25 personnes déportées dans des camps de concentration en Allemagne ayant des attaches avec Dinard est disponible sur un site Internet.
Le carré militaire du cimetière de Dinard abrite les tombes de 63 marins et soldats britanniques morts pendant la Seconde Guerre mondiale, notamment celles de 50 marins membres de l'équipage du croiseur HMS Charybdis coulé par un torpilleur allemand le 23 octobre 1943 au large de Perros-Guirec.

#### L'après Seconde Guerre mondiale
Yves Verney est le premier maire à reconstruire la ville, une vague d'aménagements et de réhabilitations tente d'adapter Dinard au tourisme de masse et à lui redonner du dynamisme : cela passe parfois par la destruction nécessaire d'éléments architecturaux existants, comme pour la construction du palais des congrès, futur palais des Arts et du Festival, et de sa piscine olympique (1967), puis de l'hôtel Crystal. Après le décès en cours de mandat d'Yves Verney, Yvon Bourges, maire de 1962 à 1989, ouvre une nouvelle page et poursuit la rénovation de Dinard : Hôtel des Postes (1963), le front de mer, le quartier Saint-Alexandre aménagé avec un centre social et la construction de lotissements résidentiels, une zone industrielle et artisanale (à partir de 1971), un complexe sportif (COSEC) en 1978, un centre équestre de niveau international au Val Porée (à partir de 1972), le lycée hôtelier Yvon-Bourges (1973), la création d'une Zone de Protection du Patrimoine Architectural, Urbain et Paysager (ZZPAUP), votée le 20 avril 1984 et valorisant le patrimoine de la ville, avec le classement des villas réalisé par le maire Marius Mallet, qui créera en 1989 le Festival du film britannique et poursuivra l'aménagement de la place Crolard/Rochaïd avec la construction des nouvelles Halles. À partir des années 2000, la mairie mise beaucoup sur la culture (label Ville d'Art et d'Histoire), avec chaque été deux expositions contemporaines (une à la villa Roches Brunes et l'autre au palais des Arts), une exposition éducative en hiver et de nombreux festivals (du film britannique, des jeunes créateurs de mode, les Estivales du rire, la Semaine du cinéma allemand…).
Six soldats originaires de Dinard sont morts pour la France pendant la guerre d'Indochine et sept pendant la guerre d'Algérie.

### Le XXIe siècle

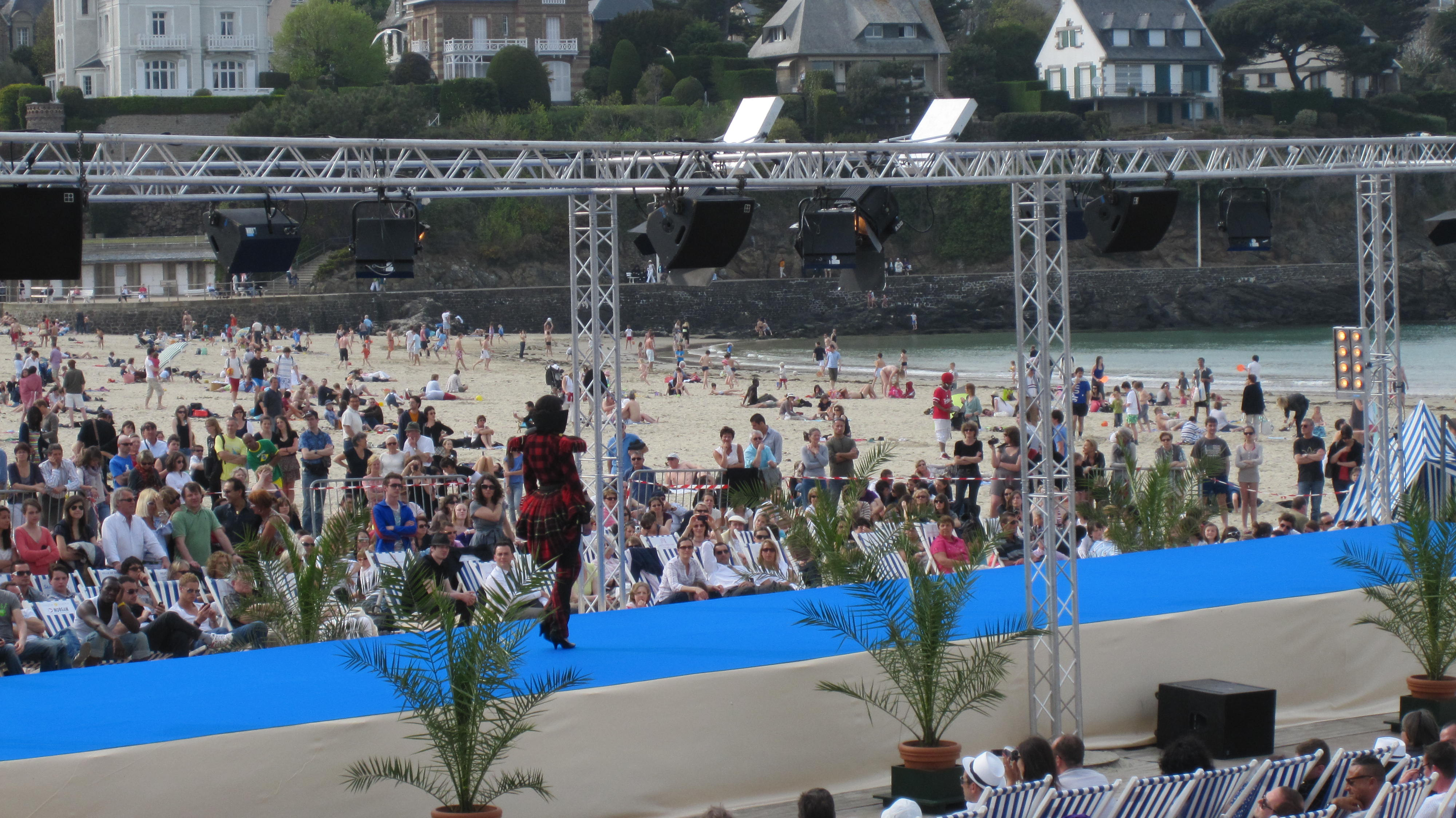
Un défilé du des jeunes créateurs de mode, à Dinard en avril 2010.

## Politique et administration

### Tendances politiques et résultats
Dinard est une ville traditionnellement à droite : en 2012, Nicolas Sarkozy y obtenait ainsi près de 55 % des voix au second tour des présidentielles, tandis que François Hollande affichait plus de 56 % des voix dans le reste de la Bretagne.
Lors du second tour des élections municipales de 2014 en Ille-et-Vilaine, la liste DVD menée par Martine Craveia obtient la majorité absolue des suffrages exprimés, avec 3 509 voix, 55,49 %, 26 conseillers municipaux élus (dont 9 communautaires), devançant largement celle également DVD de la maire sortante Sylvie Mallet 2 814 voix (44,50 %, 7 conseillers municipaux élus dont 3 communautaires). Lors de ce scrutin, 27,63 % des électeurs se sont abstenus.
Lors du second tour des élections municipales de 2020 en Ille-et-Vilaine, où le maire sortant Jean-Claude Mahé élu en 2017 lors d'élections municipales partielles ne se représentait pas, la liste DVD menée par Arnaud Salmon obtient la majorité des suffrages exprimés avec 2 015 voix, 42,24 %, 24 conseillers municipaux élus (dont 10 communautaires), devançant de 99 voix celle DVC menée par Christian Poutriquet (1 916 voix, 40,16 %, 6 conseillers municipaux élus dont 2 communautaires).
La troisième liste, DVD, menée par l'ancienne maire élue en 2014 Martine Craveia-Schütz, obtient 839 voix, 17,58 %, 3 conseillers municipaux élus (dont 1 communautaire). Lors de ce scrutin marqué par la pandémie de Covid-19 en France, 45,42 % des électeurs se sont abstenus.

### Liste des maires
Depuis la Libération de la France, onze maires se sont succédé à la tête de la commune :
| Période       | Période                      | Identité         | Étiquette          | Qualité |
| ------------- | ---------------------------- | ---------------- | ------------------ | --- |
| 7 juin 1944   | novembre 1944                | Armand Doury     |                    | |
| novembre 1944 | mai 1945                     | Émile Bara       |                    | Magistrat honoraire, ancien maire de Châteaudun (1920 → 1925) |
| mai 1945      | mai 1953                     | Louis Léouffre   | MRP                | Directeur de banque Conseiller général de Dinard (1945 → 1951) |
| mai 1953      | juin 1962                    | Yves Verney      | Rad.ind.           | Dirigeant de société |
| juin 1962     | novembre 1967                | Yvon Bourges     | UNR-UDT puis UD-Ve | Haut fonctionnaire, secrétaire d'État Député d'Ille-et-Vilaine (6e circ.) (1962 → 1965 puis 1967) Conseiller général de Dinard (1964 → 1988) Démissionnaire |
| novembre 1967 | mars 1971                    | André Masson     | DVD                | |
| mars 1971     | mars 1989                    | Yvon Bourges     | UDR puis RPR       | Haut fonctionnaire, ministre Député européen (1973 → 1975) Sénateur d'Ille-et-Vilaine (1980 → 1998) Député d'Ille-et-Vilaine (6e circ.) (1973 → 1975 puis 1978) Conseiller général de Dinard (1964 → 1988) Président du conseil régional de Bretagne (1986 → 1998) |
| mars 1989     | janvier 2010                 | Marius Mallet    | DVD                | Ancien pharmacien Démissionnaire |
| janvier 2010  | avril 2014                   | Sylvie Mallet    | DVD                | Dirigeante de société Vice-présidente de la CC Côte d'Émeraude (2013 → 2014) |
| avril 2014,   | avril 2017                   | Martine Craveia  | DVD                | Chargée de clientèle Présidente de la CC Côte d'Émeraude (2014 → 2017) Mandat écourté par la démission d'un tiers des membres du conseil municipal |
| avril 2017,   | juillet 2020                 | Jean-Claude Mahé | DVC (SE-DVG)       | Retraité de l'enseignement Vice-président de la CC Côte d'Émeraude (2017 → 2020) |
| juillet 2020, | En cours (au 5 juillet 2021) | Arnaud Salmon    | DVD puis Horizons  | Chef d'entreprise Conseiller départemental du canton de Saint-Malo-2 (2021 → ) Vice-président de la CC Côte d'Émeraude (2020 → ) |

### Distinctions et labels
Depuis 2003, Dinard bénéficie du label Ville d'art et d'histoire. Depuis cette date, elle est également labellisée "quatre fleurs" par Conseil national des villes et villages fleuris.
Depuis 2016, elle a le label "trois cœurs" dans le cadre du programme de l'association "Ma commune a du cœur" récompensant sa mobilisation contre l'arrêt cardiaque extra-hospitalier, avec l'installation de défibrillateurs.
En 2010, la commune de Dinard a été récompensée par le label « Ville Internet @@ ».

### Jumelages
La ville est jumelée avec :
- Newquay (Royaume-Uni) depuis 1986
- Starnberg (Allemagne) depuis 1977

## Économie
La ville a été le siège de la compagnie Rousseau Aviation de 1963 à 1976, établissant les premières liaisons aériennes avec les îles Anglo-Normandes et faisant à l'époque de l'aéroport de Saint-Malo-Dinard-Pleurtuit le 3e aéroport de province pour le nombre de passagers transportés (200 000 personnes). En 2017, avec 121 690 passagers transportés, l'aéroport local se classe désormais au 39e rang.

## Population et société

### Démographie
L'évolution du nombre d'habitants est connue à travers les recensements de la population effectués dans la commune depuis 1793. Pour les communes de plus de 10 000 habitants les recensements ont lieu chaque année à la suite d'une enquête par sondage auprès d'un échantillon d'adresses représentant 8 % de leurs logements, contrairement aux autres communes qui ont un recensement réel tous les cinq ans,.
En 2022, la commune comptait 10 407 habitants, en évolution de +2,9 % par rapport à 2016 (Ille-et-Vilaine : +5,46 %, France hors Mayotte : +2,11 %).
| 1793 | 1800  | 1806  | 1821  | 1831  | 1836  | 1841  | 1846  | 1851  |
| ---- | ----- | ----- | ----- | ----- | ----- | ----- | ----- | ----- |
| 820  | 1 791 | 1 988 | 1 650 | 1 818 | 2 193 | 2 054 | 2 086 | 2 266 |

| 1856  | 1861  | 1866  | 1872  | 1876  | 1881  | 1886  | 1891  | 1896  |
| ----- | ----- | ----- | ----- | ----- | ----- | ----- | ----- | ----- |
| 2 415 | 2 770 | 2 784 | 2 513 | 2 972 | 3 849 | 4 253 | 4 435 | 5 095 |

| 1901  | 1906  | 1911  | 1921  | 1926  | 1931  | 1936  | 1946  | 1954  |
| ----- | ----- | ----- | ----- | ----- | ----- | ----- | ----- | ----- |
| 4 787 | 6 114 | 7 003 | 6 961 | 8 835 | 9 090 | 7 721 | 8 428 | 8 540 |

| 1962  | 1968  | 1975  | 1982  | 1990  | 1999   | 2006   | 2011   | 2016   |
| ----- | ----- | ----- | ----- | ----- | ------ | ------ | ------ | ------ |
| 9 270 | 9 052 | 9 234 | 9 590 | 9 918 | 10 430 | 10 644 | 10 230 | 10 114 |

| 2021   | 2022   | - | - | - | - | - | - | - |
| ------ | ------ | - | - | - | - | - | - | - |
| 10 219 | 10 407 | - | - | - | - | - | - | - |

La commune a une population en constante augmentation depuis plusieurs décennies en passant de 7 721 habitants en 1936 à 10 407 en 2022.
Aujourd'hui, la population est vieillissante avec un taux de natalité très déficitaire (-380 habitants entre 1990 et 1999). Ce déficit naturel est caractéristique des stations balnéaires avec l'attractivité des retraités mais il est compensé par l'apport migratoire largement supérieur (+892). Durant cette période intercensitaire, la commune a bénéficié d'une croissance de +0,5 % par an, ce qui est tout de même légèrement inférieur à la moyenne départementale (+0,67 %).

### Cultes

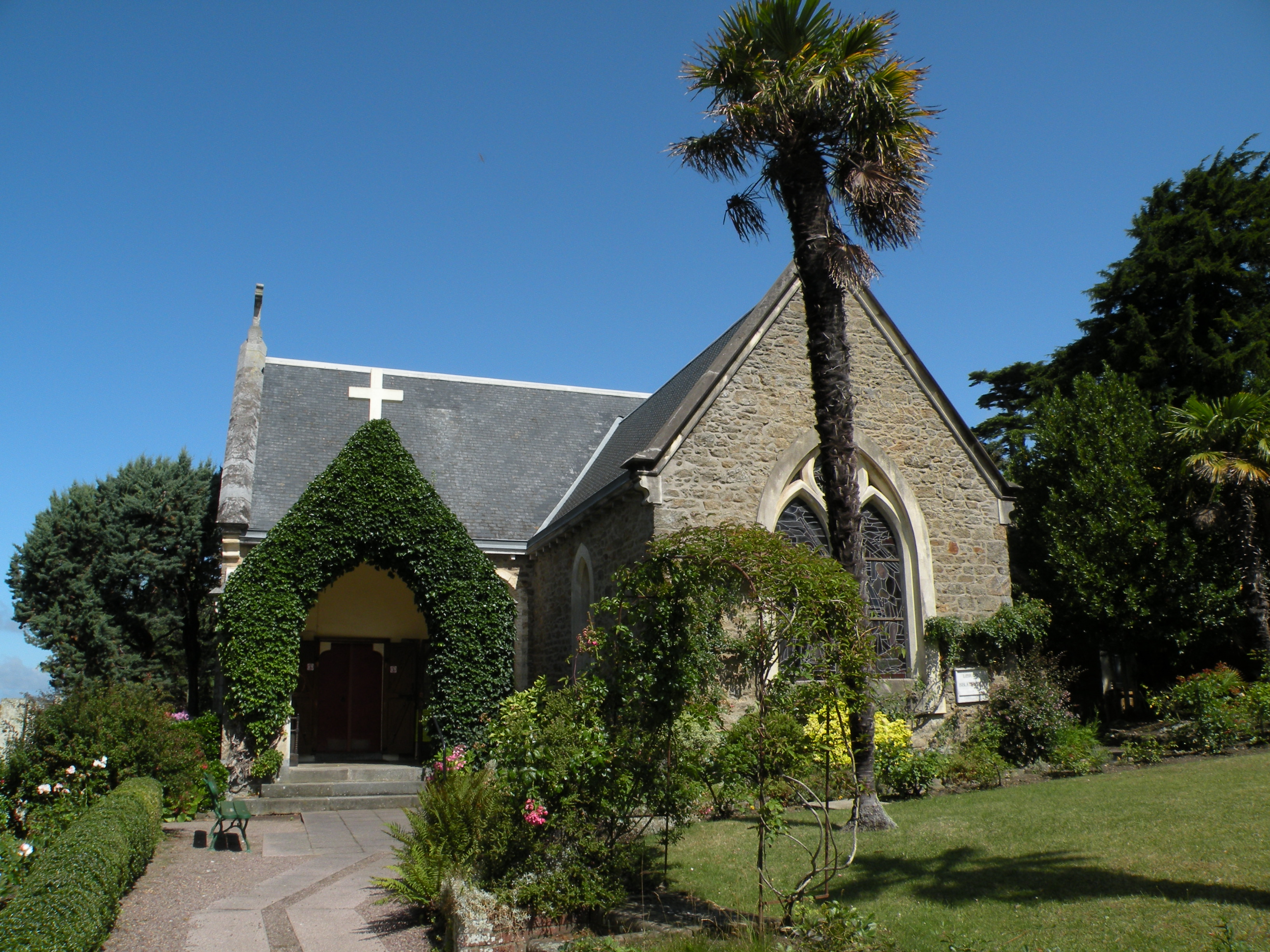
L'église anglicane Saint-Bartholomew.
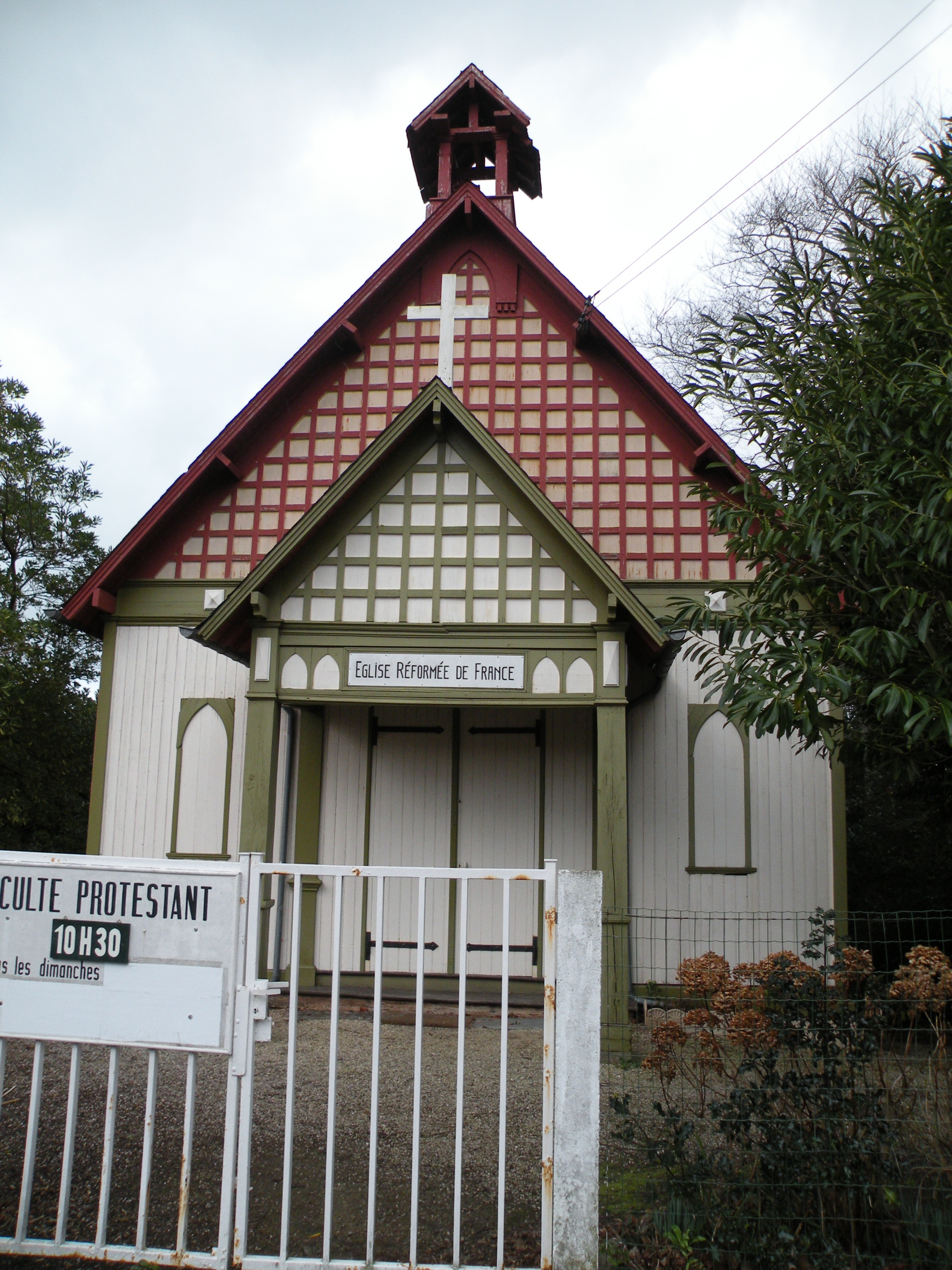
Le temple protestant.
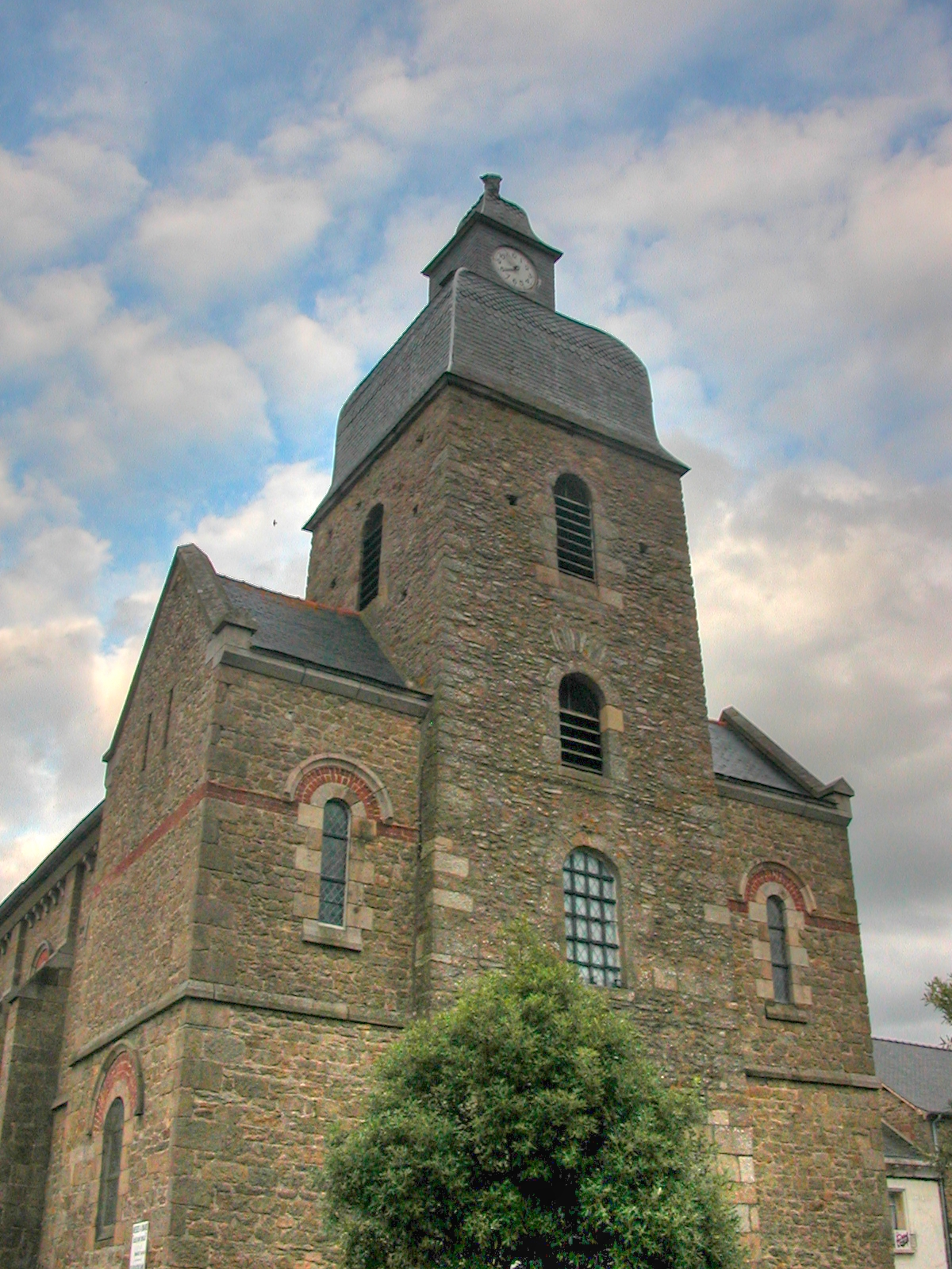
L'église Saint-Énogat en 2008…
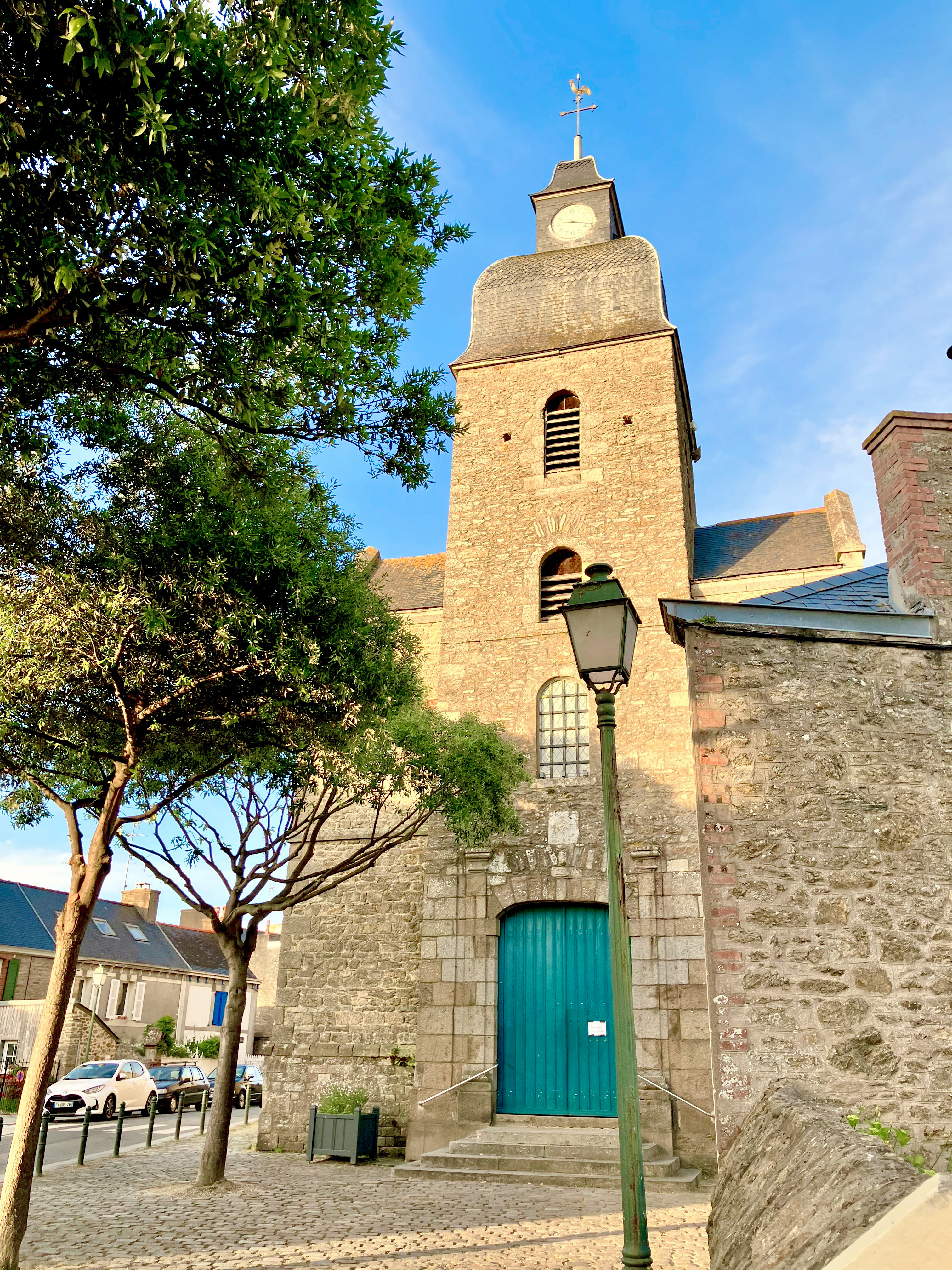
… et en 2024.
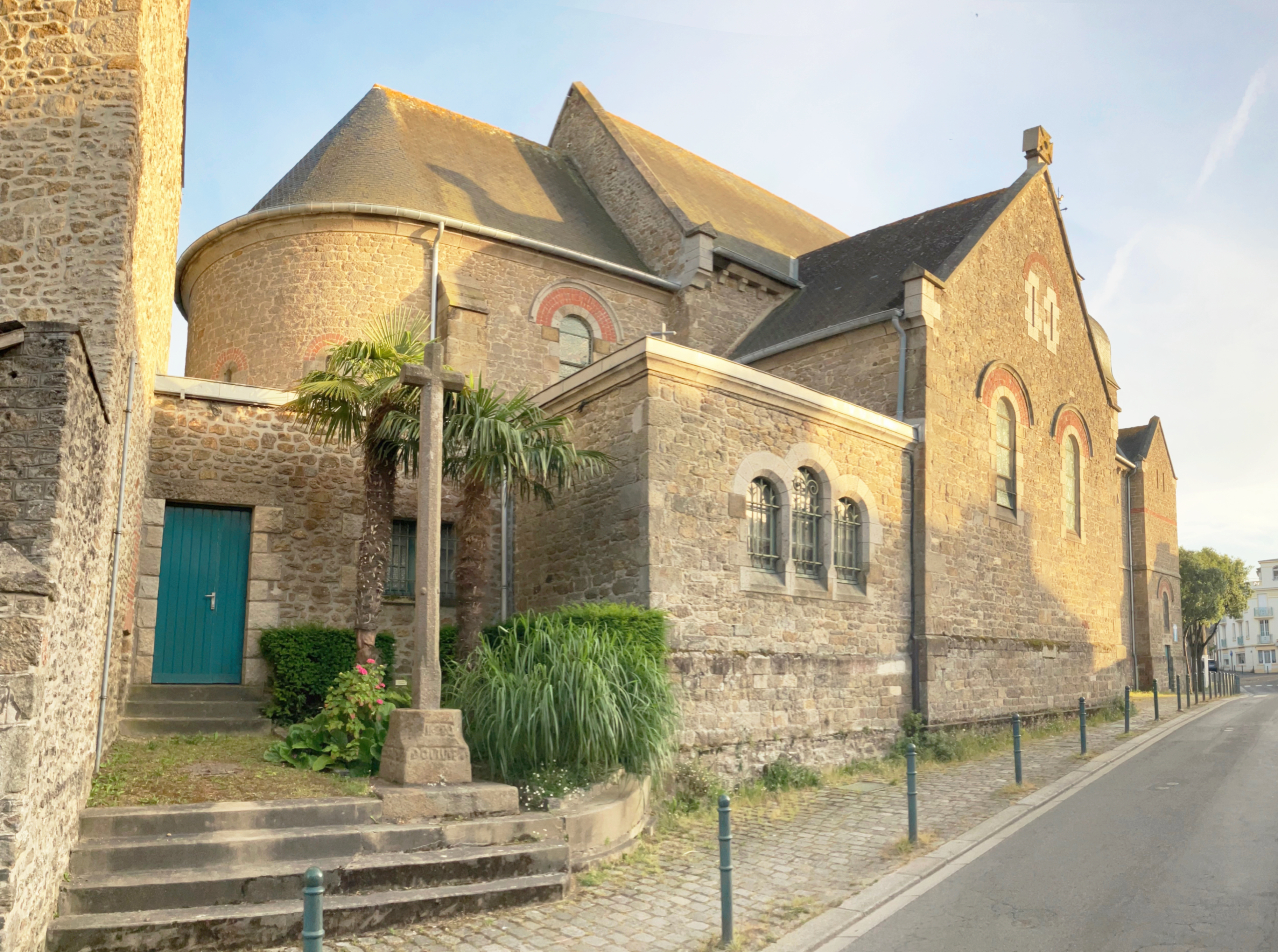
L'église Saint-Énogat avec son calvaire sur la rue Abbé Langevin.
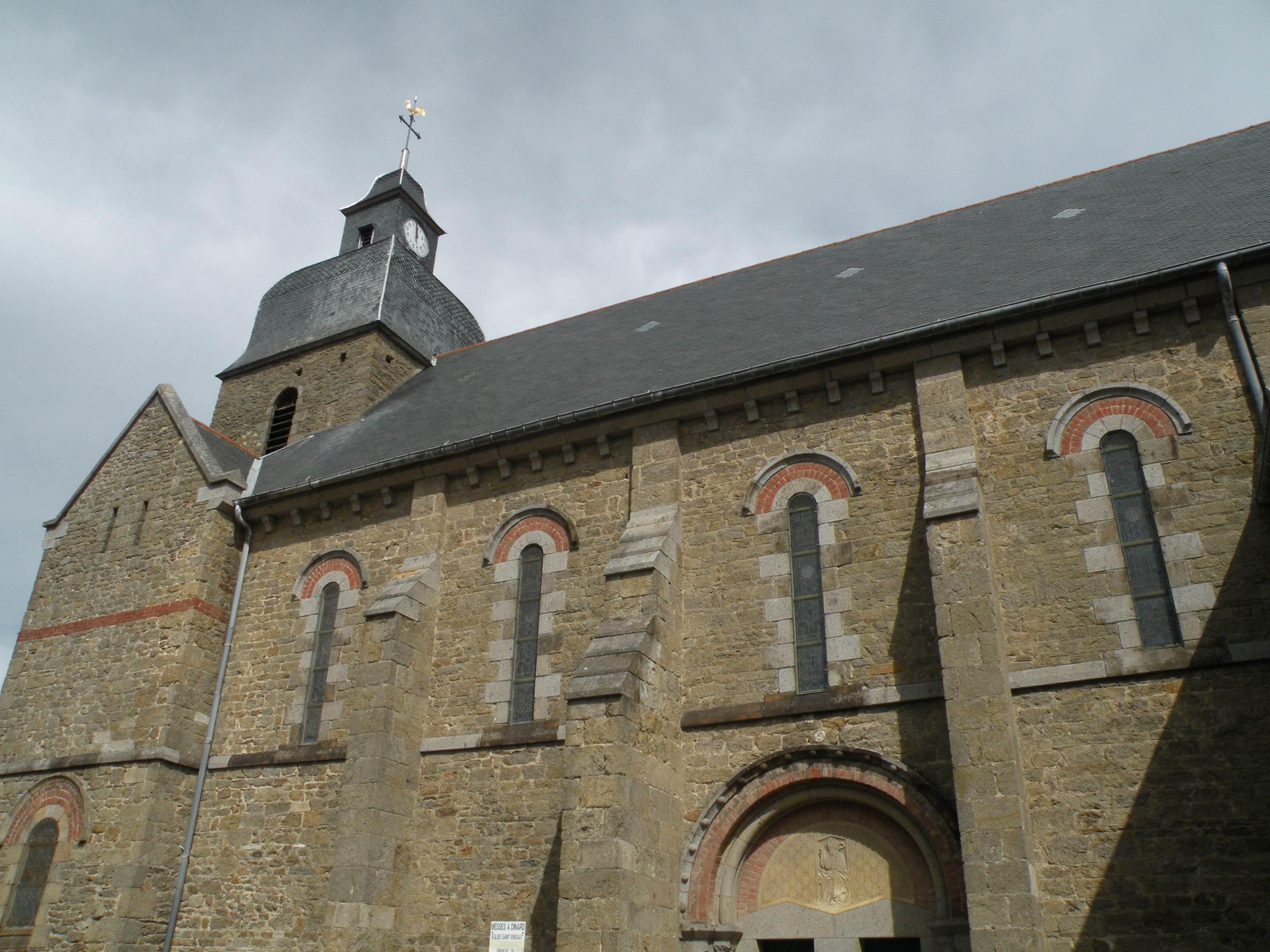
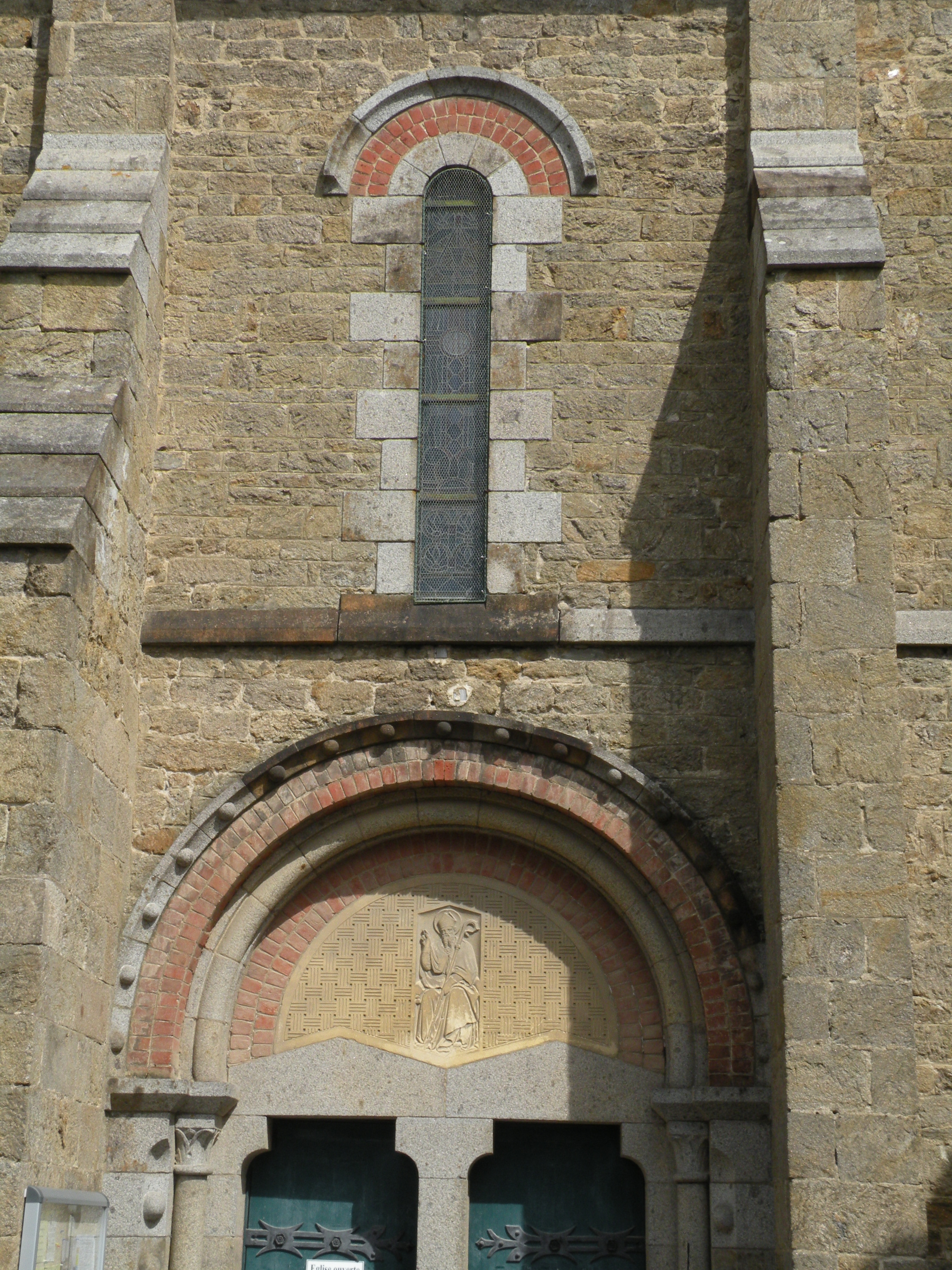
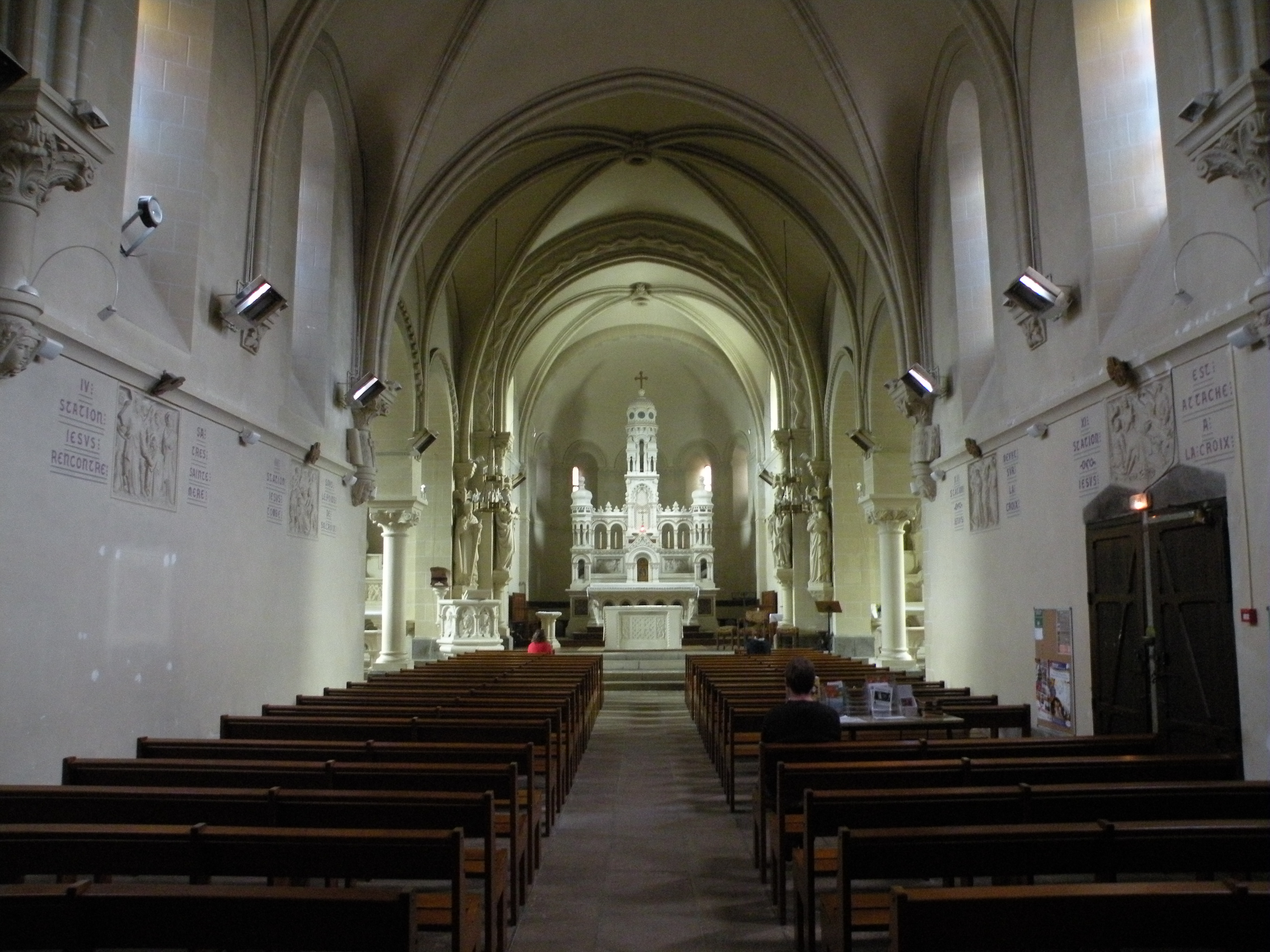
La nef de l'église Saint-Énogat.
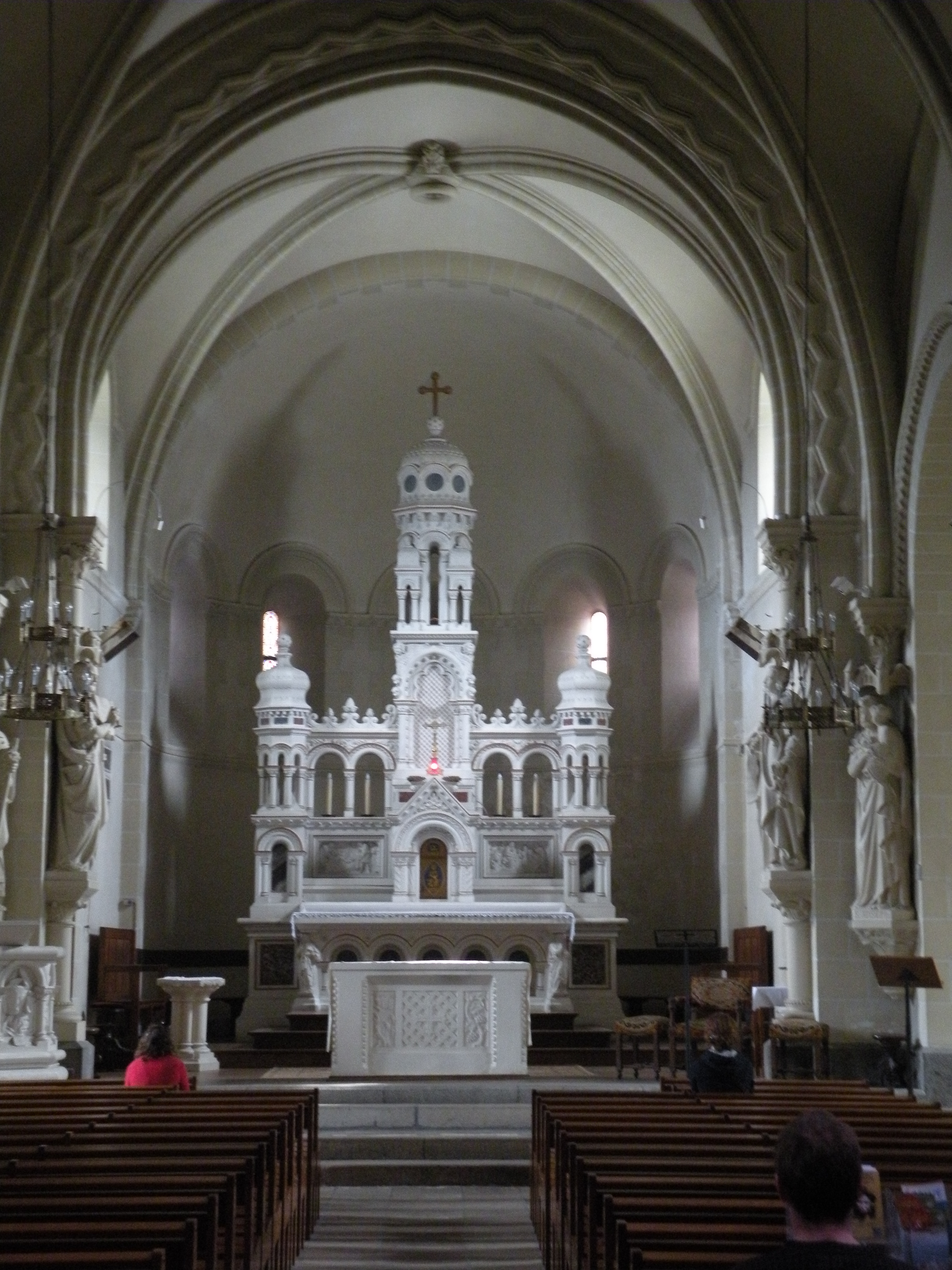

Dinard appartient à la paroisse Notre-Dame-d'Émeraude, qui réunit les églises de Dinard, La Richardais, Saint-Briac-sur-Mer et Saint-Lunaire. On dénombre à Dinard deux églises catholiques.

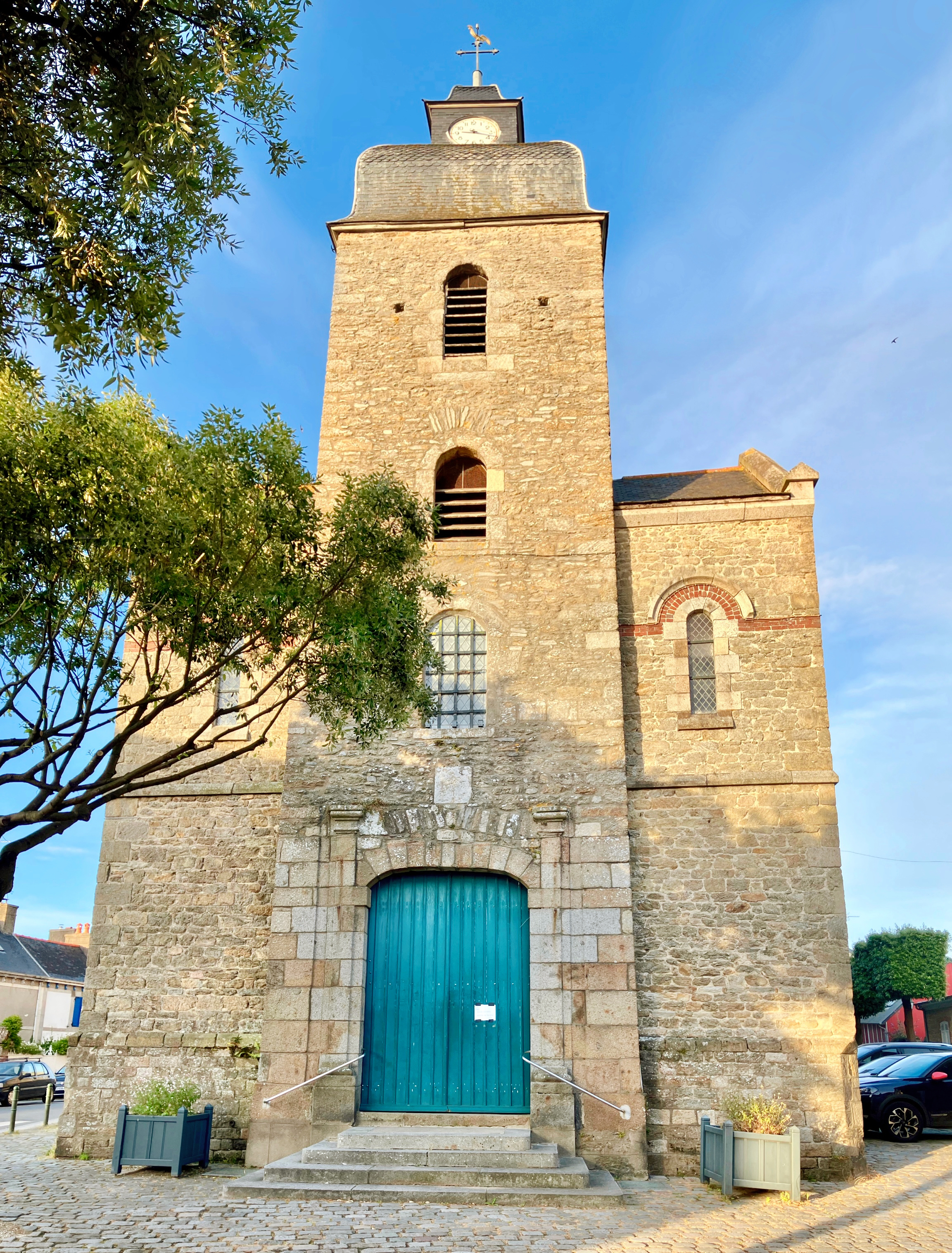
Le clocher de l'église Saint-Énogat.

- L'église de Saint-Énogat, rue Abbé Langevin.
- L'église Notre-Dame, place du Général De Gaulle.
- La maison de vacance tenue par des membres du foyer de charité de Tressaint, la maison Saint-François, avenue des Acacias[94].
- L'ancienne chapelle du Sacré-Cœur, rue Sadi Carnot (auditorium).
- La chapelle, du Boulevard des Maréchaux.
- La chapelle du Prieuré, rue de Chevaliers de Montford (propriété du Ministère de la Défense).

Sont présents également une église anglicane, l'église Saint Bartholomew, rue Faber, héritage de la colonie anglaise de Dinard, un temple de l'Église protestante unie de France, boulevard Lhotelier, et un ancien temple réformé, rue Jacques Cartier.
Une salle du royaume pour les témoins de jéhovah, rue des Frères Boussac.
La ville compte deux cimetières : celui de Saint-Énogat et celui de Dinard.

### Médias locaux
Presse écrite :
- Ouest-France consacre chaque jour des pages à l'actualité dinardaise dans l'édition locale de la région de Saint-Malo ;
- Le Télégramme, quotidien breton ayant développé une édition spéciale Dinard/Dinan ;
- Le Pays malouin traite de l'actualité de Saint-Malo et de sa région, comprenant Dinard.

## Culture locale et patrimoine

### Monuments historiques

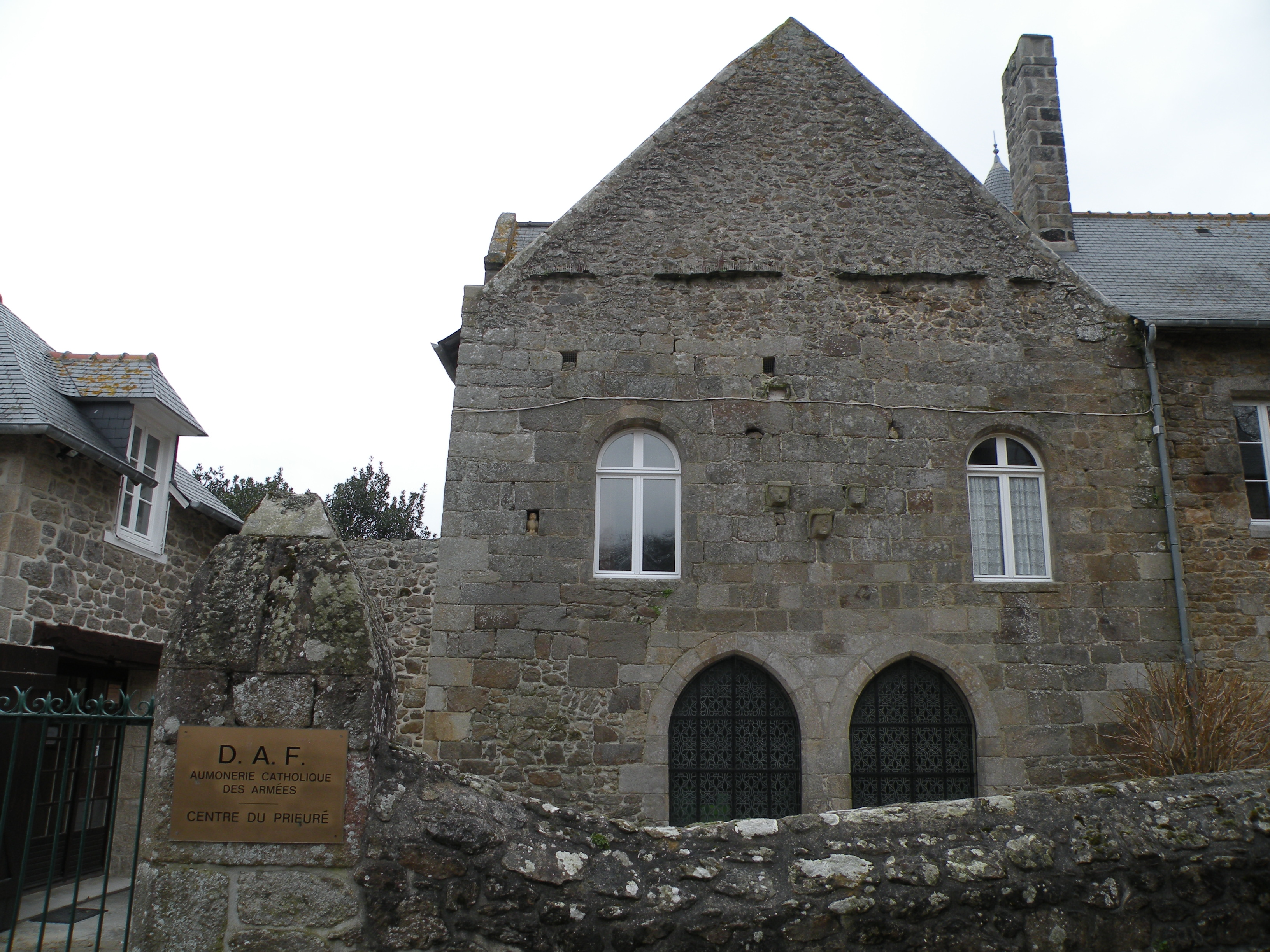
L'ancien prieuré.
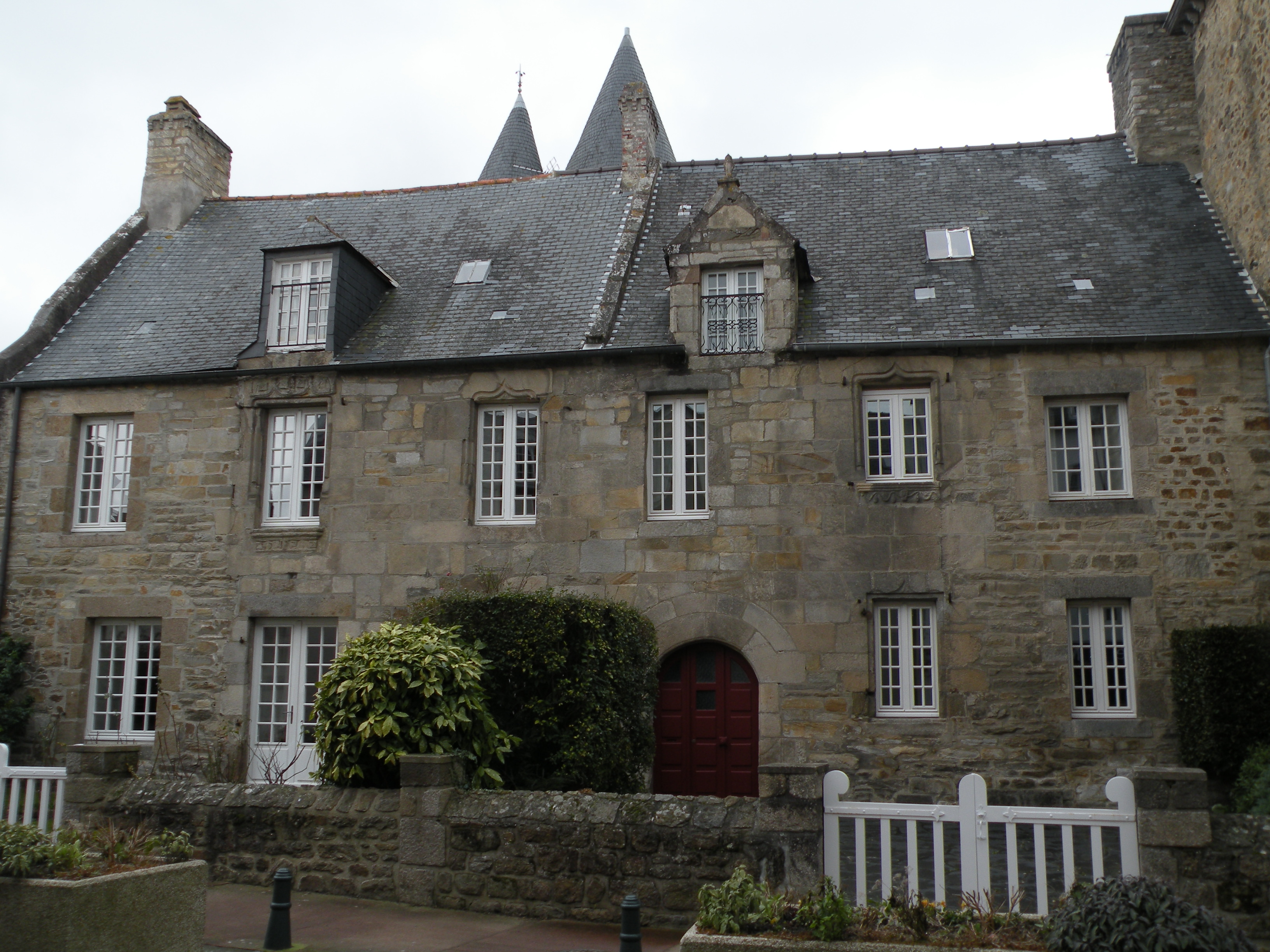
La maison du Prince Noir.
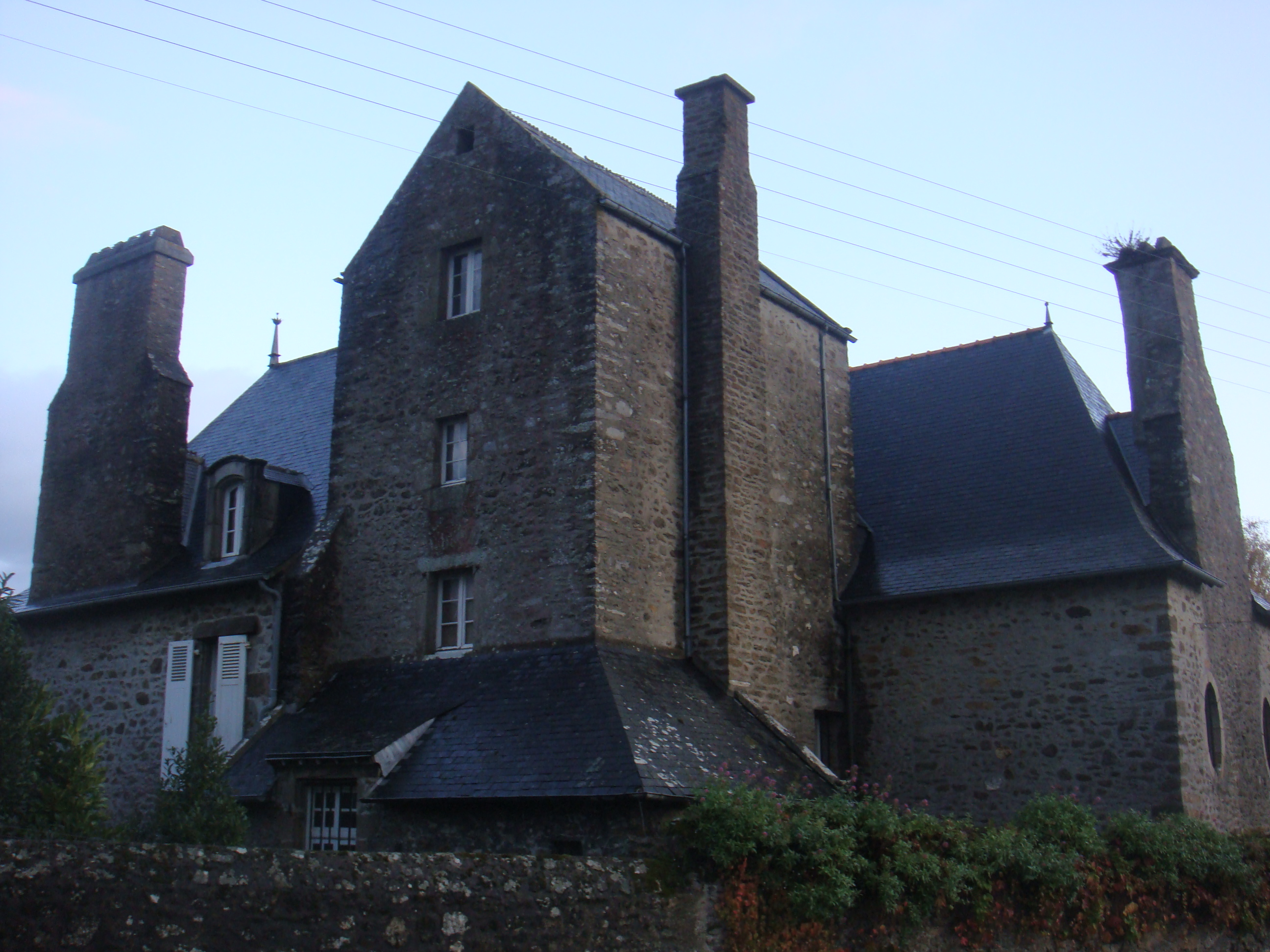
Le manoir de La Baronnais.
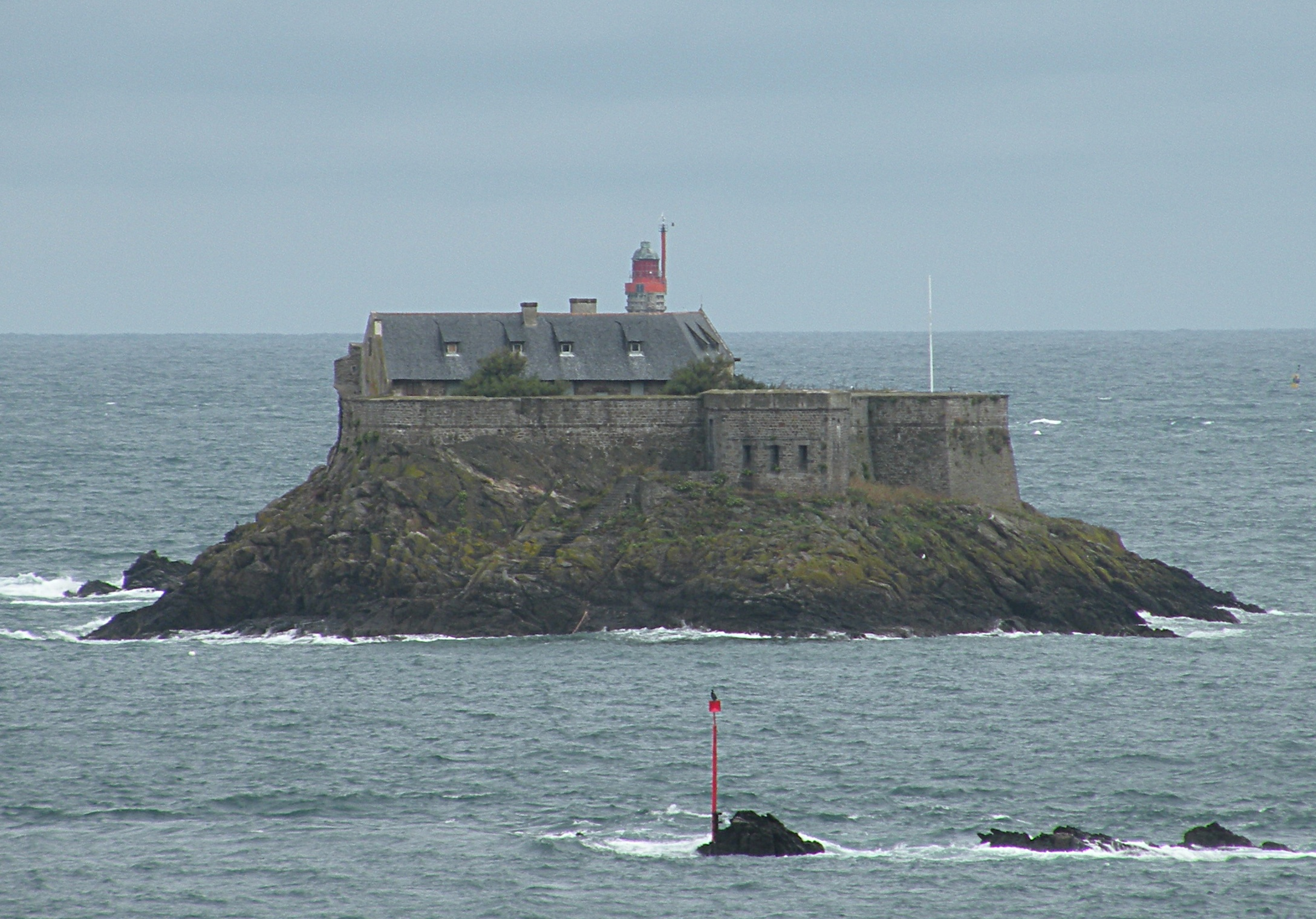
Fort de l'île Harbour.
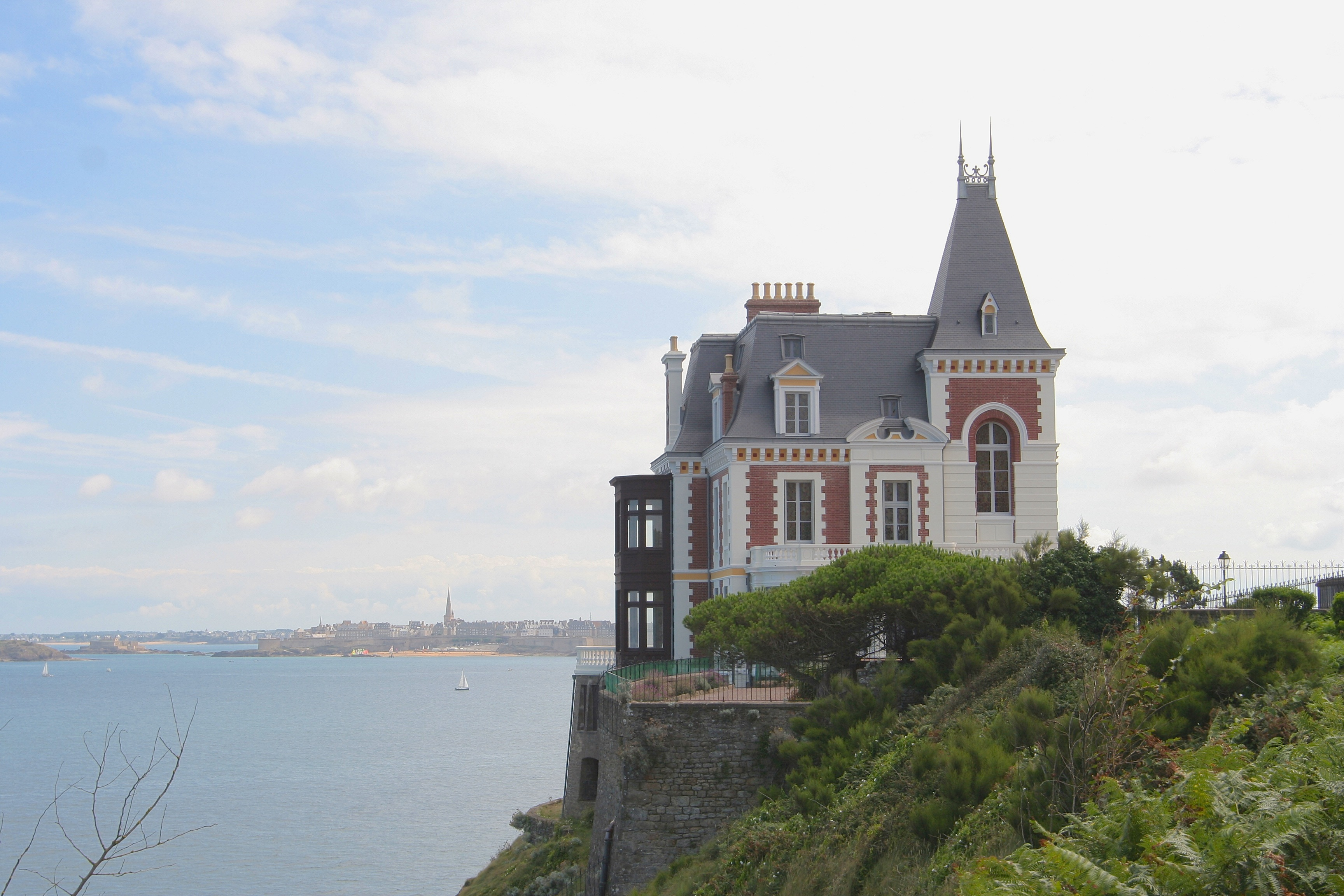
Villa Les Roches Brunes.

La commune abrite six monuments historiques et 146 bâtiments inventoriés :
- les enfeus des chevaliers Ollivier et Geoffroy de Montfort datant du XIVe siècle : ils sont situés dans la chapelle de l'ancien prieuré qui se trouve à proximité de la plage du Prieuré. Ils ont été inscrits par arrêté du 4 décembre 1942[96] ;
- la maison dite du Prince Noir, édifiée également au XIVe siècle, inscrite par arrêté du 15 décembre 1926[97] ;
- le manoir de la Baronnais, de style Renaissance bretonne[Quoi ?] avec ses jardins à la française, a été édifié en 1647. Il est inscrit par arrêté du 28 juin 1972[98] ;
- le fort de l'île Harbour, ancienne redoute fortifiée par Siméon Garangeau en 1689, classé par arrêté du 4 juin 1952[99] ;
- la villa Les Roches Brunes, édifiée en 1893, inscrite par arrêté du 23 juin 2014[100] ;
- la villa Greystones, construite en 1938 par Michel Roux-Spitz, inscrite par arrêté du 4 juillet 2014[101] ;
- le tennis-club, l'un des premiers construits en France (en 1879), inscrit par arrêté du 18 avril 1994. Cette inscription a été annulée par un jugement du tribunal administratif de Rennes, le 26 janvier 1995[102].

### Autres monuments

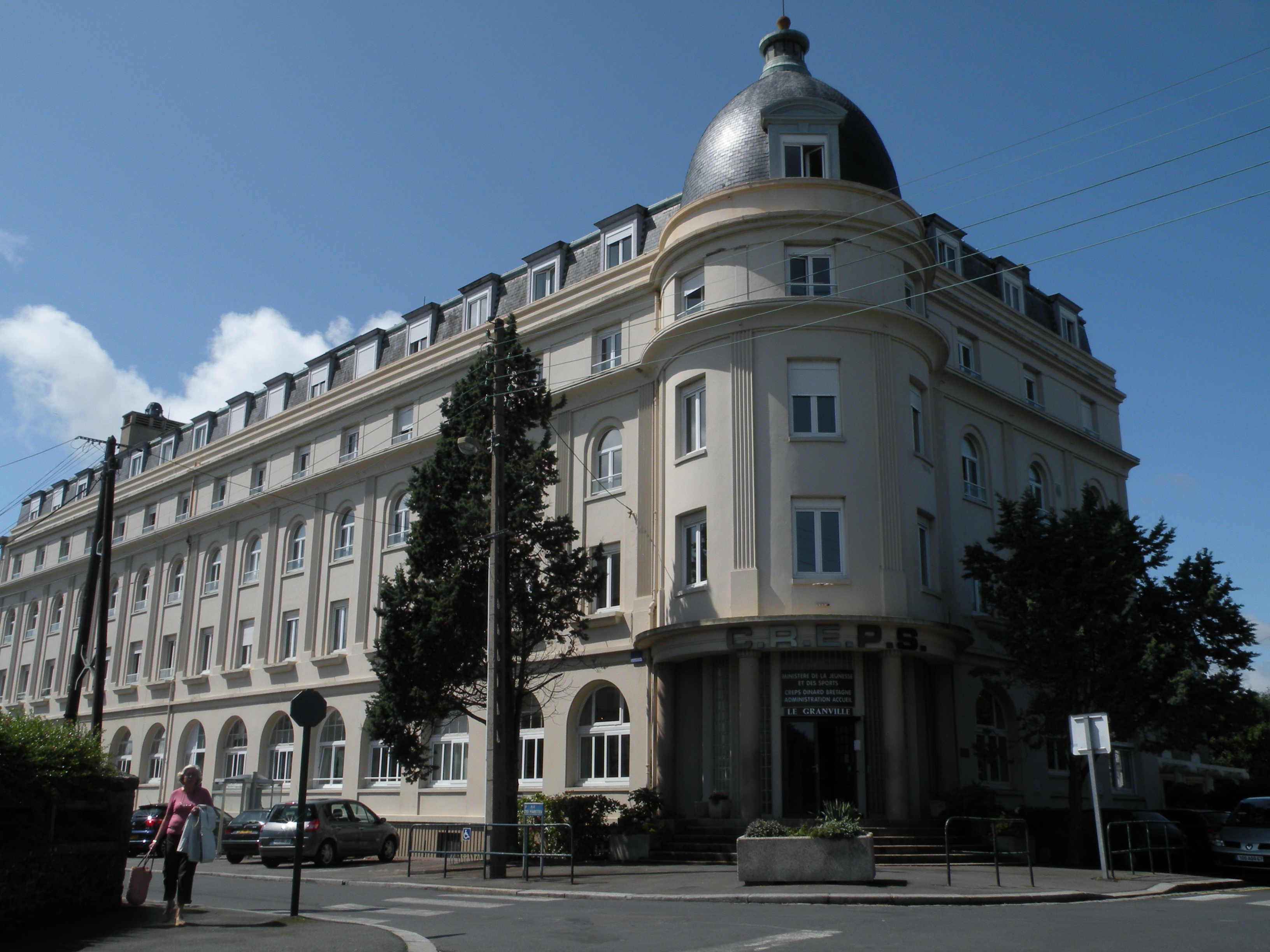
Le CREPS Bretagne.
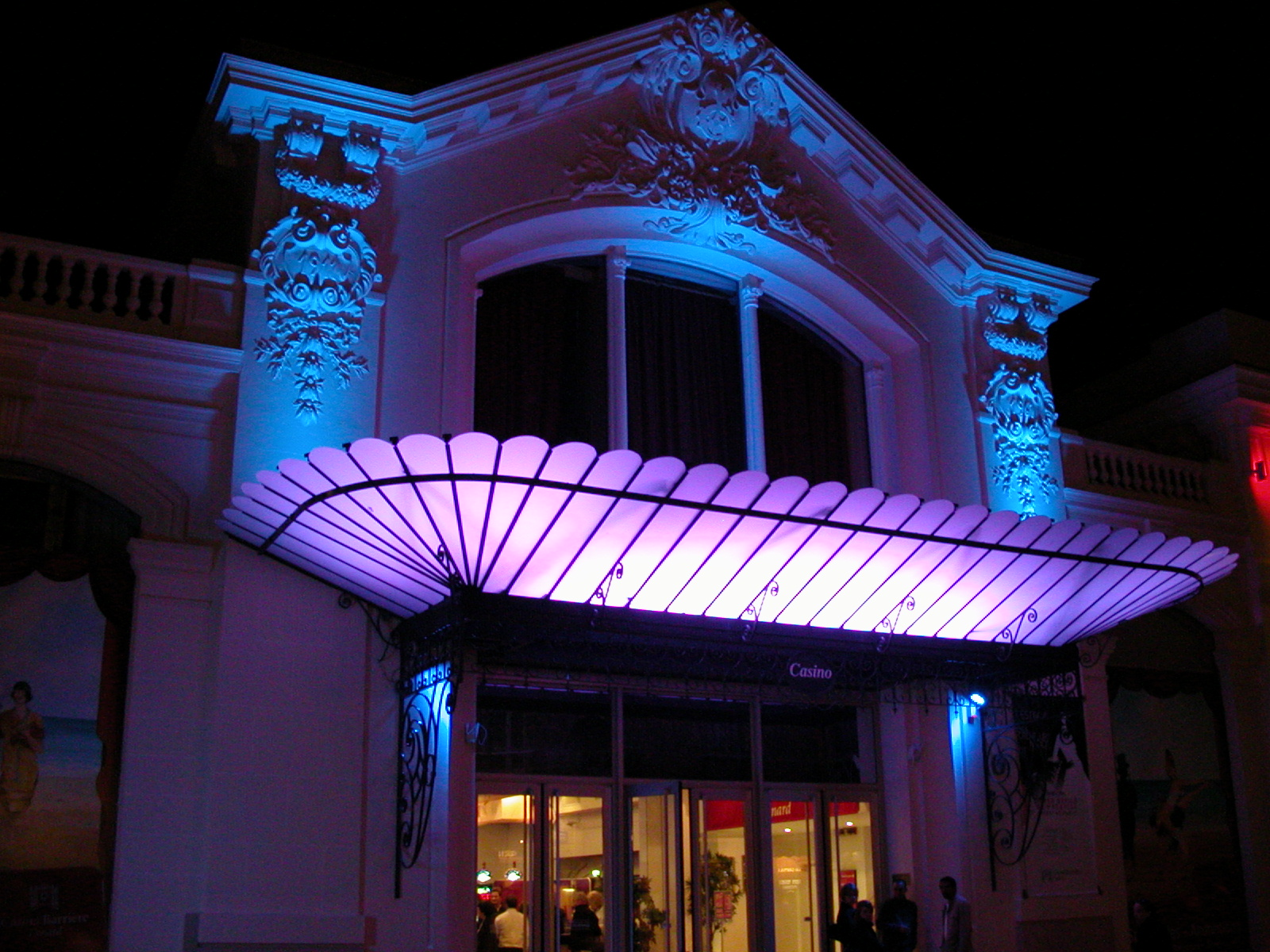
Le casino.
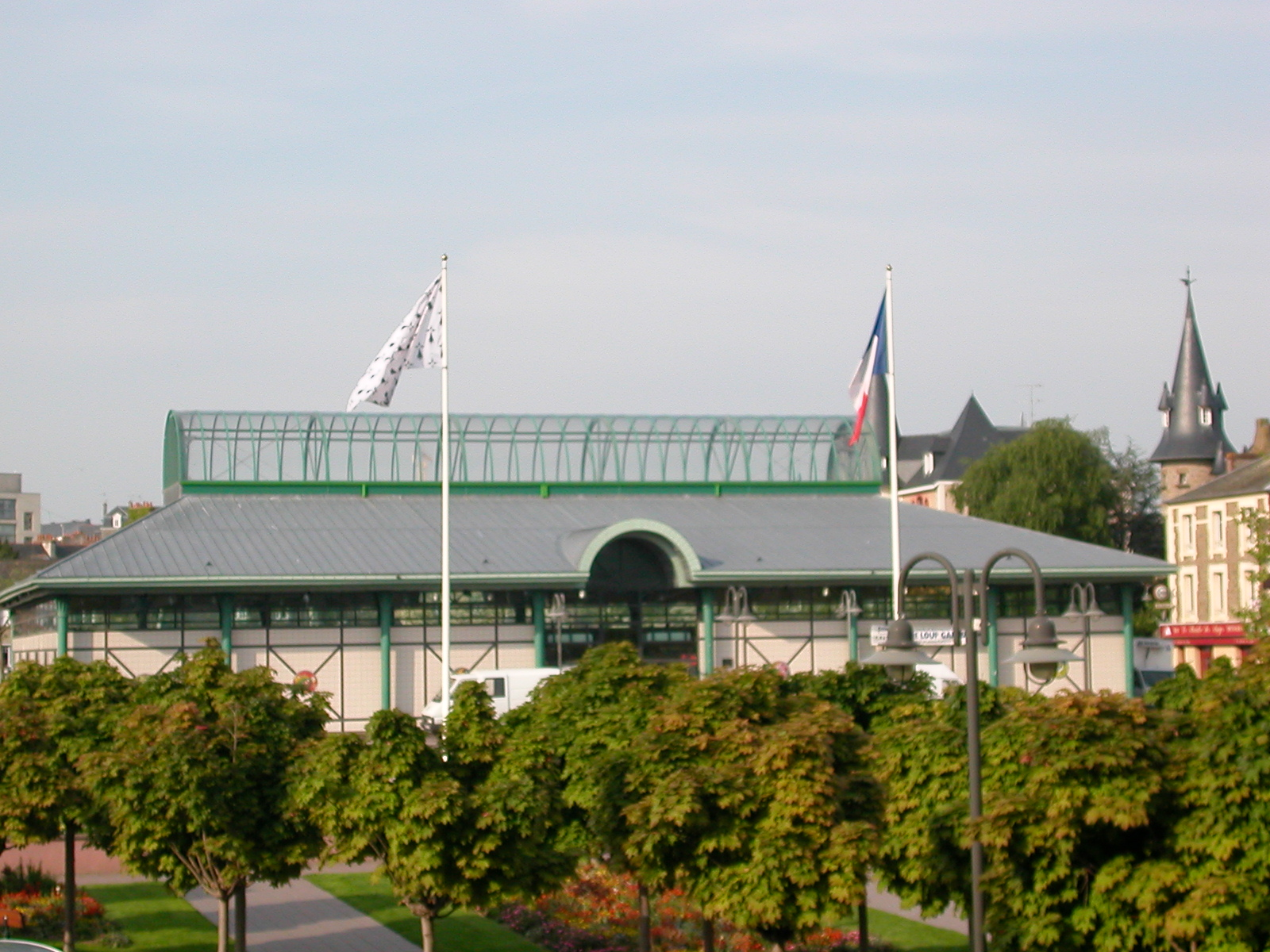
Les halles de la Concorde.
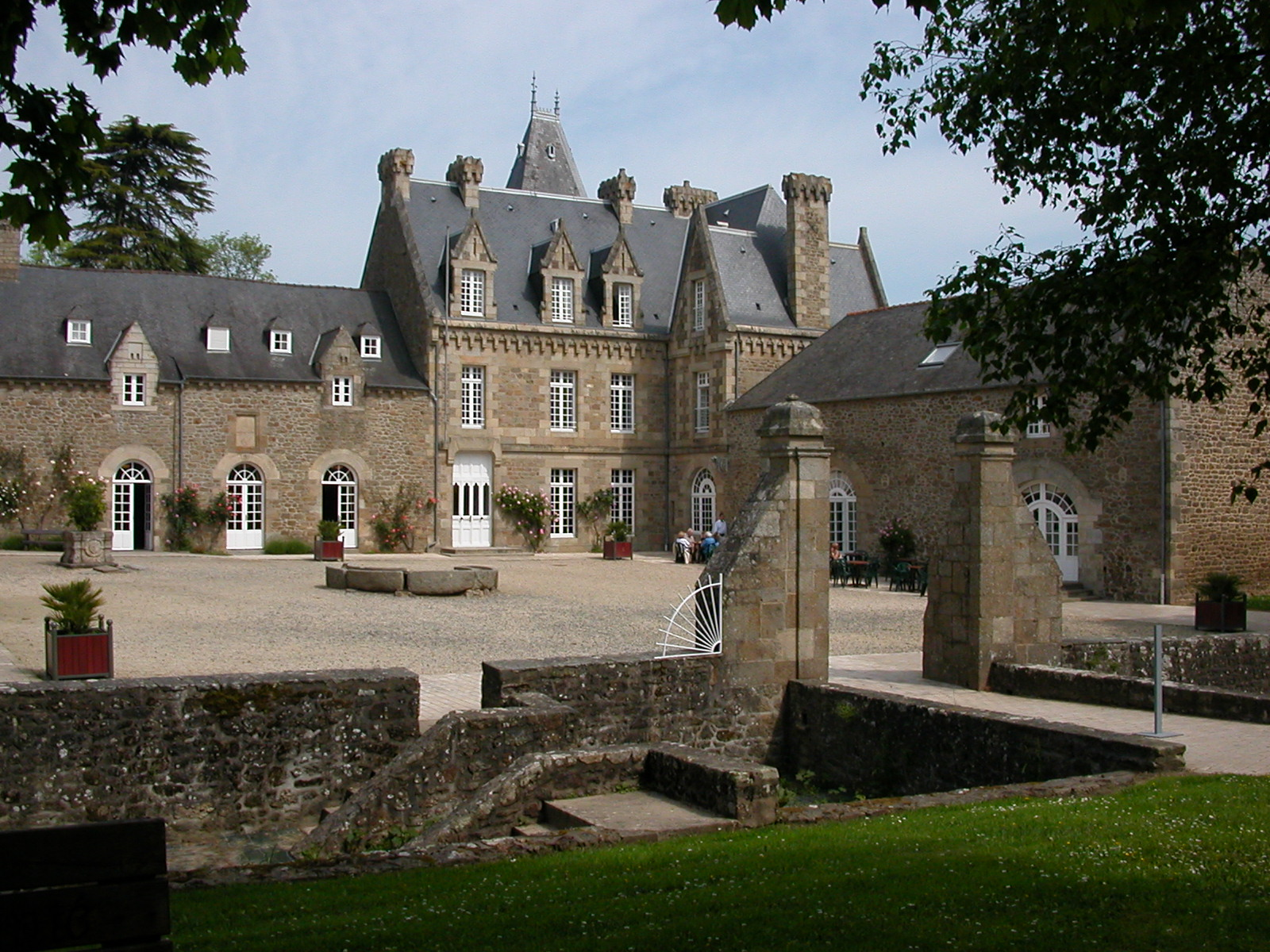
Le manoir de la Vicomté.
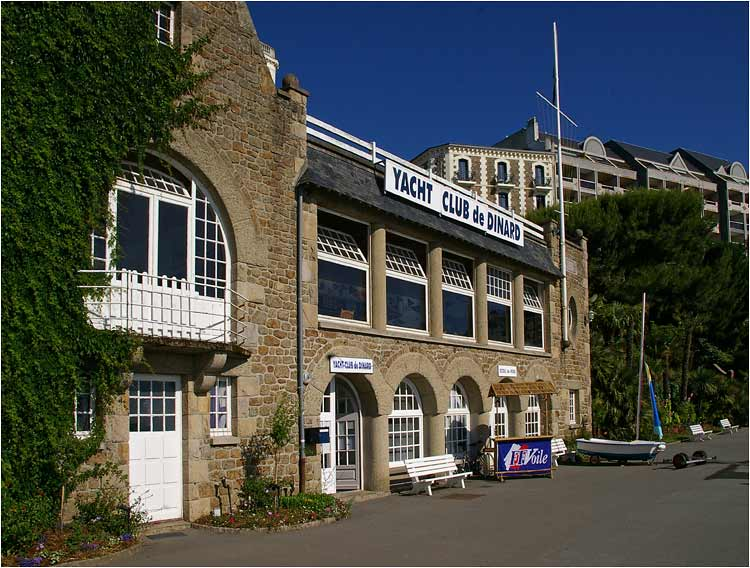
Le yacht club.

- Certains secteurs de Dinard sont couverts par une ZPPAUP instituée par un arrêté préfectoral du 13 juillet 2000[103]. Dans ce cadre sont protégés notamment 407 villas et hôtels datant de la Belle Époque et de la période Art déco, le casino et le centre ancien de Saint-Énogat.
- La station de biologie marine de Dinard comprend le Cresco (Centre de recherche et d'enseignement sur les systèmes côtiers), établissements de recherche appartenant au Muséum national d'histoire naturelle. À l'ancienne adresse de cette station de biologie marine se trouvait l'« aquarium et musée de la Mer de Dinard », fermés en 1996 et transformé depuis 2015 en hôtel de luxe. Il comportait des présentations des expéditions de l'explorateur marin et polaire Jean-Baptiste Charcot, des décors de Lyona Faber et de Robert Hamilton et une sculpture de Gaston Guitton, Ève tentée par le serpent, installée à l'extérieur[104]. La station de biologie marine de Dinard et le Cresco, quant à eux déménagés à la rue du Port-Blanc, sont toujours en activité et poursuivent leurs recherches en biologie marine pour le compte du Muséum national d'histoire naturelle.
- Les peintures murales du CREPS Bretagne-Dinard,Centre de ressources, d'expertise et de performance sportives de Dinard, réalisées en 1966 par le peintre Geoffroy Dauvergne (1922-1977) dans le cadre du 1 % artistique. Une seule reste sur place dans le hall d'entée : L'Amour à la Mandoline. Une est conservée au COSEC de Dinard : Les Sirènes, une autre à l'Espace Delta de Pleurtuit : Le Messager Secret, et une troisième, Le Port, huile sur toile marouflée, sera conservée au musée maritime de Saint-Malo[105]
- Fresque du peintre Henri Marret, réalisée en 1926, au salon de thé Le Bras (aujourd'hui disparue).
- Fresque peinte par Geoffroy Dauvergne dans une villa de la Pointe de la Malouine et représentant l'arrivée de Caravelles à Saint-Malo[106].
- Fresque peinte entre 1946 et 1950 à la villa Greystones,de l'architecte Michel Roux-Spitz (1888-1957), par le peintre Louis Bouquet (1885-1952) : Le Voyage de l'Homme en blanc.
- Dinard est la première station balnéaire de France à sauvegarder son patrimoine architectural de la fin du XIXe siècle en faisant classer 407 villas et immeubles.
- La Ville de Dinard, place Yves-Verney, possède un monument à Yves Verney maire de Dinard (1953-1952), réalisé par le sculpteur Georges Delahaie, auteur également d'un haut-relief en cuivre au lycée hôtelier de la ville.

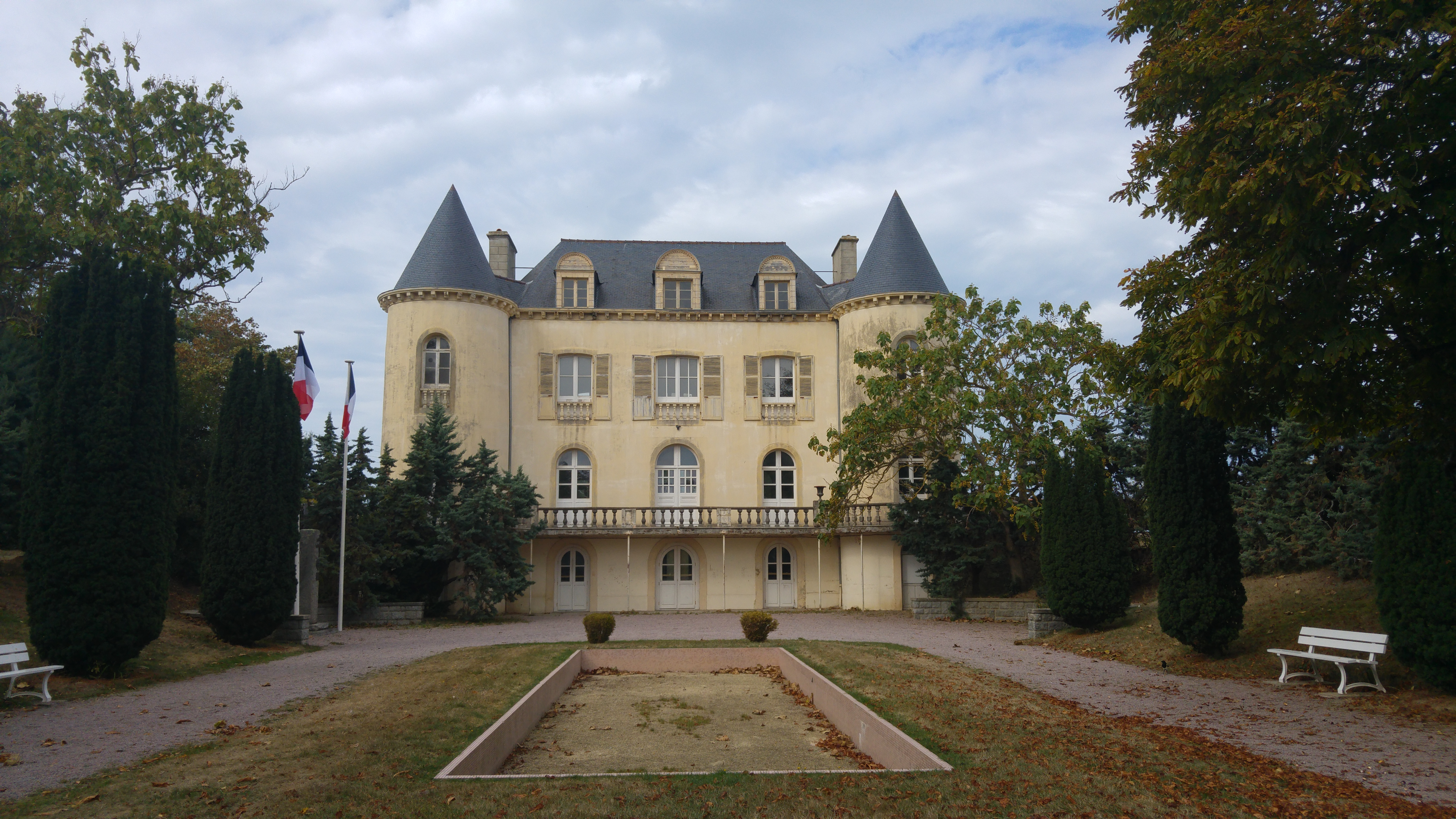
La Villa Eugénie, en 2019.

- La Villa Eugénie, en 2019.La villa Eugénie a été bâtie en 1868, sur les plans de l'architecte Jean Pichot. Elle est léguée en 1873 à la commune de Dinard qui en fait d'abord sa mairie puis vingt ans plus tard son commissariat. Après la seconde guerre mondiale, elle devient une école primaire, entre 1967 et 1985, une bibliothèque et enfin à partir de 1985 jusqu'à sa fermeture en 2004. Aujourd'hui en ruine, la villa n'est plus qu'une coquille vide, ses intérieurs sont trop abîmés pour permettre d'y installer une activité[107].
- La piscine olympique, 2, boulevard du président Wilson, après la destruction du casino balneum de style Art déco, réalisation de mosaïque dans les années 1960 par Charles Gianferrari[108].

### Villas dinardaises et architecture balnéaire

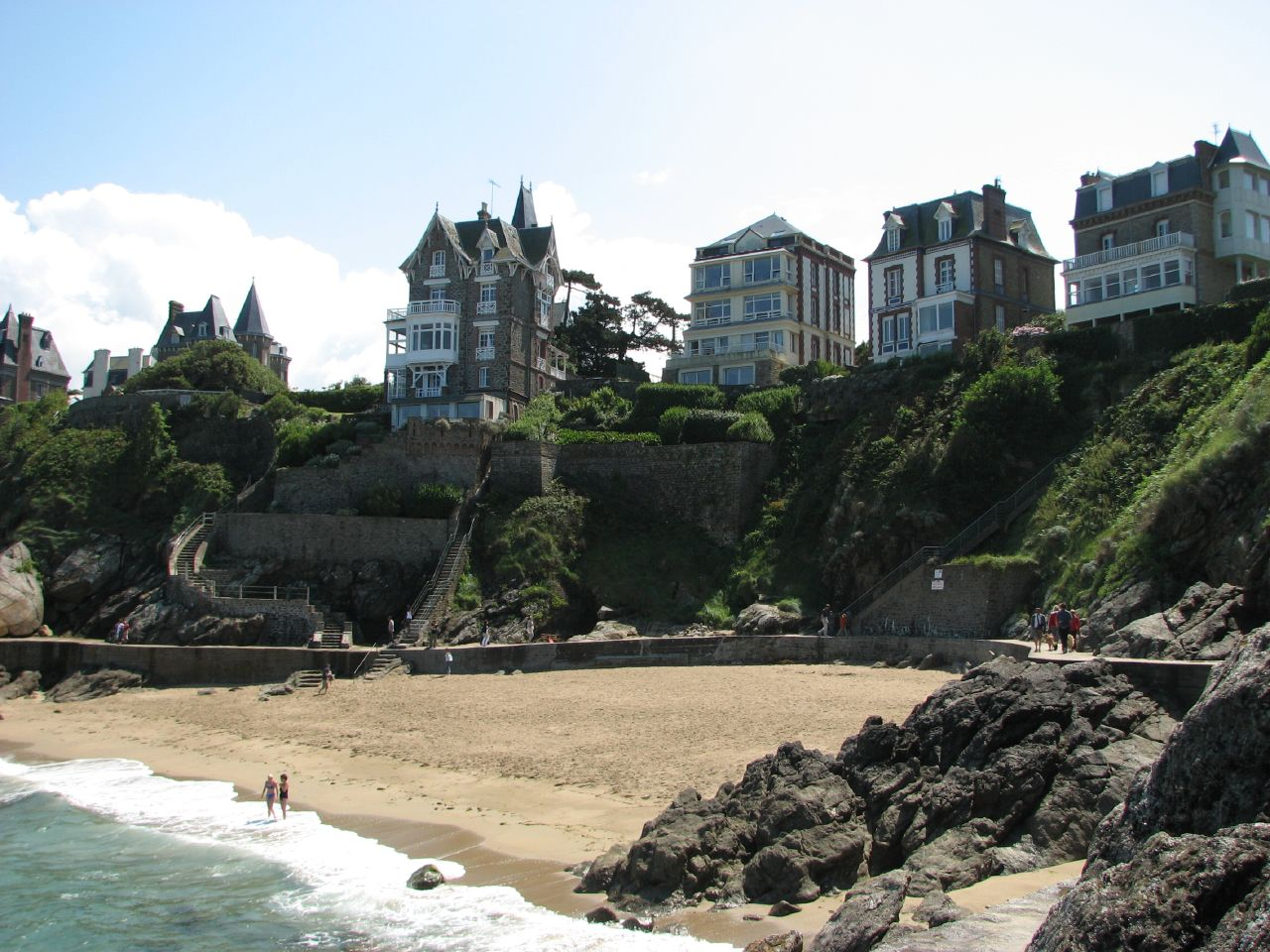
Villas à la pointe de la Malouine.

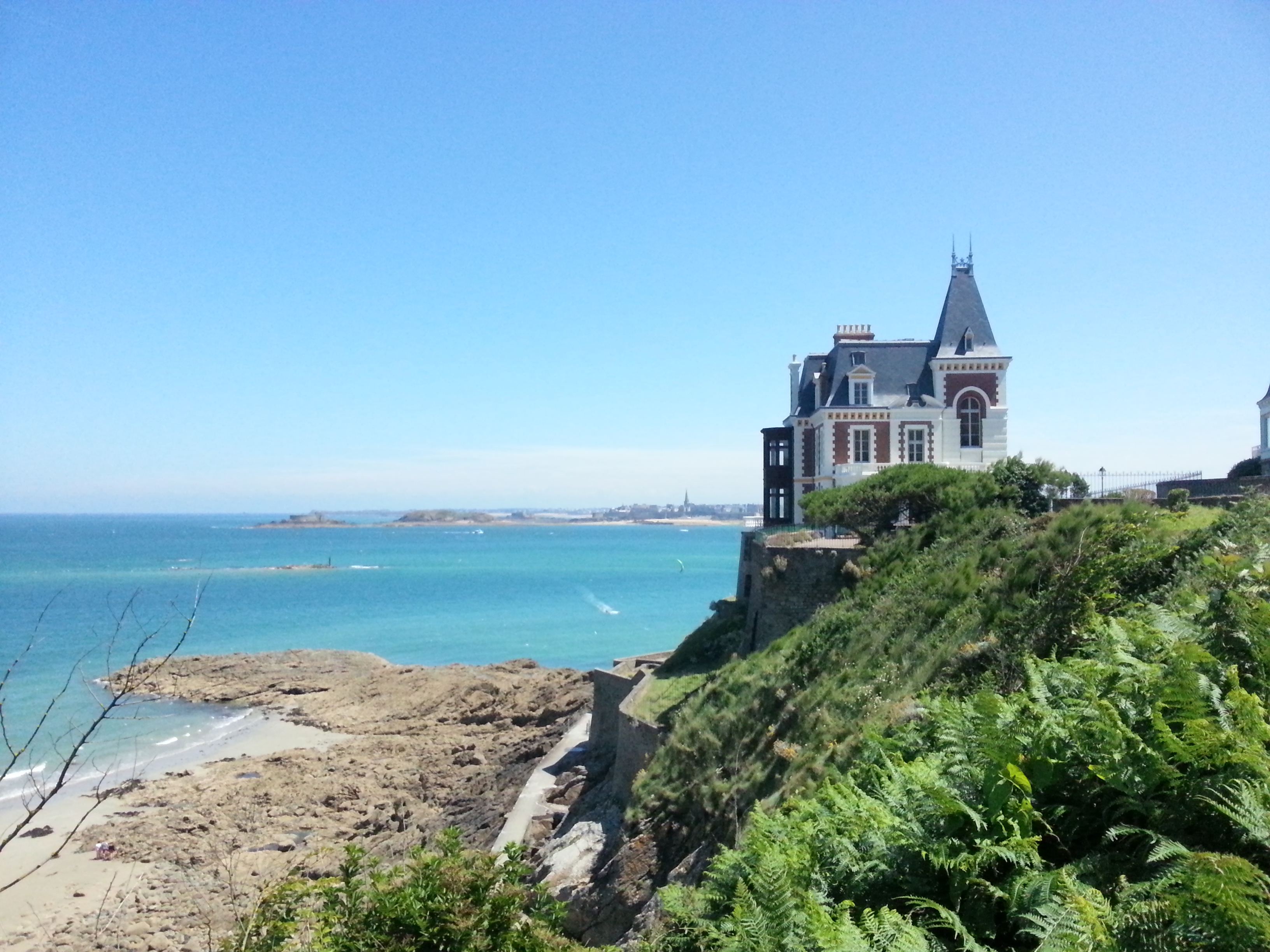
La villa Roches Brunes, restaurée dans son apparence d'origine.

Les villas dinardaises ont fait la réputation de la station et constituent un patrimoine architectural considérable. Si la plupart d'entre elles se concentrent dans le quartier de lotissement de luxe de la Malouine, aménagé et imaginé par le promoteur immobilier Auguste Poussineau, on peut en retrouver à travers toute la ville et de tous les styles. La récurrence de la présence de bow-windows sur les villas indique cependant la présence de la colonie anglaise. Ce sont des maisons bourgeoises et familiales, qu'on peut qualifier « d'hôtels particuliers de bord de mer », souvent transmises d'une génération à l'autre. C'est pour cela que ces villas se concentrent sur les pointes, qui permettent de jouir d'une vue à 360 degrés. Probablement la plus emblématique, la villa Roches Brunes a été construite vers 1893 pour le frère d'Auguste Poussineau, le couturier parisien Émile Poussineau. De style néo-Louis XIII, elle est caractéristique de l'architecture de la Belle Époque, qui n'a pas su créer un style propre et s'inspire généralement des esthétiques du passé. Depuis 2007, la villa appartient à la ville, elle a en effet été donnée par son dernier propriétaire Paul Braud. La villa accueille ainsi plusieurs événements telles que des expositions et des ateliers de dessin.

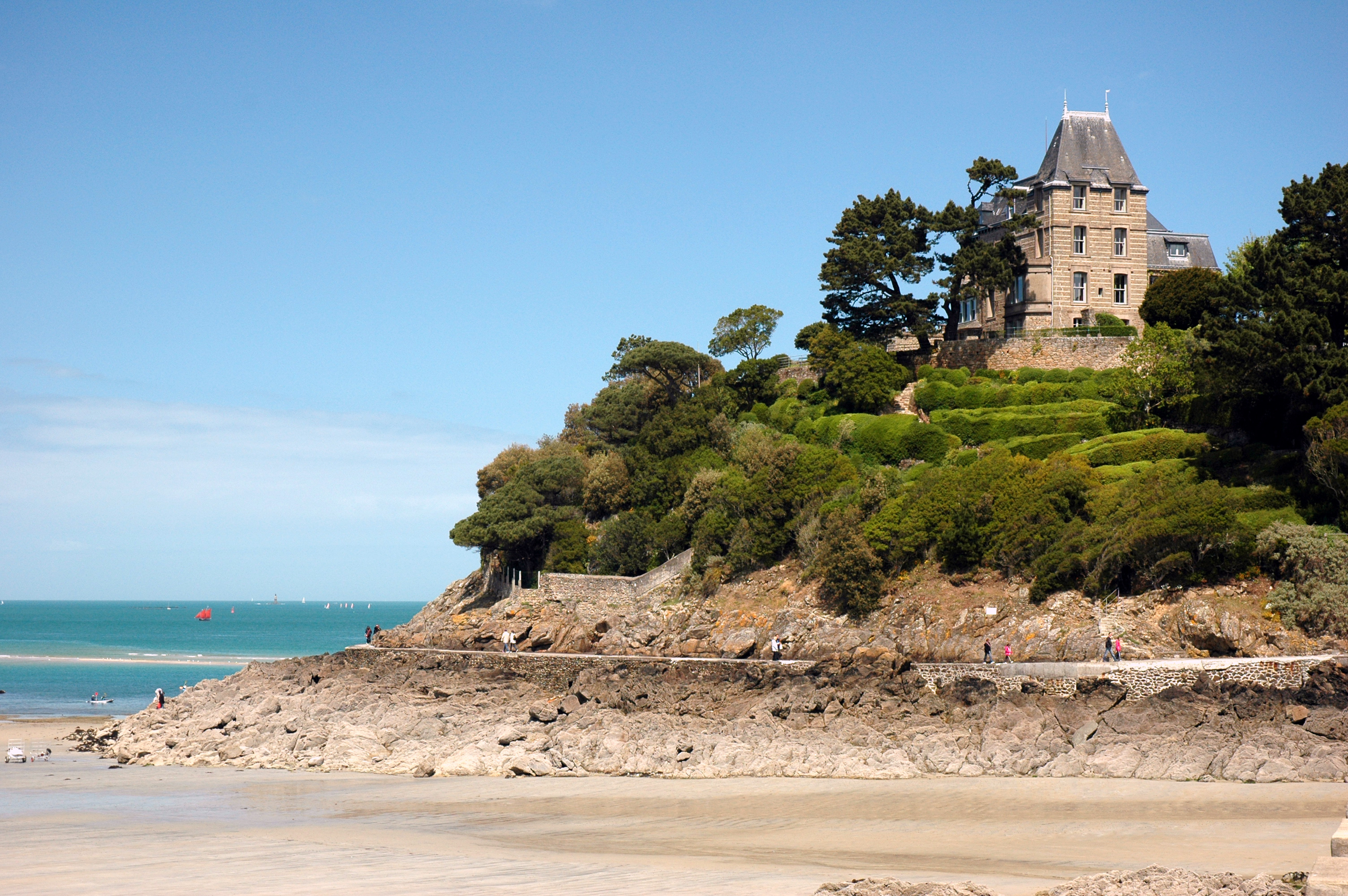
La villa Saint-Germain, sur la pointe du Moulinet.
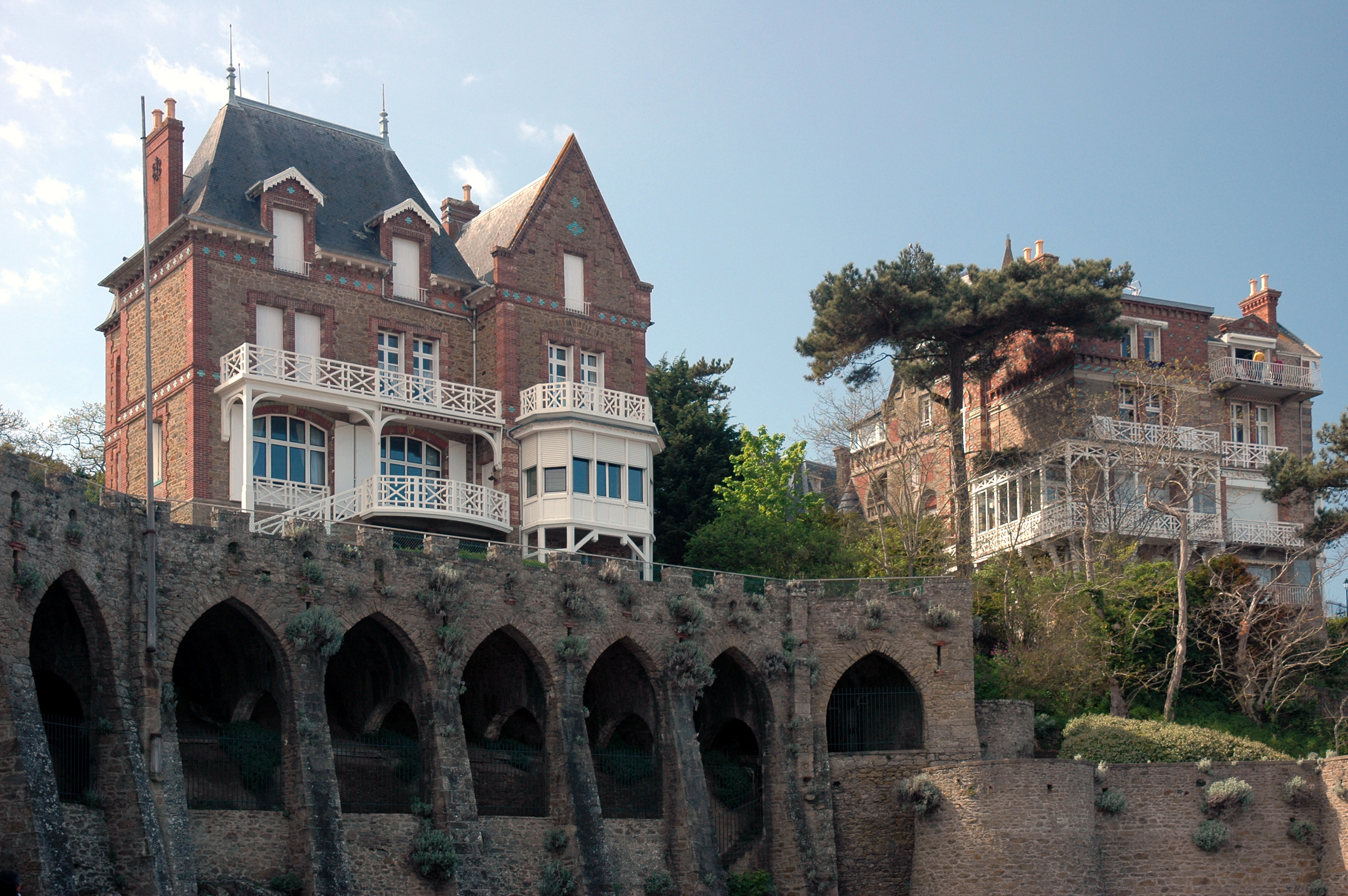
Les murs de soutien de la villa Belle-Assise s'inspirent de l'architecture médiévale.
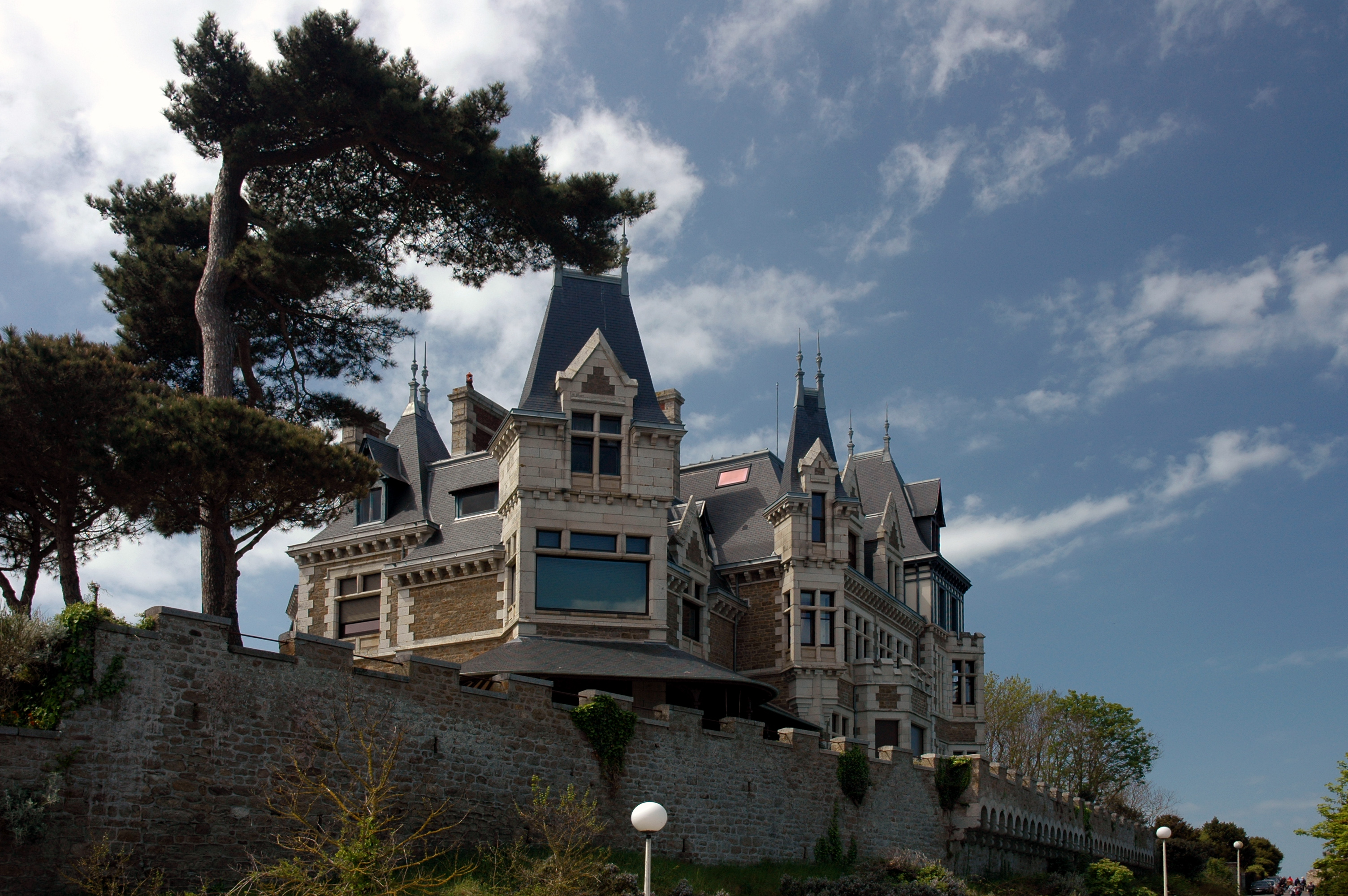
La villa La Garde, et son architecture « éclatée ».
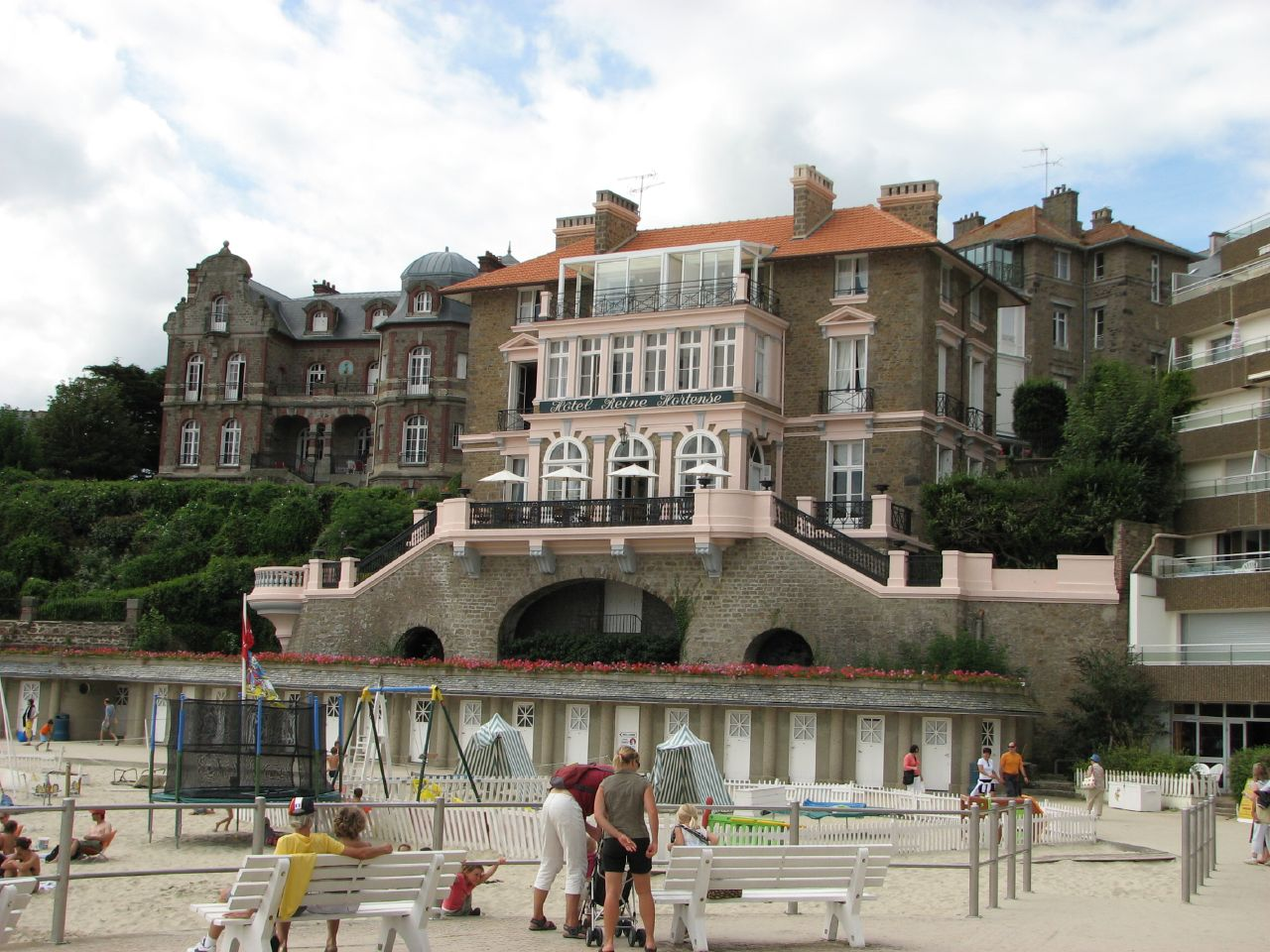
La villa de la Reine Hortense, qui fait face à la plage de l'Écluse.

Plus récemment, de nombreux programmes immobiliers voient le jour à travers la ville, s'inspirant du style balnéaire en y ajoutant une pointe de modernité, comme pour perpétrer l'exemple luxueux des villas de la Malouine et l'art de vivre balnéaire dont elles sont témoins,.

### Villas et immeubles disparus

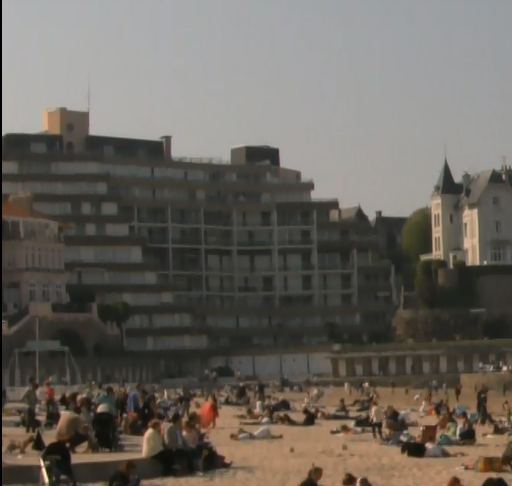
La résidence Le Crystal a pris la place de l'ancien hôtel du XIXe siècle.

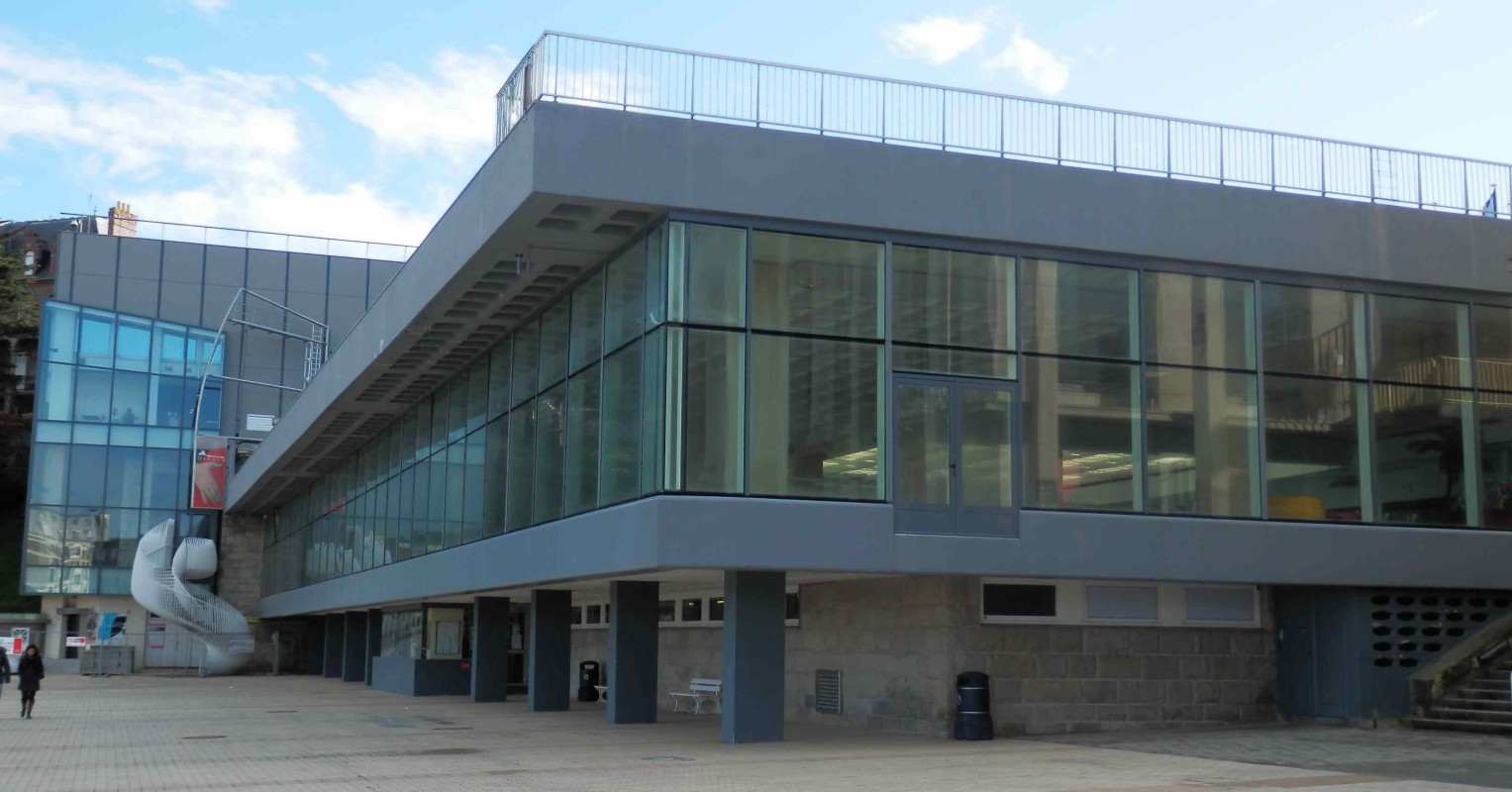
La piscine olympique et le Palais des arts et du festival.

La plupart des villas et des immeubles disparus ont été détruits dans les années 1970 et 1980. À cette époque, Dinard a sombré dans l'oubli et a mal survécu à la fuite des riches touristes d'antan. Les trop nombreux casinos paraissent inadaptés à une population locale. C'est ainsi que le casino Le Balneum, de style Art déco, qui jouxtait le casino qui a survécu, est détruit, remplacé par une piscine et un palais des congrès (qui deviendra palais des Arts et du Festival en 2007). La mairie pense ainsi redynamiser le tourisme d'affaires et les loisirs.
En 1979, l'hôtel Crystal, d'architecture très surprenante et originale pour son époque (il fut construit en 1892), comprenant une tour de verre de 30 mètres de haut, fut détruit, afin d'y construire une résidence beaucoup plus moderne et ayant plus de capacité d'accueil des touristes. Le nouvel immeuble reprit son nom, et est situé face à la plage de l'Écluse, à droite de la villa de la Reine Hortense.
De nombreuses villas ont également disparu, telles que la villa du marquis de Mortemart, la villa Les Terrasses, le château Coppinger, la villa Sainte-Catherine, le château de la Malouine…
On peut également noter la destruction de la Villa Nahant dont le terrain a servi à construire l'actuel lycée Hôtelier de la ville.
Ce sont ainsi des richesses architecturales qui ont disparu, parfois par ordre de la mairie ou pour des affaires de promotion immobilière. Ces disparitions ont fait prendre conscience de la nécessité de protéger le patrimoine architectural restant et a abouti à la création de la ZPPAUP, qui regroupe 407 villas à travers la commune et empêche désormais toute autre affaire de ce type.

### Plages
La commune compte quatre plages principales dotées d'un poste de surveillance et d'équipements saisonniers :
- la plage du Port-Blanc, située également sur la commune de Saint-Lunaire, le long de laquelle est situé le camping municipal[115] ;
- la plage de Saint-Énogat, située à proximité du quartier ancien de Saint-Énogat ;
- la plage de l'Écluse, plage principale de la ville à proximité du centre-ville ; le casino, la piscine olympique d'eau de mer chauffée, le palais des congrès, se situent le long de cette plage ;
- la plage du Prieuré, à l'extrémité est de la promenade du Clair de Lune.

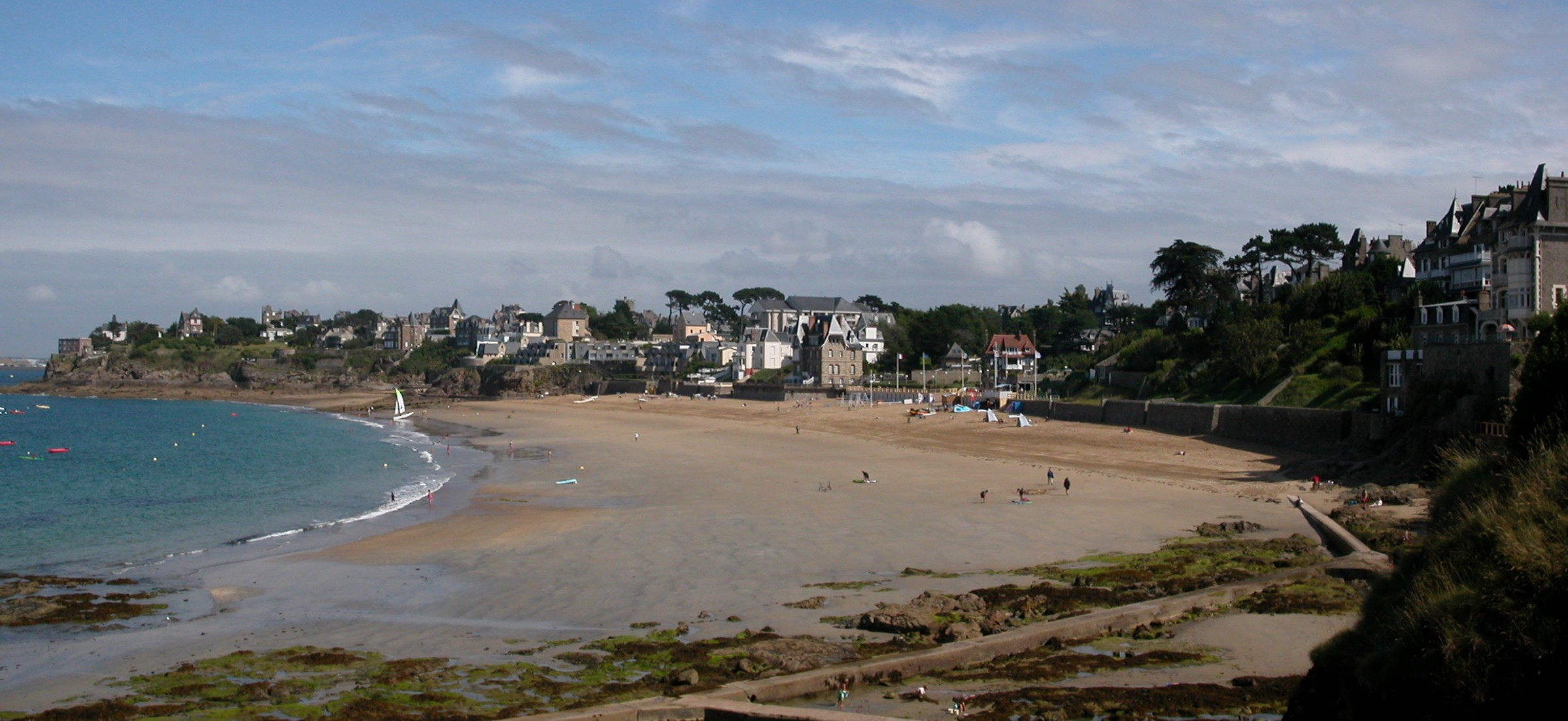
La plage de Saint-Énogat.
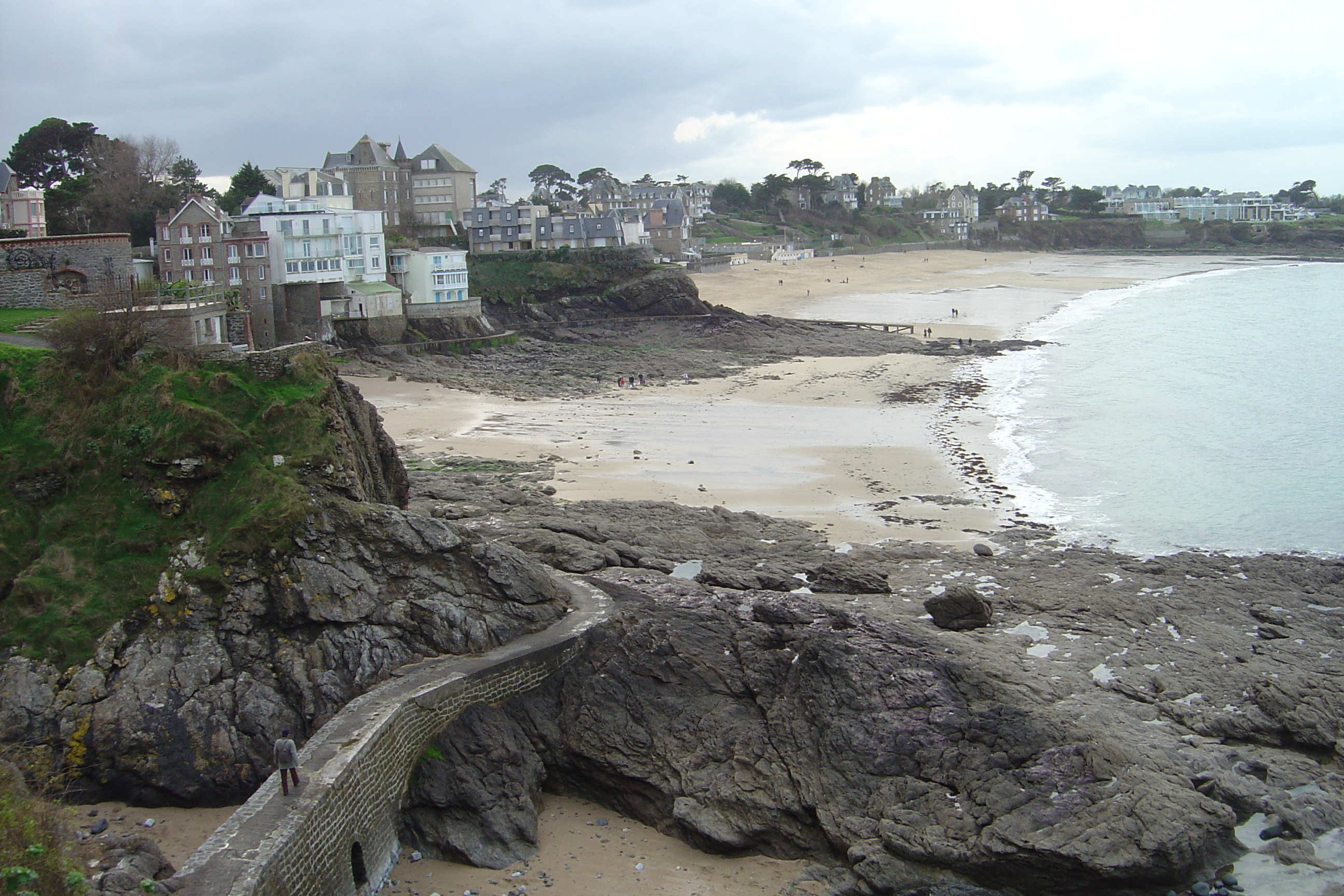
La plage de Port-Riou au premier plan et la plage de Saint-Énogat au second plan.
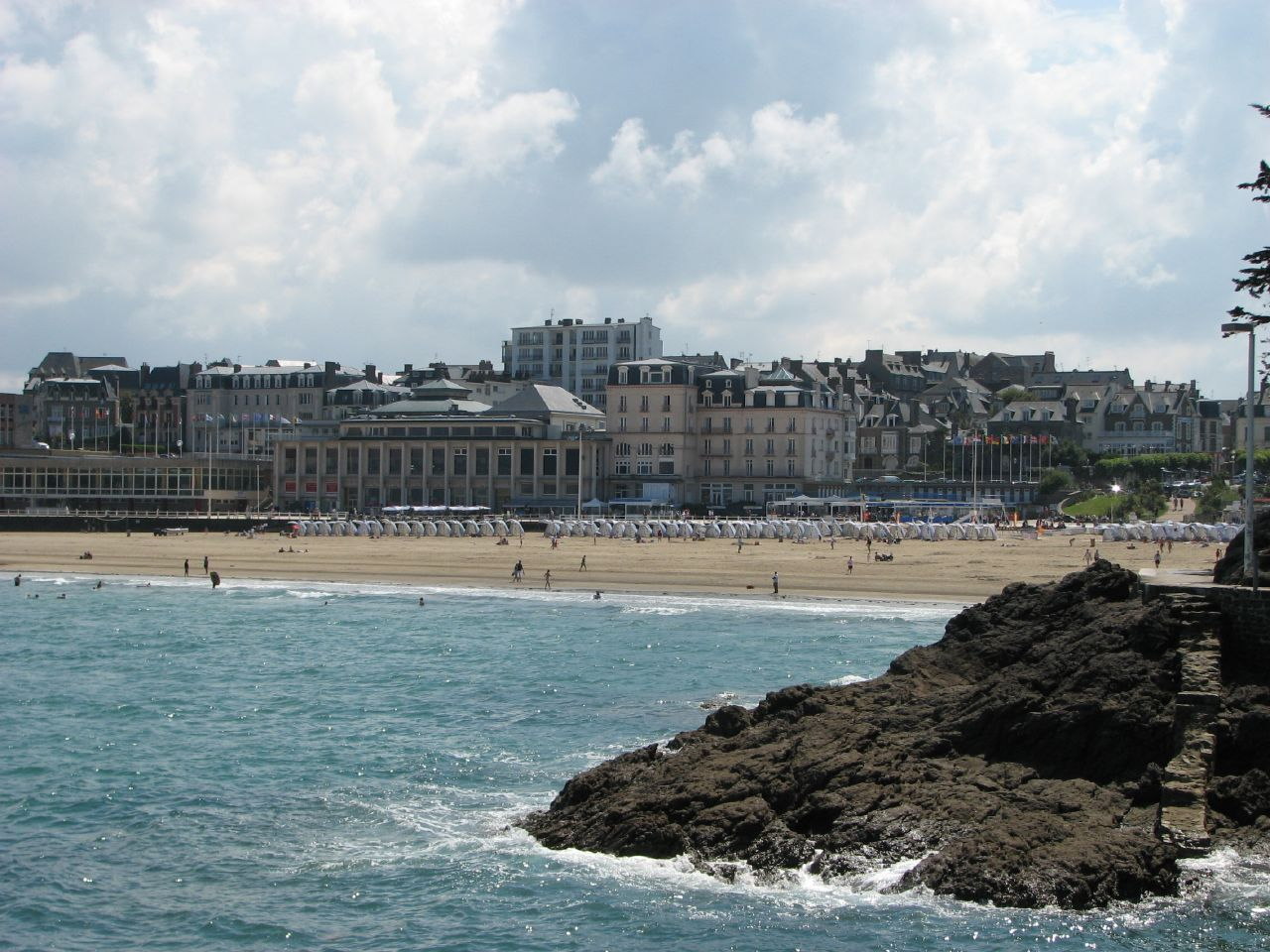
Vue d'ensemble de la plage de l'Écluse.
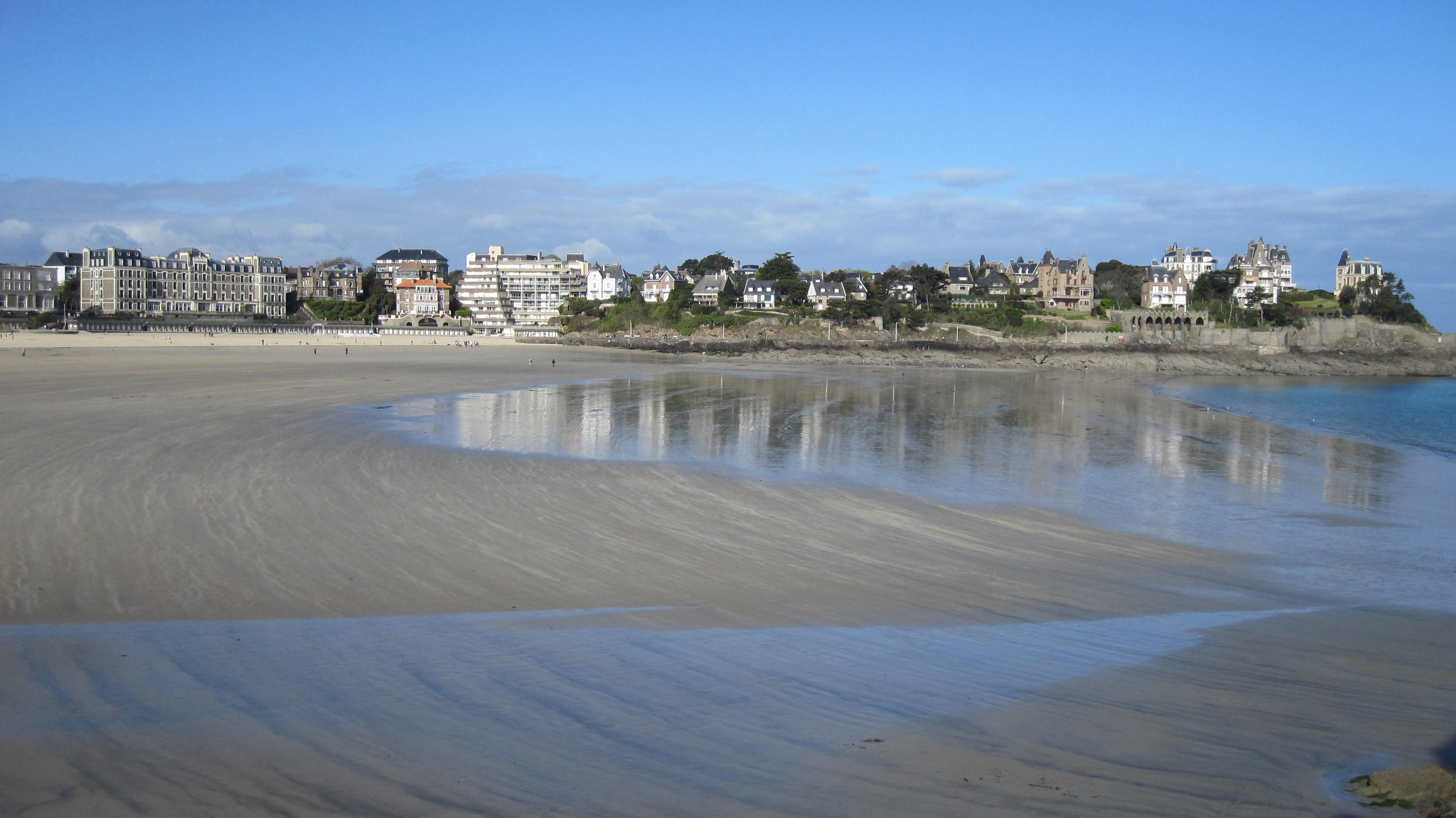
La plage de l'Écluse de Dinard à marée basse.
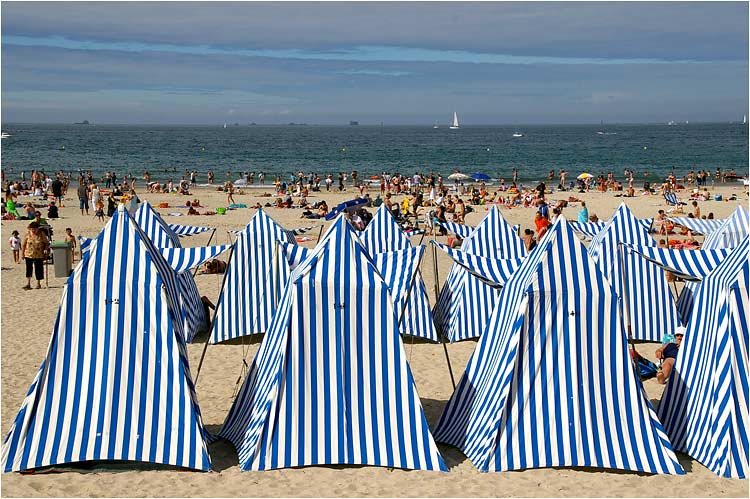
Les tentes sur la plage de l'Écluse.

### Activité et festival
- Marché aux plantes
- Marché : les mardis, jeudis et samedis sur l'esplanade de la Halle de 8 h à 13 h. Accueil selon la saison de 100 à 300 commerçants. Un des plus grands de la région. 500 places de parking. Marché saisonnier le mercredi matin à Saint-Énogat sur la place du Calvaire
- Foires à la brocante : le premier dimanche de chaque mois d'avril à septembre sur l'esplanade de la Halle. De 8 h à 19 h, 45 brocanteurs sont présents, tous professionnels. Pendant le mois de juillet le nombre des brocanteurs est porté à 47
- présence de clubs de plage pour enfants (3/15 ans) : le club des écureuils et le club des pingouins
- Le Dinard Comedy Festival qui a lieu fin avril
- Le Printemps du Cinéma Allemand de Dinard qui a lieu fin mai début juin
- Le Festival International de Musique de Dinard, festival de musique classique qui a lieu mi-juillet
- Le Dinard Opening, les musicales franco-britanniques qui a lieu début août
- Jumping international 5 étoiles, fin juillet début août, attirant les meilleurs cavaliers mondiaux
- Dinard Festival du film Britannique, qui a lieu tous les automnes
- Rendez-vous aux jardins
- Course nautique Cowes-Dinard, organisée avec l'aide du Yacht Club de Dinard

### Art

#### Statues et sculptures
En l'honneur du Festival du film britannique organisé depuis 1990, est érigée, en front de mer sur la digue de l'Écluse, une statue en hommage à Alfred Hitchcock et à son film Les Oiseaux, statue inaugurée le 8 octobre 2009 et œuvre du sculpteur Lionel Ducos. Elle remplace une ancienne statue d'Hitchcock située plus haut, en face du petit Casino et qui a dû être remplacée en raison de son mauvais état.
En 1918, le maire Paul Crolard prend la décision de mettre en place un monument aux morts de la Première Guerre mondiale. À la suite d'un concours, la statue proposée par Jean Galle est retenue en 1923, mais ce n'est qu'en 1927, après quelques complications, que la statue sera finalement inaugurée, face à l'église Notre-Dame et au calvaire place du Géneral-de-Gaulle. Ce calvaire, en granit, date de 1875 et fut réalisé par Yves Hernot, un sculpteur engagé, dont l'objectif était de « repeupler les églises » ; c'est ainsi qu'il réalisa des centaines de calvaires expédiés dans toute la France mais aussi à l'étranger (Jersey, Haïti…).
Dans le centre historique de Saint-Énogat est également présent un calvaire en granit, place du Calvaire.
D'abord ornant le jardin des plantes de Paris en 1876, Ève tentée par le serpent du sculpteur Gaston Guitton est érigée à Dinard en 1936, sur le toit de l'« Aquarium et Musée de la Mer » installé dans la villa Bric-à-Brac, à l'initiative du professeur Jean Abel Gruvel. Face à elle, c'est un panorama exceptionnel sur la pointe de la Vicomté et la baie du Prieuré qui se dévoile. Cependant, sa nudité et ses rondeurs de l'« Ève » sont jugées scandaleuses par les intégristes dinardais, et la statue est plus d'une fois vandalisée : on le voit aux pieds et aux jambes légèrement décolorés de l'« Ève ».

#### Cinéma
- Le film Le Guérisseur d'Yves Ciampi (1953) avec Jean Marais, Danièle Delorme et Pierre Mondy a été tourné à Dinard[117].
- Des scènes de l'Inspecteur Lavardin de Claude Chabrol (1986) ont été tournées à Dinard.
- Conte d'été d'Éric Rohmer (1996) a été tourné à Dinard.
- L'Heure zéro de Pascal Thomas (2007), adapté du roman éponyme d'Agatha Christie, a été tourné à Dinard.
- Des scènes d'Un jour de Lone Scherfig (2011) ont été tournées à Dinard.

### Personnalités liées à la commune

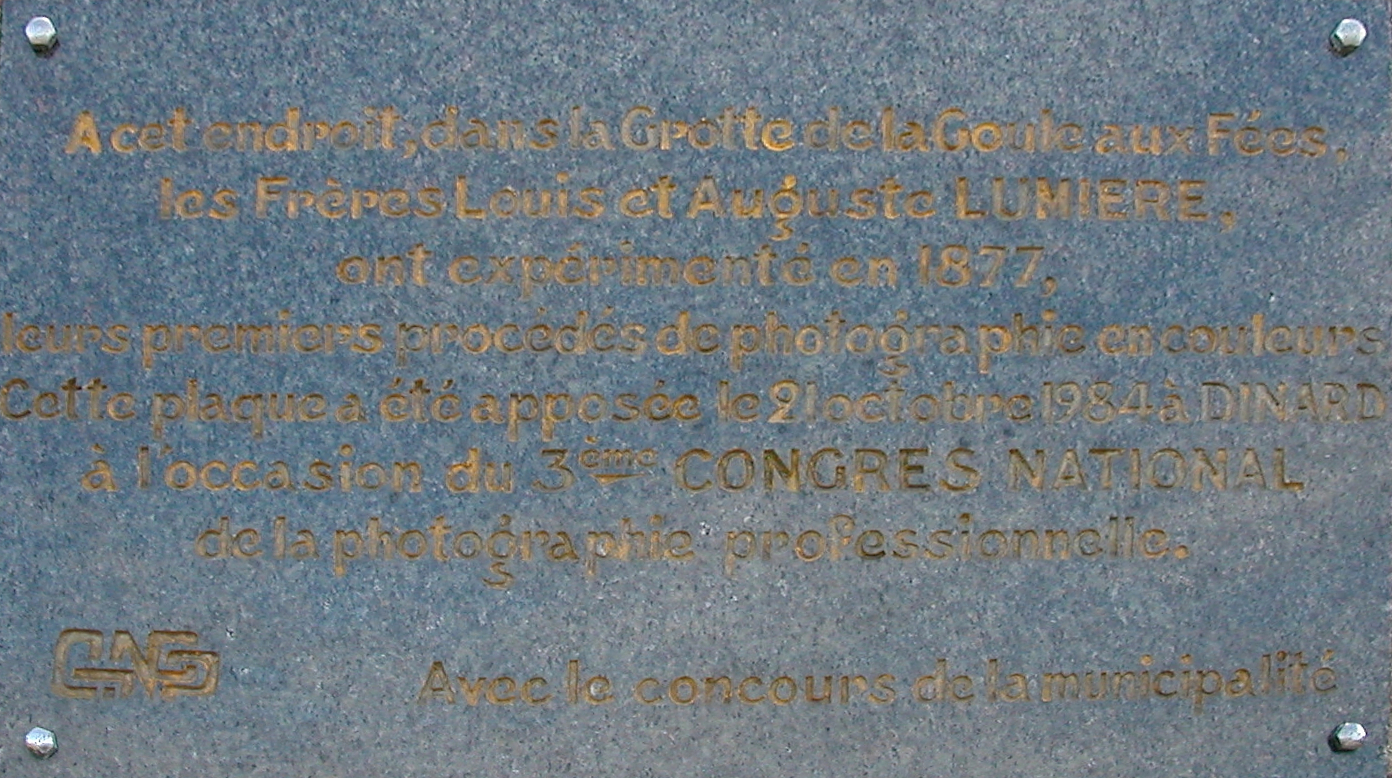
Plaque rappelant les expériences d'Auguste et Louis Lumière.
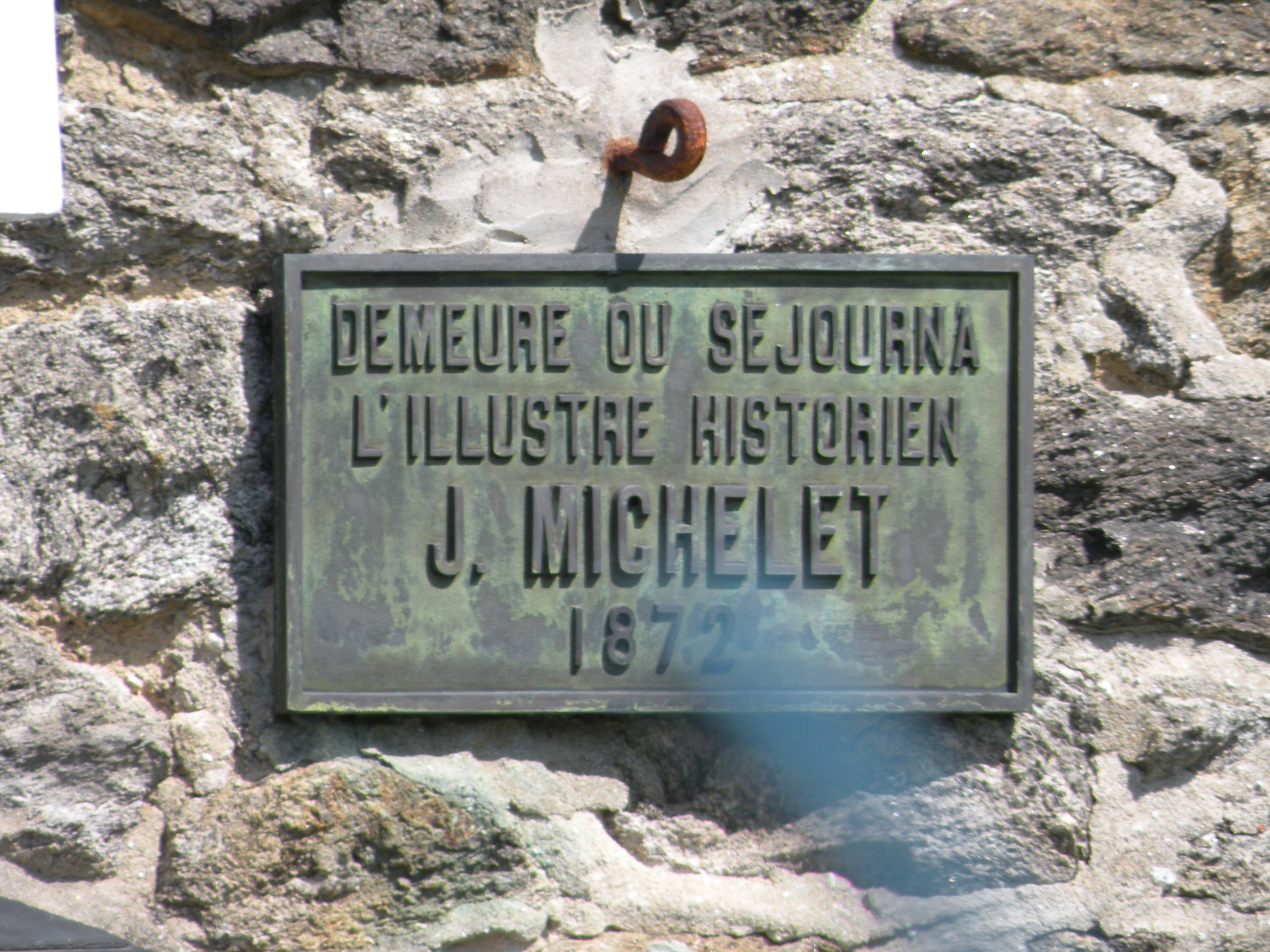
Plaque rappelant le séjour de Jules Michelet en 1872.
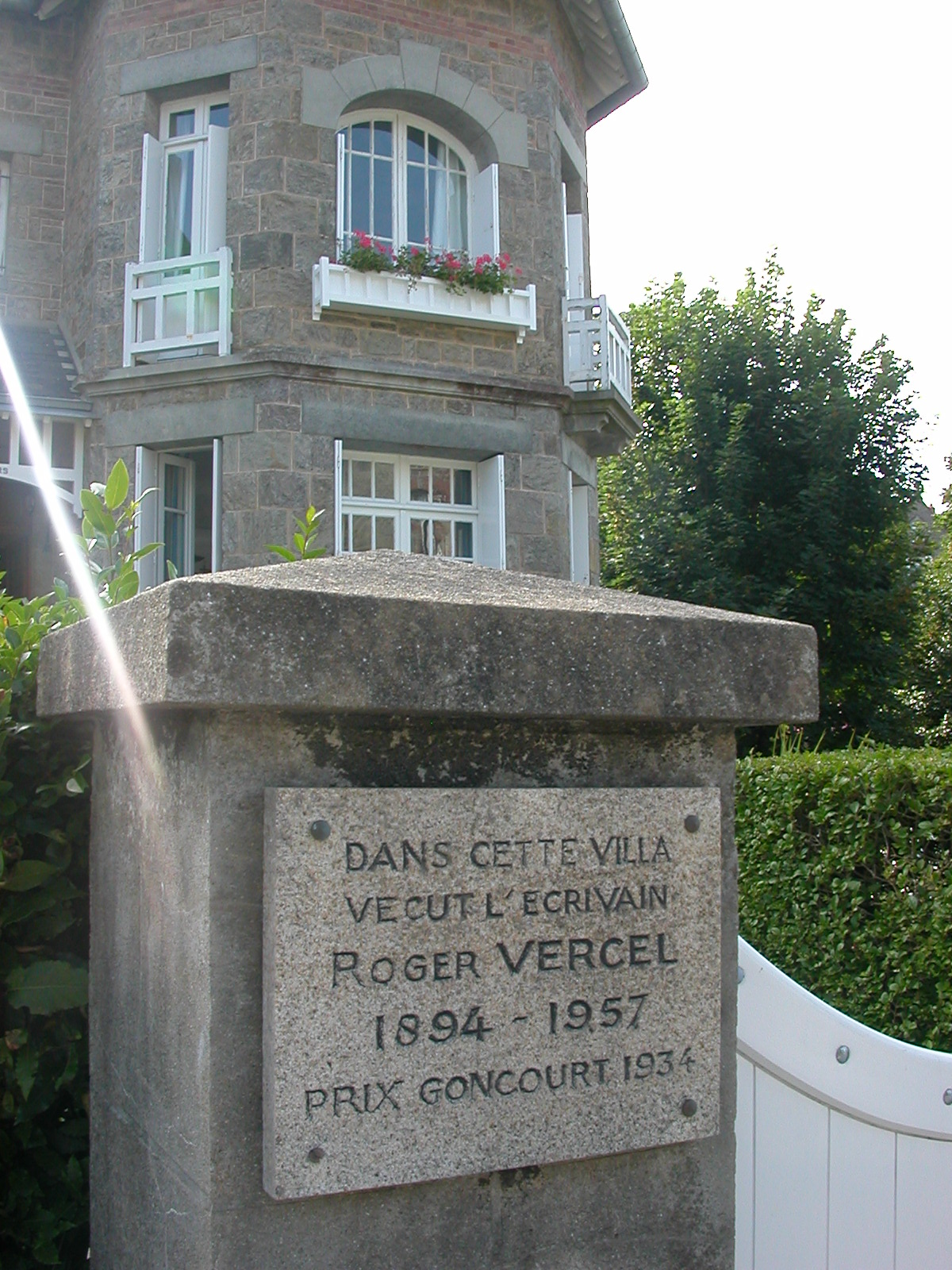
Villa de Roger Vercel.

Un bas-relief en cuivre du sculpteur Armel Beaufils, apposé en 1937 sur la promenade du Clair de Lune à la suite d'une souscription, rappelle le débarquement de Jean IV de Bretagne.

#### Naissances
- François-Yves Carosin de La Landelle, (Saint-Énogat, 1764 - au large de Sumatra, 1794), Corsaire
- Victor Colas de La Baronnais (Saint-Énogat, 1764 - Saint-Servan, 1825), officier chouan.
- Malo Colas de La Baronnais (Saint-Énogat, 1770 - Plessix-Balisson, 1795), officier chouan, frère du précédent.
- Pierre Guillaume Gicquel des Touches (Saint-Énogat, 1770 - Saint-Malo, 1824), marin français.
- Yvonne Prévost (1878-1942), joueuse de tennis française, médaillée olympique.
- Claude Rousseau (1928-2010), mécanicien, aviateur et chef d'entreprise.
- Florence Delaage, pianiste.
- Philippe Barot (Dinard, 1949), footballeur français.
- Jean-Paul Cohuet (Dinard, 1954), footballeur français.
- Yves Colleu (Dinard, 1961), footballeur puis entraineur français.
- Sidonie Bonnec (Dinard, 1977), animatrice de télévision française.

#### Décès
- Judith Gautier (Paris, 1845 - Dinard-Saint-Énogat, 1917), fille de Théophile et amie de Victor Hugo et Richard Wagner.
- Aimé Morot (Nancy, 1850 - Dinard-Saint-Énogat, 1913), peintre français.
- Jean Abel Gruvel (Le Fleix (Dordogne), 1870 - Dinard, 1941), biologiste marin français.
- Suzanne Meyer-Zundel (Husseren-Wesserling 1882 - Dinard   1971), poétesse.
- Camille Le Mercier d'Erm (Niort, 1888 - Dinard, 1978), poète français et nationaliste breton.
- Michel Roux-Spitz (Lyon, 1888 - Dinard, 1957), architecte français.
- Clara Tambour (Paris, 1891 - Dinard, 1982), comédienne française.
- Nadia Sibirskaïa (Redon, 1900 - Dinard, 1980), actrice française.
- Denys de La Patellière (Nantes, 1921 - Dinard, 2013), réalisateur et scénariste français.
- Jean Le Boulch (Brest, 1924 - Dinard, 2001), médecin et enseignant français.
- René-Jean Pommerais (1814-1885), archéologue et juriste français.
- Henri Sérandour (Le Mans, 1937 - Dinard, 2009), joueur international de water-polo puis dirigeant sportif français.
- Albert Poli (Colzate, Italie, 1945 - Dinard, 2008), footballeur puis entraineur franco-italien.
- Gérard Vignoble (Roubaix, 1945 - Dinard 2022), homme politique, ancien député-maire de Wasquehal.

#### Vacanciers
De nombreuses personnalités internationales fréquentent ou ont fréquenté Dinard comme station balnéaire et lieu de villégiature, dont, par ordre alphabétique :
- Albert Ier
- Pierre Blayau, homme d'affaires français, ancien président du PSG
- Jacques Chirac, ancien Président de la République français (1995-2007) qui y a inauguré l'exposition Pinault à l'été 2009[118]
- Agatha Christie, écrivain britannique
- Winston Churchill, premier ministre britannique
- Danielle Darrieux, actrice française qui joua notamment dans L'Heure zéro, un film français réalisé par Pascal Thomas, sorti en 2007, adapté du roman éponyme d'Agatha Christie et tourné à Dinard
- Geoffroy Dauvergne, peintre français
- Kirk Douglas, acteur américain qui séjourna au Grand Hôtel pendant le tournage du film Les Vikings en 1957 au Fort la Latte
- Édouard VII, prince de Galles puis roi du Royaume-Uni et d'Irlande
- Serge Gainsbourg, auteur-compositeur-interprète, a passé de nombreux étés à Dinard pendant son enfance jusqu'au début de la guerre en 1939[119]
- George V, duc d'York puis roi du Royaume-Uni et d'Irlande du Nord[120], fils du précédent
- Alain Gerbault, navigateur, aviateur, tennisman, villa La Béarnaise
- Hugh Grant, acteur britannique
- Famille Hennessy, d'origine irlandaise, propriétaire du fameux cognac
- Victor Hugo, écrivain français qui a séjourné chez Judith Gautier
- Victoria-Mélita de Saxe-Cobourg-Gotha, grande-duchesse de Russie.
- Albert Lacroix, éditeur belge
- Thierry Laget, écrivain français y écrit entre le jusant et le flot, Proust, Prix Goncourt - Une émeute littéraire
- Lawrence d'Arabie, aventurier britannique qui habita Dinard dans sa petite enfance de 1891 à 1894
- Georges-Émile Lebacq (1876-1950), peintre belge impressionniste et post-impressionniste qui y peignit et y exposa brièvement après la Première Guerre mondiale
- Charles Ledoux, industriel français
- Auguste et Louis Lumière, inventeurs français qui, âgés respectivement de 15 et 13 ans, préparaient en 1877 dans la goule-ès-Fées, à Saint-Énogat, les plaques sensibles destinées à leurs photographies
- Jules Michelet, historien français qui y a passé l'été 1872
- Sir Robert Mond, chimiste, industriel et archéologue britannique ainsi que son épouse Lady Mond, célèbre mécène bretonne, née Marie-Louise Le Manac'h à Belle-Isle-en-Terre dans les Côtes-d'Armor
- Pablo Picasso, peintre espagnol
- François Pinault, homme d'affaires français
- François-Henri Pinault, fils du précédent, entrepreneur français et son épouse Salma Hayek, actrice mexicaine
- Famille Radziwiłł, d'origine lituano-polonaise, dont Lee Radziwill, sœur de Jacqueline Kennedy
- Edmond Rostand, dramaturge français qui y écrivit Cyrano de Bergerac
- Robert William Service, écrivain et poète écossais, connu pour ses poèmes sur la Ruée vers l'or dans le grand nord Canadien, vécut à Dinard de 1913 à 1929[121].
- Jean-Yves Tadié, universitaire français
- Paul Valéry, écrivain français
- Aurélie Valognes, écrivain français
- Roger Vercel, écrivain français, prix Goncourt 1934
- Dominique de Villepin, ancien Premier ministre français (2005-2007)
- Henri Zuber, peintre alsacien, fit deux séjours à Dinard (1875 & 1877), où il a peint de nombreux tableaux représentant des vues de la région.

### Héraldique
| Blason | Blasonnement : De sinople à la croix d'hermine, chaque canton chargé d'un pal de gueules. |

Le drapeau armorié de la ville a été modifié en 1997. En effet, le blason ne respectait pas la règle de contrariété des couleurs. Un nouveau drapeau a été créé par la Société bretonne de vexillologie : dix bandes horizontales égales alternativement bleues et blanches avec une large bande transversale jaune à la hampe chargée d'un ours noir, surmonté d'une couronne d'or. L'ours témoigne de l'étymologie supposée de Dinard (Dinarzh : fort de l'ours) et les bandes bleues et blanches évoquent les tentes de plage de la ville.
En septembre 2014, une décision municipale rétablit le drapeau « historique » de la ville né d'une commande en 1905 passée par le maire, Jean-Marie Degas, à l'abbé Joseph Mathurin, premier historien de la ville, auteur en 1897 de Dinard-Saint-Enogat à travers les âges. Féru d'héraldique, Mathurin propose à la ville d'utiliser pour son drapeau le blason du prieuré des Trinitaires de Dinard. Cette proposition est adoptée en 1910 sous la mandature de Paul Crolard.

## Quelques photos

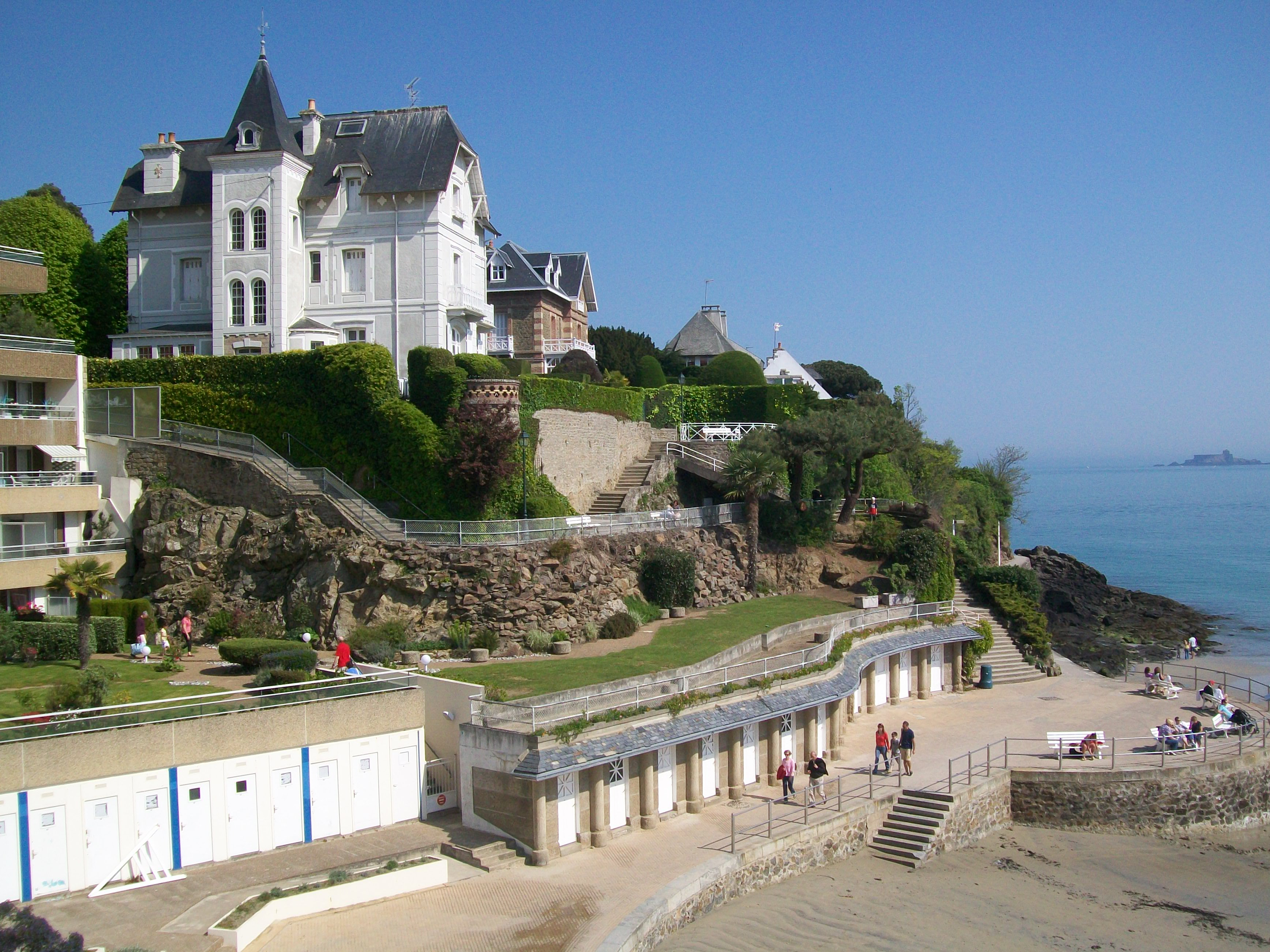
La promenade Pablo-Picasso et les villas de la Malouine.
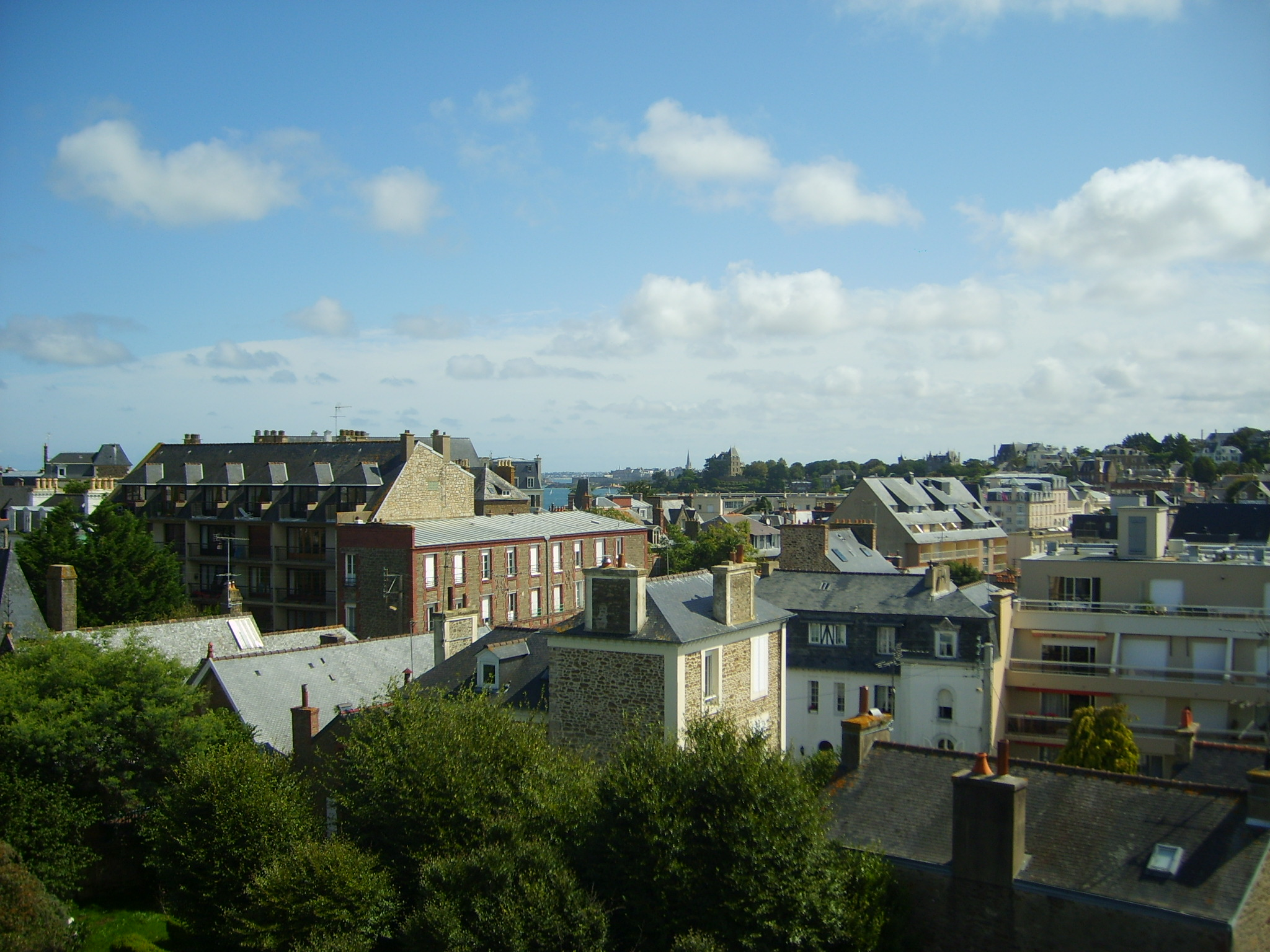
Vue aérienne de Dinard avec Saint-Malo en fond.
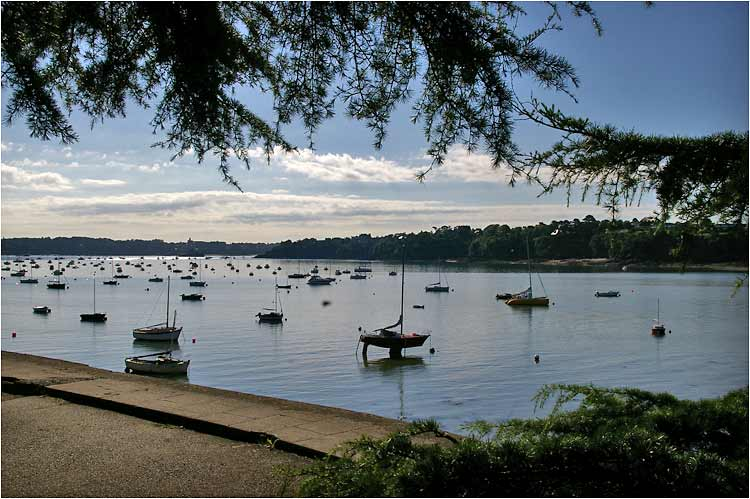
La baie du Prieuré depuis la promenade du clair de lune.
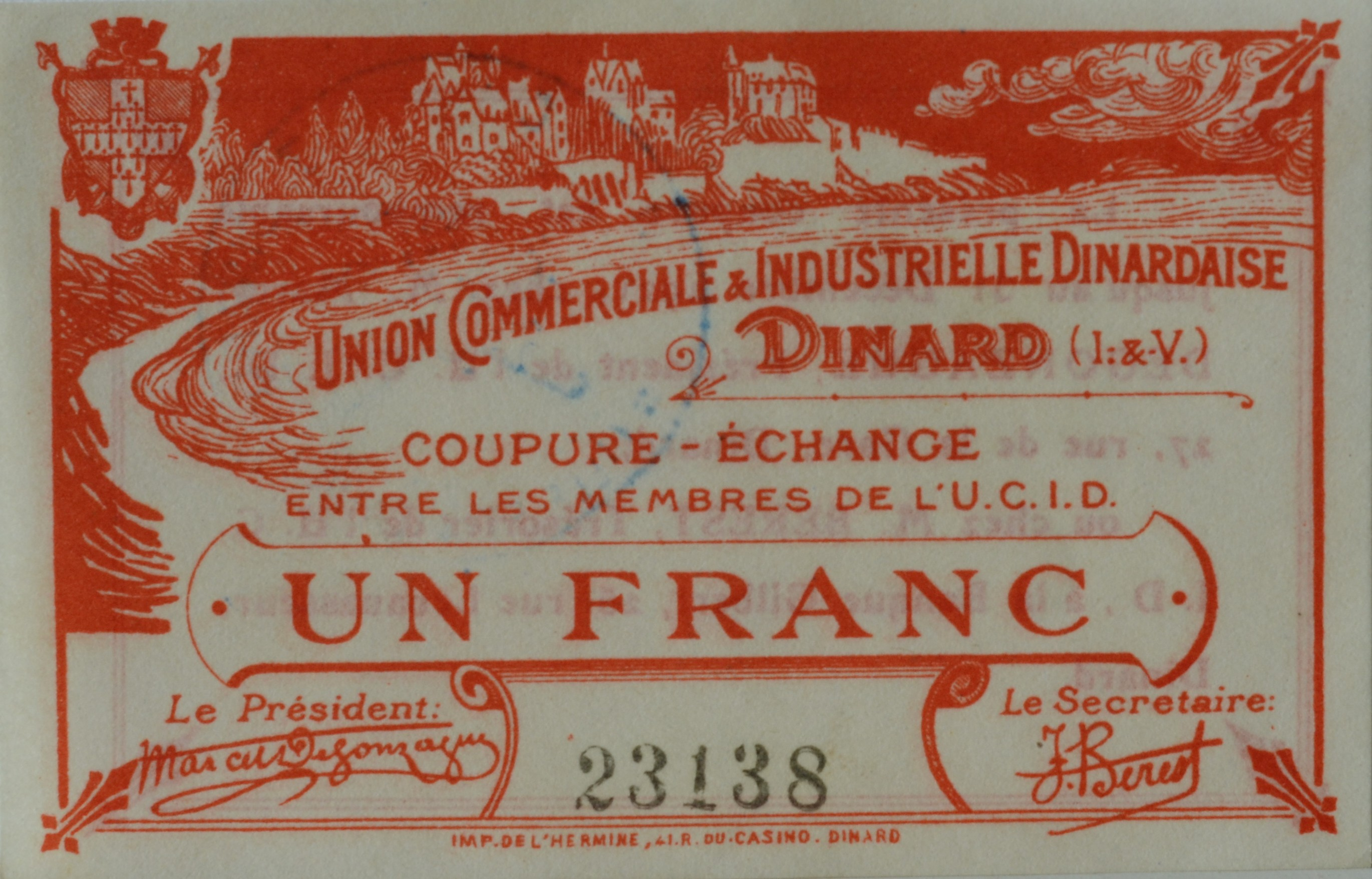
Billet de nécessité dinardais de 1 franc.
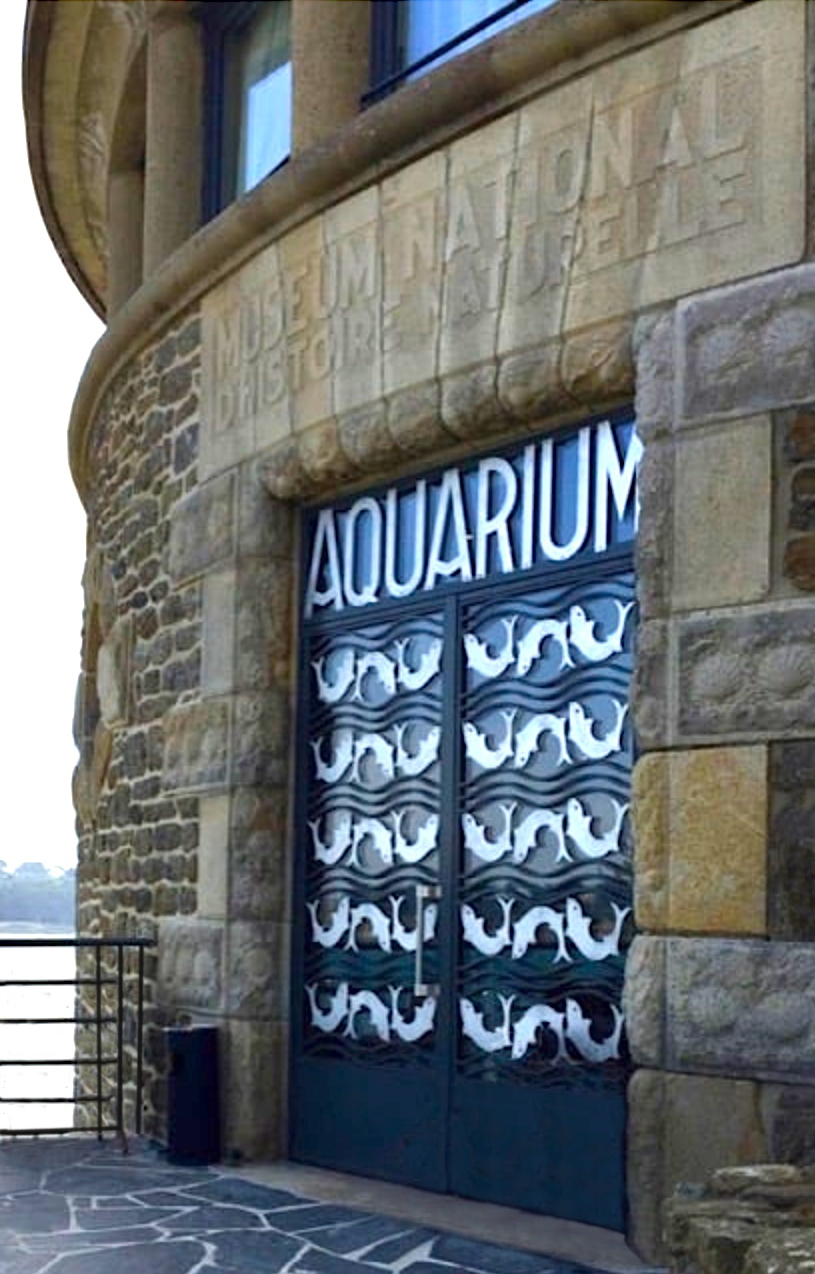
Porte de l'ancien Aquarium de Dinard (résidence Castelbrac).
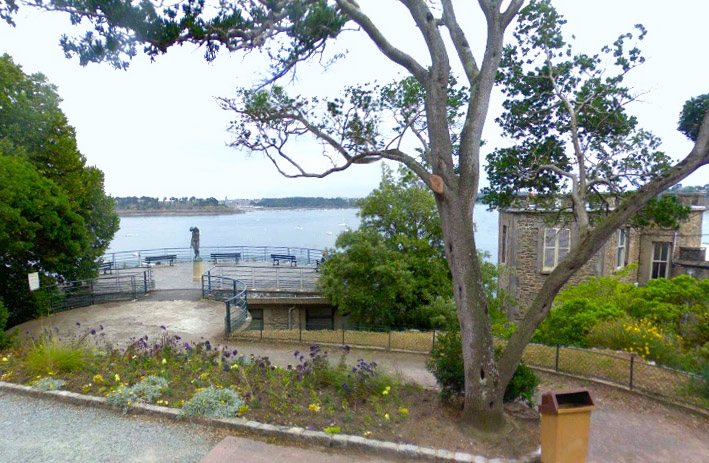
La terrasse de l'ancien Aquarium.
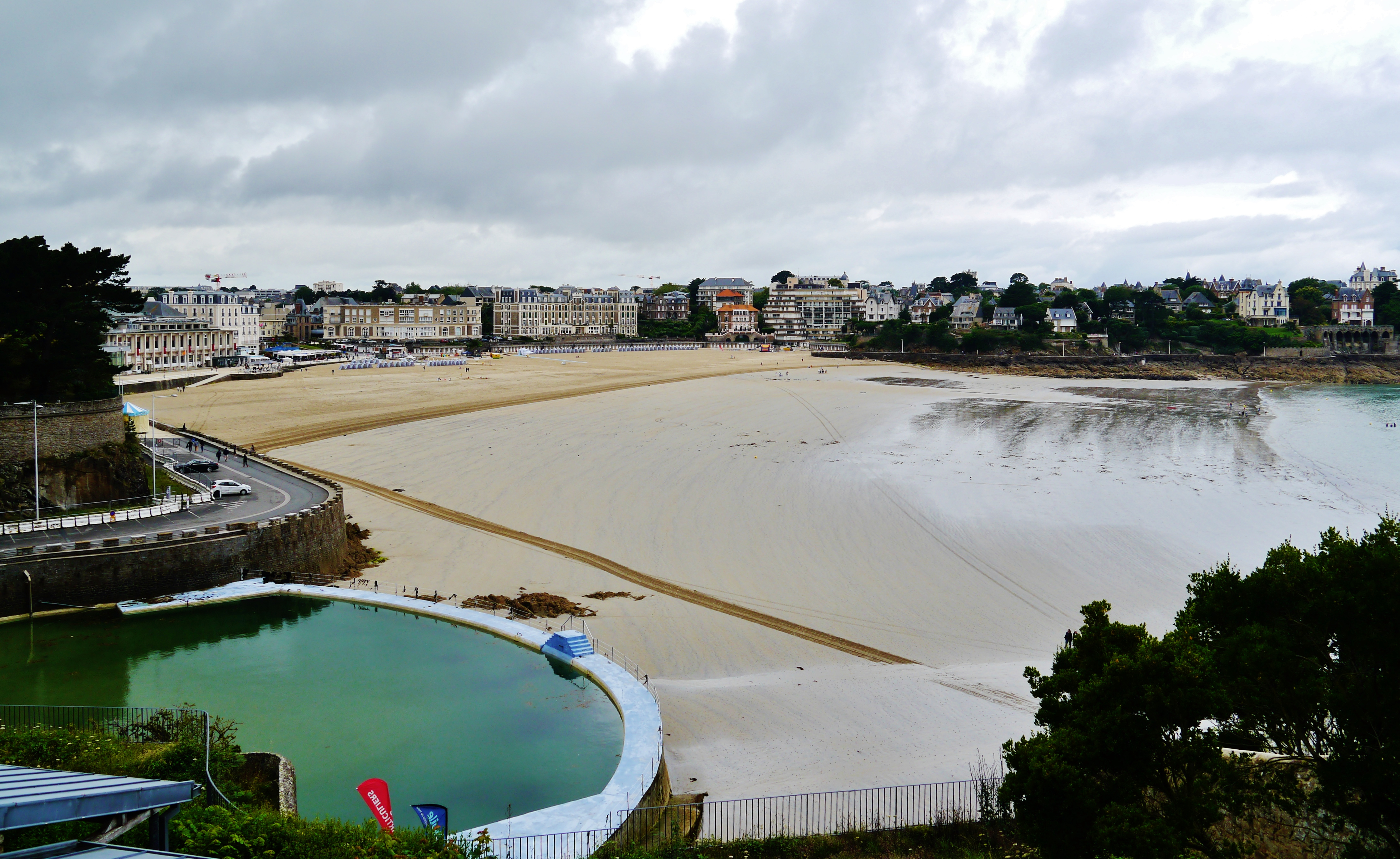
Piscine de mer à la plage de l'Écluse.
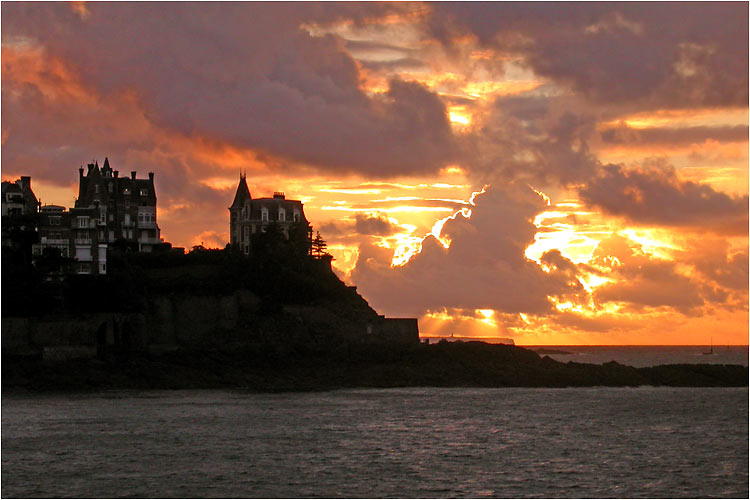
Coucher de soleil à Dinard.